# Attentats du 11 septembre 2001
Pour les articles homonymes, voir Onze-Septembre et 9/11.
Les attentats du 11 septembre 2001 (communément appelés 11-Septembre, 9/11 en anglais américain) sont quatre attentats-suicides islamistes perpétrés le même jour aux États-Unis et provoquant la mort de 2 977 personnes, à Manhattan à New York, à Arlington en Virginie et à Shanksville en Pennsylvanie, en moins de deux heures, entre 8 h 14 et 10 h 3. Ils sont réalisés par des membres du réseau djihadiste Al-Qaïda, deux jours après l'attentat-suicide de l'organisation tuant le commandant anti-talibans et ancien ministre de la Défense Ahmed Chah Massoud en Afghanistan. Ils visent des bâtiments symboliques du nord-est des États-Unis, dont le World Trade Center déjà attaqué en 1993. L'opération Bojinka, découverte en janvier 1995, est considérée par les services de renseignement américains comme un plan précurseur de ces attentats.
Au matin du mardi 11 septembre 2001, dix-neuf terroristes détournent quatre avions de ligne. Deux avions sont projetés sur les tours jumelles du World Trade Center (WTC) à Manhattan (New York) et un troisième sur le Pentagone, siège du département de la Défense, à Washington, tuant toutes les personnes à bord et de nombreuses autres travaillant dans ces immeubles. Les deux tours du World Trade Center, dont les sommets culminent à un peu plus de 415 m de hauteur, s'effondrent moins de deux heures plus tard, provoquant la destruction de deux autres immeubles. Le quatrième avion, qui vole en direction de la capitale fédérale sans que l'on sache quel bâtiment gouvernemental il visait, s'écrase en rase campagne à Shanksville, en Pennsylvanie, après que des passagers et membres d'équipage, prévenus par téléphone de ce qui se passe alors ailleurs, tentent en vain d'en reprendre le contrôle.
Les attentats du 11 septembre 2001 sont les attentats les plus meurtriers jamais perpétrés : le bilan officiel est de 2 977 morts et 6 291 blessés. L'attaque des tours jumelles provoque à elle seule la mort de 2 753 personnes, dont 343 pompiers et 60 policiers, mais seules 1 647 victimes sont formellement identifiées entre 2001 et 2021. Le 17 octobre 2001, Mary Robinson, chargée du Haut-Commissariat des Nations unies aux droits de l'homme, qualifie ces attentats de crimes contre l'humanité, alors qu'ils font par ailleurs l'objet de multiples théories du complot, dénoncées comme des théories « révisionnistes », voire « négationnistes ». La Commission nationale sur les attaques terroristes contre les États-Unis est créée en 2002 pour expliquer comment ces attentats peuvent se produire et surtout éviter que cela ne se reproduise. Dans son rapport publié fin juillet 2004, elle établit la responsabilité du réseau Al-Qaïda, en affirmant que les dix-neuf terroristes auteurs de ces attentats-suicides en sont membres et que le commanditaire en est Oussama ben Laden, qui les revendique à plusieurs reprises.
Khalid Cheikh Mohammed est désigné comme le principal organisateur de ces attaques et reconnaît les faits, lors d'interrogatoires préliminaires à son procès, qui s'ouvre le 11 janvier 2021,,. Le rapport final de la commission nationale sur les attaques terroristes contre les États-Unis estime que le coût pour Al-Qaïda de la préparation et de l'exécution des attentats du 11 septembre est de 400 000 à 500 000 dollars. Les attentats du 11 septembre 2001 sont vécus presque en temps réel par des centaines de millions de téléspectateurs à travers le monde et provoquent un choc psychologique considérable, les images de l'avion heurtant la deuxième tour du World Trade Center, ainsi que celles de l'effondrement complet en quelques secondes des tours jumelles, étant diffusées en direct. Plusieurs lieux sont évacués par précaution à travers le pays, dont le siège des Nations unies, la statue de la Liberté, les parcs Disney et Universal en Floride et Californie, mais aussi la tour CN à Toronto et le Parlement du Canada.
Le gouvernement fédéral des États-Unis et celui de nombreux autres pays réagissent en renforçant leur législation antiterroriste. L'administration américaine lance ensuite une « guerre contre le terrorisme », notamment en Afghanistan dès octobre 2001 (dont le régime taliban favorable à Al-Qaïda héberge Ben Laden et oppose une fin de non-recevoir aux demandes américaines de le leur livrer) et en Irak en mars 2003 (dont le régime baasiste est désigné par l'administration américaine comme un soutien du terrorisme international et détenteur d'armes de destruction massive). Oussama ben Laden est finalement repéré au Pakistan et tué par un commando américain le 2 mai 2011. Le Pentagone est réparé en un an, tandis que six nouvelles tours, dont le One World Trade Center (la plus haute des États-Unis), un mémorial et musée installé sur l'emplacement des tours jumelles et une nouvelle gare sont construits et en service, ou en cours d'achèvement, sur le site du World Trade Center.

## Attentats: les faits

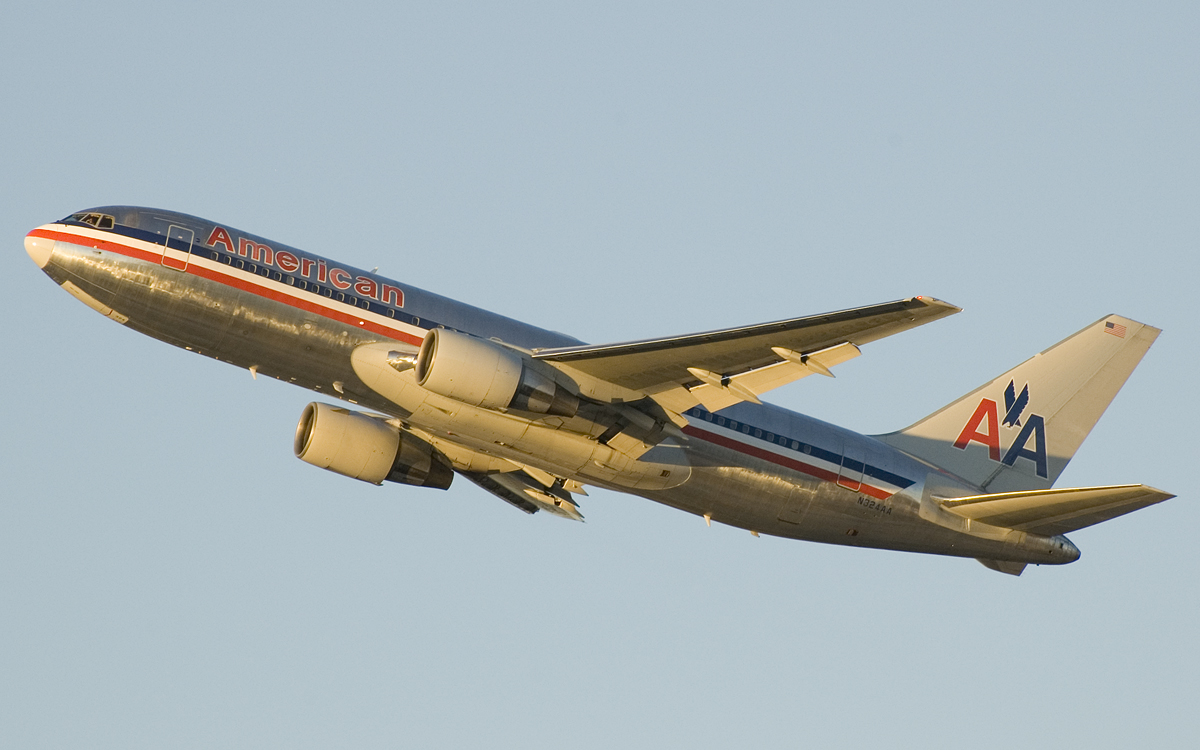
Boeing 767 d'American Airlines similaire au vol 11.

Avec leurs réservoirs de carburant contenant environ quarante-six mille litres chacun, deux Boeing 757 et deux Boeing 767 ont été utilisés comme bombes incendiaires volantes. Des quatre avions détournés, seul le vol United Airlines 93 n'a pu atteindre sa cible, s'étant écrasé en Pennsylvanie alors qu'il se dirigeait vers la capitale.
Quelques passagers et membres d'équipage ont pu passer des appels téléphoniques, principalement du vol United 93, mentionnant la présence de pirates de l'air armés de couteaux à lame rétractable (Box cutter en anglais), qu'ils ont utilisés pour menacer ou tuer du personnel navigant et des passagers lors de la prise de contrôle de l'avion. Un témoin rapporte aussi l'utilisation d'un produit chimique de type gaz lacrymogène utilisé dans le vol American 11 pour tenir les passagers à l'écart de la première classe. La Commission nationale sur les attaques terroristes contre les États-Unis a pu établir que deux des pirates de l'air avaient récemment acheté des couteaux multifonctions Leatherman. Des menaces de bombe ont été faites sur trois des avions (pas sur l'American 77).

### Détournements
Le contrôle du trafic aérien des États-Unis est confié à la Federal Aviation Administration ; cette surveillance est assurée par vingt-deux centres de contrôle régionaux (Air Route Traffic Control Center) dont ceux de Boston, New York, Washington, Cleveland et Indianapolis, au Nord-Est du pays. Les différents centres de contrôle sont placés sous la direction de l'Air Traffic Control System Command Center chargé de centraliser les informations. La surveillance militaire de l'espace aérien nord-américain est, quant à elle, confiée au NORAD (North American Aerospace Defense Command). Il est composé de plusieurs secteurs de surveillance, dont le NEADS (Northeast Air Defense Sector) pour le Nord-Est des États-Unis.
En février 2002, le NTSB publie les trajets effectués par les vols AA11, UA175, AA77 et UA93. Les trajectoires des avions se basent sur les données recueillies par les centres de contrôle régionaux, par les aéroports John-F.-Kennedy et Washington-Dulles et par le 84th Radar Evaluation Squadron. À cela s'ajoutent les informations enregistrées par les boîtes noires des vols AA77 et UA93 retrouvées dans les décombres des scènes de crime.

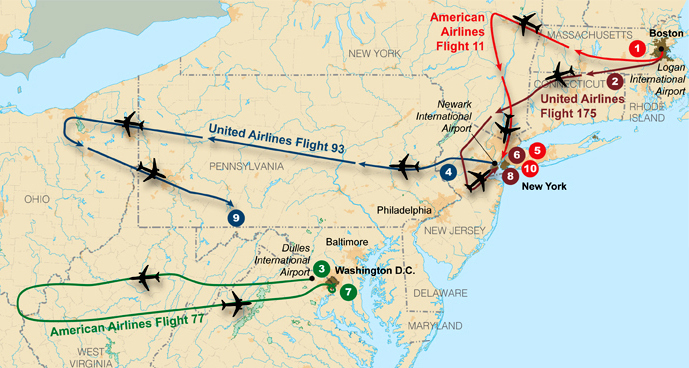
Les trajets des quatre avions détournés.

Le matin du 11 septembre 2001, quatre avions de ligne, deux Boeing 767 et deux Boeing 757, furent détournés par dix-neuf terroristes dans le but de les faire s'écraser contre des lieux hautement symboliques des États-Unis. Les quatre avions de ligne devaient décoller entre 7 h 45 et 8 h 10, mais ils firent face à des retards allant de dix à quarante et une minutes. Ainsi, le vol AA11 décolla à 7 h 59, le vol UA175 à 8 h 14, le vol AA77 à 8 h 20 et le vol UA93 à 8 h 42.
Après sa prise de contrôle par les terroristes, le vol 11 fut maintenu pendant treize minutes dans une direction (le Nord-Ouest) qui l'éloignait de l'objectif des terroristes (WTC 1). Le vol 175 fit un détour au-dessus du New Jersey, avant de revenir par le Sud sur Manhattan et sur sa cible (WTC 2). La prise de contrôle tardive des vols AA77 et UA93 entraîna pour chacun un éloignement important de son but (Pentagone et Washington D.C.).

#### Vol AA 11

Trajet du vol AA11 (décollage de Boston Logan).

Le vol American Airlines 11, un Boeing 767 transportant quatre-vingt-un passagers et onze membres d'équipage, décolla à 7 h 59 avec quatorze minutes de retard de l'aéroport international Logan de Boston, dans le Massachusetts. Il avait pour destination Los Angeles, en Californie.
L'appareil fut détourné vers 8 h 14, après quinze minutes de vol, par l'Égyptien Mohammed Atta et les Saoudiens Satam al-Suqami, Waleed al-Shehri, Wail al-Shehri et Abdulaziz al-Omari, présents parmi les passagers. Durant le détournement, Betty Ong, hôtesse de l'air, alerta la compagnie American Airlines du détournement de l'avion. Le centre de contrôle de Boston commença à informer la chaîne de commandement à 8 h 28 en commençant par le FAA’s New England Regional Operations Center et le FAA Command Center. Ce dernier informa ensuite le FAA headquarters à 8 h 32. Le centre de contrôle de Boston alerta ensuite le Northeast Air Defense Sector (NEADS) à 8 h 38, soit dix-huit minutes après la première alerte. Ce fut la première information reçue par les militaires concernant le détournement d'un avion le matin du 11 septembre. Le vol American Airlines 11 percuta la face Nord de la Tour Nord (WTC 1), entre le 93e et le 99e étage du World Trade Center, à 8 h 46 après trente-deux minutes de détournement.

#### Vol UA 175

Trajet du vol UA175 (décollage de Boston Logan).

Le vol United Airlines 175, un Boeing 767 transportant cinquante-six passagers et neuf membres d'équipage, quitta l'aéroport international Logan de Boston à 8 h 14 avec seize minutes de retard. Il devait également rejoindre Los Angeles.
À 8 h 45, après une demi-heure de vol, les Émiriens Marwan al-Shehhi et Fayez Banihammad et les Saoudiens Mohand al-Shehri, Ahmed al-Ghamdi et Hamza al-Ghamdi détournèrent l'appareil. Dix minutes plus tard, un contrôleur aérien alerta le centre de contrôle de New York du détournement du vol, qui à son tour alerta à 9 h 2 le FAA Command Center. À 9 h 3, soit dix-huit minutes après la prise de contrôle de l'appareil par les terroristes, le vol 175 United Airlines percuta le côté Sud de la Tour Sud (WTC 2), entre le 78e et le 84e étage. Plus de deux cents personnes furent tuées sur le coup. Au même moment, le centre de contrôle de New York alerta la défense aérienne (NEADS) du détournement du vol.

#### Vol AA 77

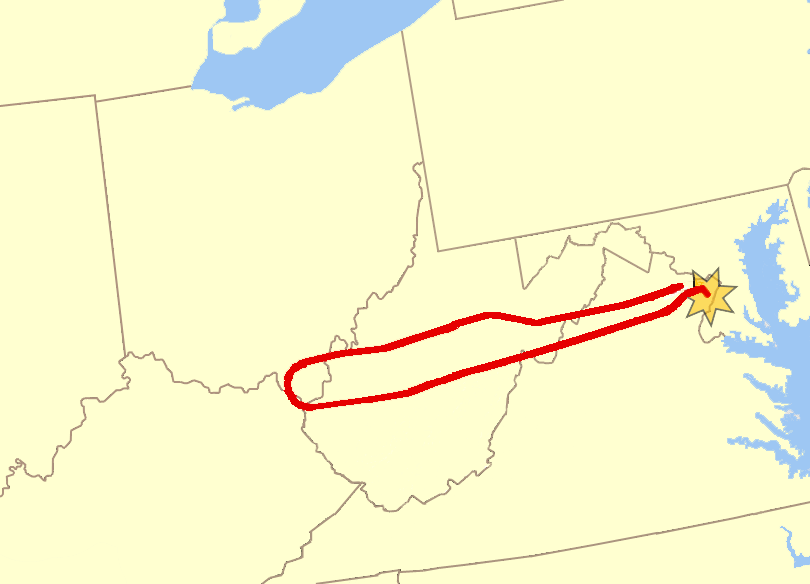
Trajet du vol AA77 (décollage de Washington Dulles).

À 8 h 20, le vol American Airlines 77, un Boeing 757 avec cinquante-huit passagers et six membres d'équipage, décolla avec dix minutes de retard de l'aéroport international de Washington-Dulles à Dulles en Virginie, près de Washington, pour Los Angeles.
Après une demi-heure de vol, l'avion fut détourné à 8 h 53 par Hani Hanjour, Nawaf al-Hazmi, Salem al-Hazmi, Khalid al-Mihdhar et Majed Moqed, cinq Saoudiens qui se trouvaient parmi les passagers. À 8 h 56, ceux-ci coupèrent le transpondeur de l'appareil. Le FAA headquarters fut alerté du détournement du vol à 9 h 25, soit vingt-sept minutes après sa disparition. Puis à 9 h 34, le NEADS fut prévenu ; au même moment, l'avion commença un virage de 330 degrés avant de s'écraser sur la partie ouest du Pentagone à 9 h 37, après quarante-quatre minutes de détournement. Le crash tua les soixante-quatre personnes à bord du vol AA77 ainsi que cent vingt-cinq personnes dans le Pentagone.

#### Vol UA 93

Trajet du vol UA93 (décollage de Newark Liberty).

À 8 h 42, le vol United Airlines 93, un Boeing 757 avec sept membres d'équipage et trente-sept passagers, décolla avec quarante et une minutes de retard à cause du trafic matinal assez dense de l'aéroport international Liberty de Newark au New Jersey près de New York City. Il avait pour destination San Francisco.
Le vol 93 fut détourné par le Libanais Ziad Jarrah et les Saoudiens Saeed al-Ghamdi, Ahmed al-Nami et Ahmed al-Haznawi à 9 h 28. Deux minutes plus tard, l'un des terroristes déclara à la radio qu'il y avait une bombe à bord. Le message fut intercepté par le centre de contrôle de Cleveland, qui alerta immédiatement le FAA Command Center ; ce dernier informa le FAA headquarters à 9 h 34. À 9 h 41, le transpondeur fut coupé. À 9 h 57, les passagers du vol 93 se révoltèrent contre les terroristes. À 10 h 3, après trente-trois minutes de détournement, le vol United Airlines 93 s'écrasa au sud-est de Pittsburgh dans le comté de Somerset, en Pennsylvanie, alors qu'il se dirigeait vers la capitale Washington. Il n'y eut aucun survivant.

### Réactions de la défense aérienne

#### Mobilisation de la garde nationale aérienne

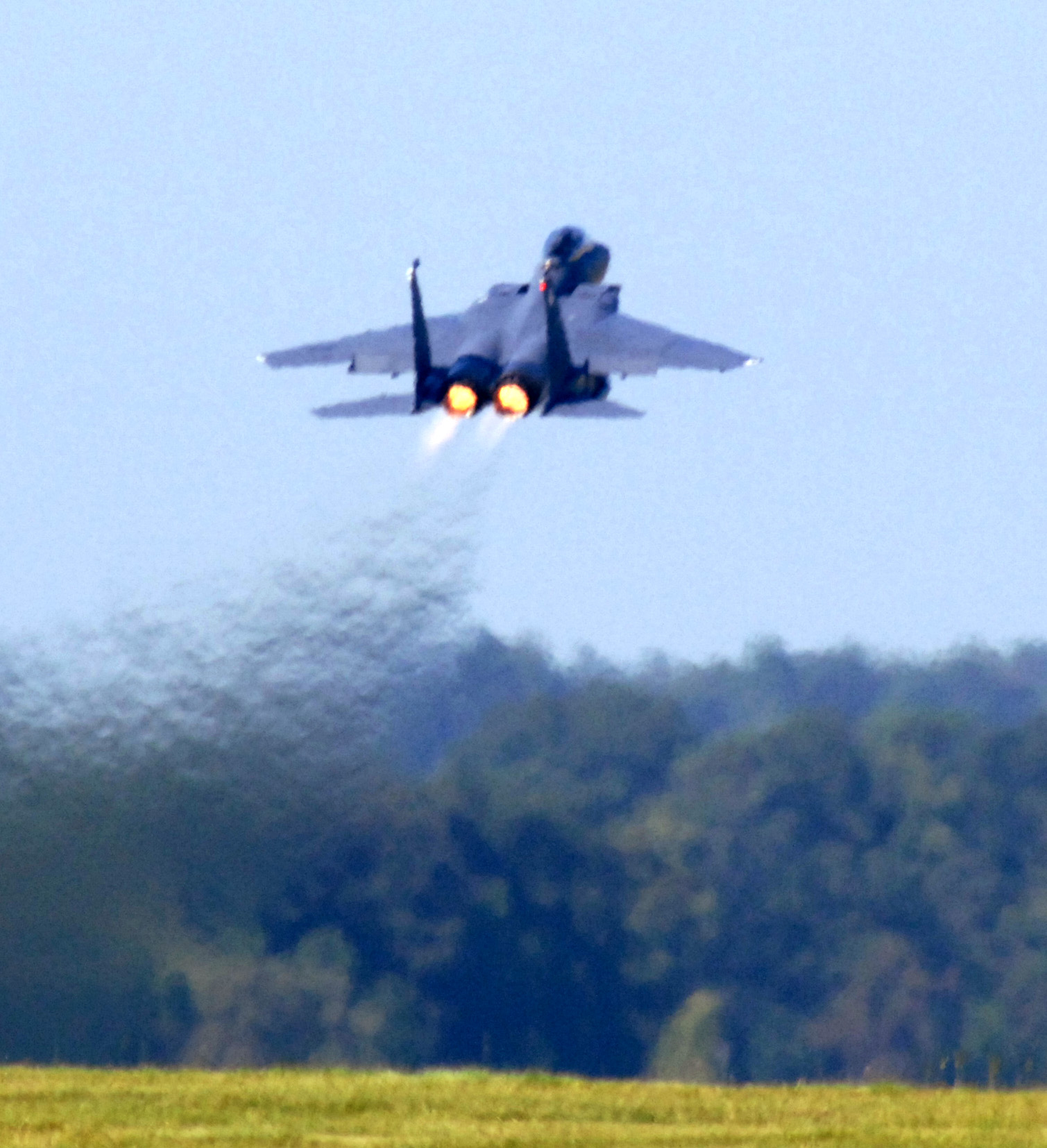
Les premiers chasseurs à décoller furent des F-15 de la garde nationale aérienne.

Les procédures de coordination entre l'aviation civile et le Commandement de la défense aérospatiale de l'Amérique du Nord (NORAD) sont en place depuis les années 1960. Au matin du 11 septembre, quatorze avions de chasse étaient disponibles pour protéger l'espace aérien des États-Unis contigus. Ainsi, le NEADS (NORAD's Northeast Air Defense Sector) disposait de quatre avions de chasse : deux à la base aérienne d'Otis à Cap Cod dans le Massachusetts et deux autres à la base aérienne de Langley à Hampton en Virginie, prêts à défendre le Nord-Est du pays, les autres bases ayant besoin de temps pour préparer et armer des chasseurs.
Selon la commission Kean, les premiers chasseurs, des F-15 du 101st Fighter Squadron du Massachusetts ANG, décollèrent à 8 h 52, soit 38 minutes après le détournement du vol AA11, de la base aérienne d'Otis, proche de Boston, éloignée de 240 km de New York. Après avoir grimpé en altitude et volé à Mach 1,4 en direction de l'aéroport Kennedy, ils prirent un circuit d'attente au large de Long Island en attendant de savoir où se trouvaient le ou les avions de ligne qu'ils devaient intercepter, car ceux-ci, transpondeurs débranchés, avaient disparu des écrans de contrôle du trafic aérien. Ils se trouvaient à 114 km de New York lorsque le vol UA175 percuta la tour Sud. Après avoir atteint New York à 9 h 11, ils furent affectés à la patrouille de l'espace aérien new-yorkais.
Pensant que le vol 11 était toujours en l'air, le NORAD faisait décoller à 9 h 30 trois chasseurs F-16 du 119th Fighter Wing du North Dakota ANG de la base aérienne de Langley, située à 210 km au sud de Washington. Les chasseurs furent dirigés vers Washington. Lorsque le vol 77 s'écrasa dans le Pentagone à 9 h 37, les chasseurs étaient à 169 km. Ils arrivèrent sur le Pentagone 12 minutes plus tard.
La base aérienne d'Andrews située à quinze kilomètres de la capitale, dont trois chasseurs F-16 n'emportant que des munitions d'entraînement participaient à un exercice en Caroline du Nord ce matin-là[réf. incomplète], reçut de son côté l'ordre par les services secrets de préparer une patrouille armée. Mais une demi-heure plus tard, à la réception de l'ordre de la Présidence de faire décoller ces chasseurs à la suite de l'attentat contre le Pentagone, ils n'étaient pas encore prêts. À 10 h 38, deux F-16 non armés du 121st Fighter Squadron du District of Columbia ANG décollaient d'Andrews, 45 minutes après la mise en alerte, et devaient finalement éperonner leur cible.
Après le troisième crash, le directeur des opérations nationales de la FAA, Ben Sliney, ordonna à 9 h 45 la fermeture totale de l'espace aérien américain et Transports Canada déclencha l'opération Ruban jaune, bloquant au sol les avions devant décoller et déroutant vers le Canada les vols internationaux en provenance d'Europe et d'Asie,. Tous les vols commerciaux aux États-Unis furent annulés (et tous les vols internationaux volant en leur direction redirigés vers le Canada) et les aéroports de Los Angeles et San Francisco fermés. Les quatre mille cinq cents avions civils alors en vol furent forcés d'atterrir en urgence et l'aviation civile resta clouée au sol jusqu'au 14 septembre. Le secrétaire de la Défense Donald Rumsfeld déclencha le DEFCON 3 à 10 h 43. Vers 11 h 0, le commandant du NORAD, Ralph Eberhart, déclencha le plan d'urgence SCATANA qui força tous les avions à atterrir et donna le contrôle militaire sur l'espace aérien. À 12 h 15, plus aucun vol commercial ou privé ne survolait les États-Unis. À 13 h 4, George W. Bush mit l'armée américaine en alerte et déclencha le FPCON DELTA, le plus haut niveau d'alerte terroriste.
L'United States Navy annonça à 14 h 51 le déploiement de deux porte-avions et d'autres navires venant de la base navale de Norfolk au large de New York et de Washington et d'un groupe aéronaval au large de Los Angeles.
Environ deux heures après le dernier crash, une centaine de chasseurs patrouillait dans l'espace aérien américain et, depuis le 14 septembre, une opération baptisée Noble Eagle dut assurer la couverture aérienne des États-Unis 24 heures sur 24. Celle-ci coûta quarante milliards d'euros pour ses sept premières années et « usa » sérieusement personnel et matériel.
Parmi les unités militaires déployées en renfort sur le lieu du désastre, une unité de guerre bactériologique de la garde nationale des États-Unis fut chargée d'analyser l'air afin de déterminer si des germes pathogènes avaient été répandus. Mise en alerte quelques minutes après le second impact, elle confirma à 20 h 30 l'absence de risques en ce domaine.
Les attentats auront duré moins de deux heures, le premier détournement commençant à 8 h 14 sur le vol 11 et le dernier avion de ligne détourné s'écrasant à 10 h 3, soit 109 minutes plus tard (102 minutes s'écoulant entre le moment où la tour Nord du WTC fut percutée par un avion et le moment où les deux tours s'étaient effondrées). Aucun des avions de chasse ayant été mis en œuvre ne réussit à intercepter les vols détournés. Le NORAD déclara que cette faillite majeure du système de protection de l'espace aérien était due aux délais de transmission des incidents de vol (24 et 39 minutes pour les vols 11 et 77) ou à leur non-transmission. Reprenant les données du NORAD, la Commission Kean exposa que les militaires auraient été avertis quelques minutes seulement avant les impacts des vols 11 et 77, et après les impacts pour les autres.
L'échec du NORAD n'empêcha pas non plus les hauts responsables, tels les généraux Eberhard et Myers, d'être confirmés dans leurs fonctions, voire promus. Cet échec était aggravé par le fait que le WTC avait été reconnu comme cible privilégiée dès l'explosion du camion chargé d'explosifs de 1993.

#### Utilisation d'avion comme arme terroriste
En 1994, un expert commandité par le Pentagone soulignait la valeur symbolique des tours et envisageait qu'une attaque terroriste consisterait certainement en « des actions multiples et simultanées ». Durant les deux années précédant les attentats, le NORAD effectua des exercices au cours desquels des avions de ligne détournés étaient utilisés contre divers objectifs, dont le WTC. Par ailleurs, les services de renseignement de plusieurs pays, européens entre autres, avaient plusieurs mois auparavant prévenu leurs homologues américains d'une préparation de détournements d'avions civils sur le territoire des États-Unis. Le rapport de la Commission nationale sur les attaques terroristes contre les États-Unis relate que la menace terroriste en utilisant des avions était envisageable :
« Les rapports de menace mentionnent également la possibilité d'utiliser un avion rempli d'explosifs. Le plus important d'entre eux mentionnait un éventuel complot visant à faire voler un avion chargé d'explosifs dans une ville américaine. Ce rapport, diffusé en septembre 1998, provenait d'une source qui s'était rendue à pied dans un consulat américain en Asie de l'Est. En août de la même année, la communauté du renseignement avait reçu des informations selon lesquelles un groupe de Libyens espérait faire s'écraser un avion sur le World Trade Center. Dans aucun des deux cas, l'information n'a pu être corroborée. En outre, un groupe algérien a détourné un avion de ligne en 1994, probablement dans l'intention de le faire exploser au-dessus de Paris, mais peut-être aussi de le faire s'écraser sur la tour Eiffel. »

### Impacts et dommages rapportés

Schéma montrant à quels étages les avions ont percuté les tours jumelles du World Trade Center.

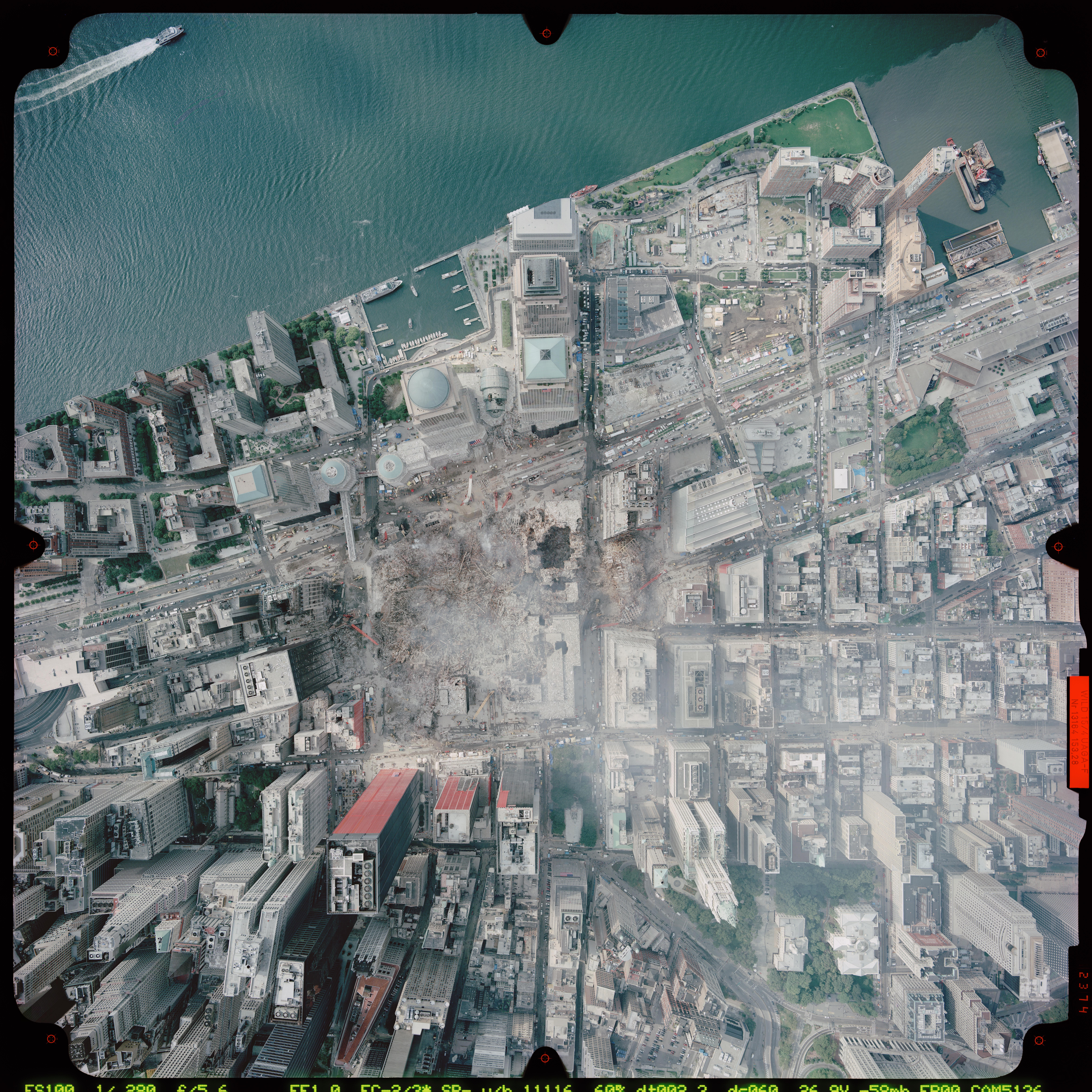
Photographie aérienne du site prise le 23 septembre 2001.

Environ 17 400 personnes se trouvaient dans les deux tours au moment des collisions et la plupart d'entre elles eurent la possibilité d'évacuer les lieux avant leur destruction. Il s'agissait du deuxième attentat touchant le complexe depuis sa mise en service, le premier attentat datant de 1993.
Les vols AA 11 et UA 175 qui furent détournés pour percuter les tours 1 et 2 du World Trade Center de New York étaient deux Boeing 767-200ER. La masse du vol AA11 fut estimée à 128,6 tonnes (283 600 lb) et transportait près de 38 000 litres (10 000 gallons) de carburant au moment de l'impact, le vol UA175 en transportait plus de 34 000 litres (9 100 gallons).

#### WTC 1
À 8 h 46 (heure locale, soit 12 h 46 en UTC), le vol AA11 percutait quasi perpendiculairement en son centre la face nord-est de la tour jumelle Nord, son inclinaison (25°) résultant en une emprise sur cinq étages (93 à 97). Animé d'une vitesse estimée à 713 km/h, l'avion laissait dans la façade son empreinte partielle (35 mètres pour 48 mètres d'envergure), les extrémités des ailes n'occasionnant que des dégâts superficiels. Les dommages occasionnés à la structure externe ont été chiffrés à 35 colonnes sectionnées sur les soixante qui composent la face Nord de la tour. Selon le rapport du NIST, 6 colonnes centrales auraient été sectionnées lors de l'impact et 3 autres auraient été lourdement endommagées (à elles seules, les quarante-sept colonnes centrales supportaient 60 % de la charge statique). Selon le rapport de la FEMA qui reprend à son compte l'opinion d'experts exprimée le 11 septembre lors d'interviews, le sommet des tours se serait déplacé de six à huit mètres au moment des impacts. Mais, d'après l'étude qui fit suite des ingénieurs commandités par le NIST, le déplacement maximal de la tour Sud (au niveau de l'impact), obtenu par simulation, n'aurait été que de quarante centimètres, résultat que confirment les calculs du professeur Bazant du MIT (quarante-cinq centimètres).
Seule une petite partie de train d'atterrissage ressortit par la face opposée, après avoir perdu environ 95 % de son énergie, et fut plus tard retrouvée à un coin de rue 385 mètres plus loin. Le FBI affirma avoir retrouvé à proximité le passeport intact de l'un des terroristes, Satam al-Suqami. Avec tous les ascenseurs en panne et les escaliers rendus impraticables, les personnes se trouvant au-dessus des étages atteints furent piégées et enfumées.
Les dégâts constatés dans le hall du rez-de-chaussée, rapportés notamment par les pompiers (vitres et portes d'ascenseurs soufflées, plaques de marbre murales décollées) et secouristes (personnes brûlées), sont habituellement attribués au kérosène pulvérisé autour du 95e étage, lequel aurait alors parcouru les quelque quatre cents mètres d'une cage d'ascenseur, accordant à sa combustion en atmosphère libre la capacité de produire une puissante onde de choc. Selon ces témoins, les ascenseurs concernés étaient ceux du centre, dits locaux, qui desservaient les étages inférieurs et les sous-sols.

#### WTC 2

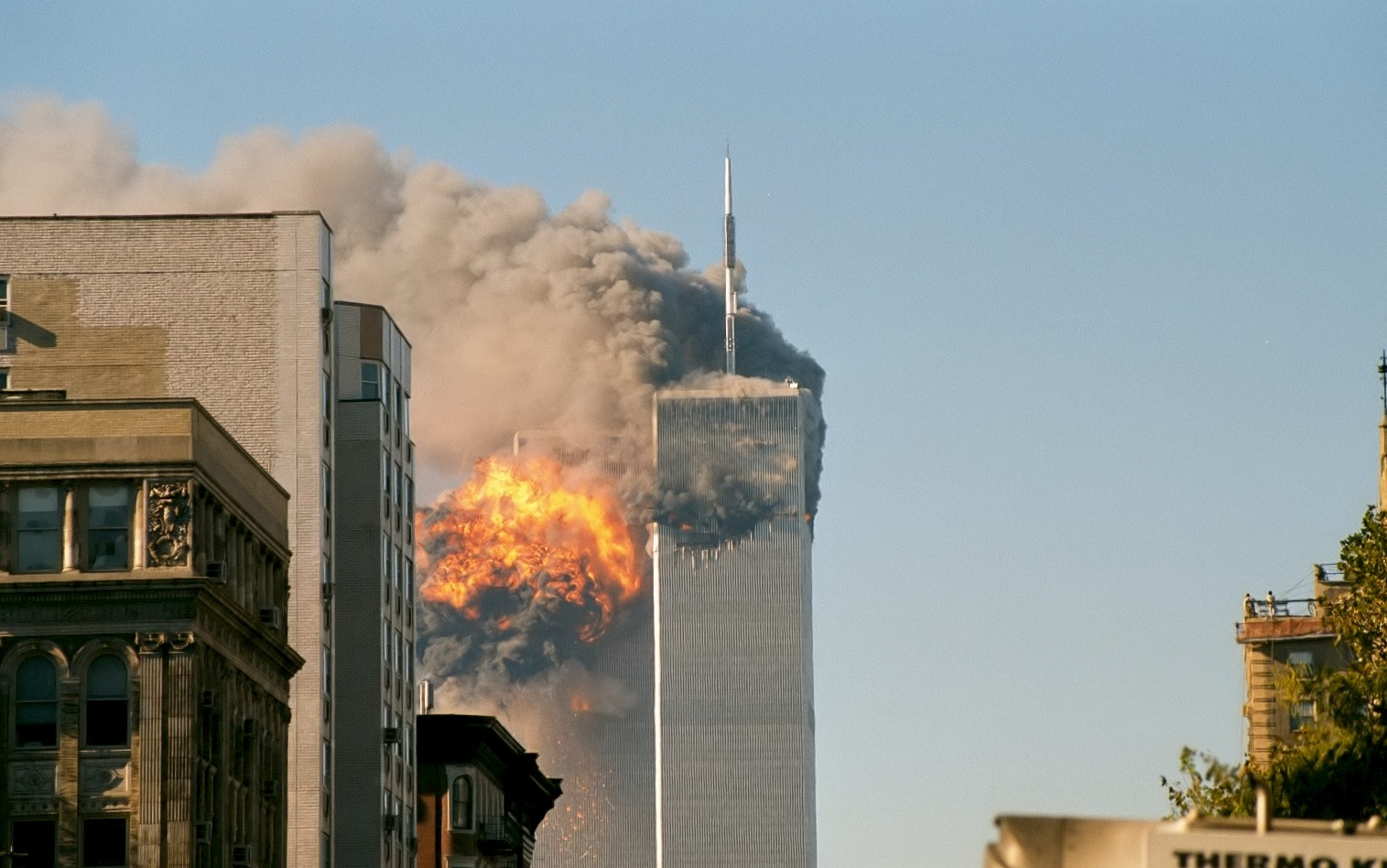
Le vol UA175 percutant la tour Sud.

À 9 h 03, le vol UA175 pénétrait de biais (15° environ) la face sud de la tour Sud, à sept mètres de son centre. L'événement a pu être largement enregistré par les télédiffuseurs qui couvraient l'attentat contre la tour Nord.
Selon le rapport publié par le NIST, la vitesse de l'avion lors de l'impact fut estimée à 872 km/h, ce qui lui accordait 50 % de plus d'énergie que le vol AA11. Mais, frappant la tour entre les étages 78 et 83, il laissait une empreinte plus courte (26 mètres d'envergure) malgré un angle de gîte plus important (38°) car à ce niveau la structure extérieure était (deux fois) plus résistante qu'au niveau de l'étage 95. L'angulation de la direction de vol a fait que la moitié tribord de l'appareil ne pouvait pas rencontrer la structure interne des poteaux porteurs, permettant ainsi à des parties de moteur, de train d'atterrissage et de carlingue de ressortir par l'angle est du bâtiment et d'être retrouvés jusqu'à quatre cents mètres de distance. L'avion sectionna 32 des 60 colonnes extérieures de la face sud sur cinq étages, dommages auxquels il faut ajouter ceux réalisés dans l'angle oriental par la sortie des morceaux de moteur et de train droits. L'empreinte laissée par l'avion avait une surface tout à fait comparable à celle de WTC 1. Les dommages subis par la structure centrale sont tout aussi inconnus que ceux de la tour Nord, au moins un escalier resta praticable.

#### Le Pentagone
À 9 h 38, le vol AA77 a pénétré la partie centrale de l'aile occidentale du Pentagone, l'avion filant à la vitesse estimée de 850 km/h. L'avion pénétra au centre d'une section en achèvement de rénovation, la façade extérieure venant d'être renforcée pour résister à une attaque terroriste (poteaux d'acier, couverture de kevlar). La rangée de colonnes d'acier fut détruite sur une largeur d'une dizaine de mètres à hauteur du rez-de-chaussée. Tout un ensemble de colonnes de soutien des étages en béton fut également détruit immédiatement en arrière de l'impact, mais aussi à une distance importante, sectionné à la base, d'où l'effondrement de la section d'étages une demi-heure plus tard. À cent mètres de l'impact, exactement dans l'axe de vol, une perforation circulaire de 2,3 mètres de diamètre avait été faite par l'un des réacteurs dans le mur interne de l'anneau C du bâtiment, marqué au-dessus de l'orifice d'un important dépôt de résidus gazeux de combustion et de traces d'une onde de choc (vitres brisées). L'impact et le feu allumé par le carburant qui s'est rapidement répandu dans la structure avaient tué les 64 personnes de l'avion ainsi que 125 occupants du Pentagone.

#### Shanksville

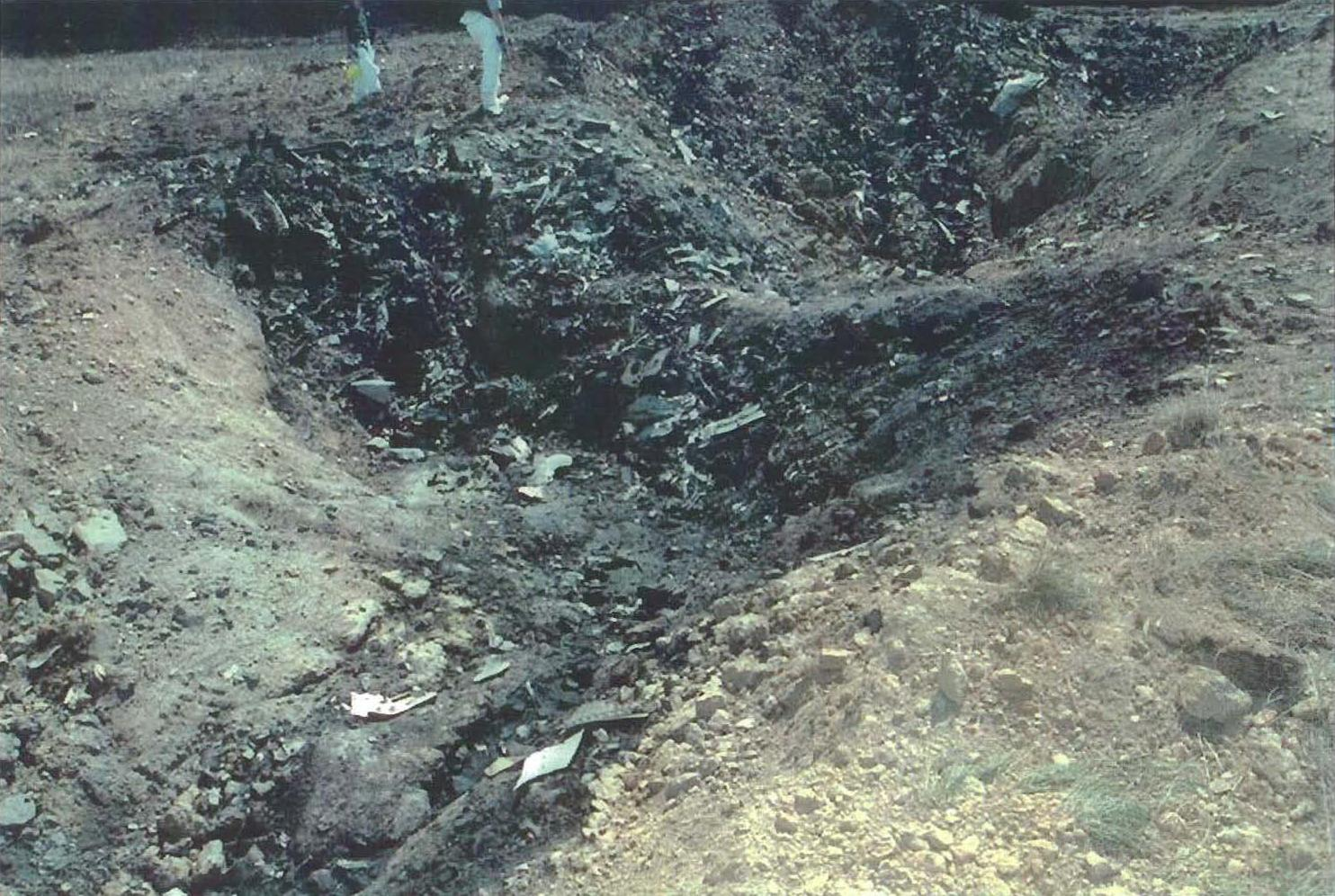
Cratère formé par le crash du vol UA93.

À 10 h 3, le vol UA93 s'écrasa sur le territoire de la commune de Shanksville, en Pennsylvanie, tuant les 44 personnes se trouvant dans l'avion. L'appareil se trouvait à environ 200 km de la capitale Washington (environ 20 minutes de vol) lorsqu'il percuta le sol à la vitesse de 933 km/h. L'appareil s'écrasa avec un angle de 44 degrés, laissant un cratère de 3 mètres de profondeur et 12 mètres de large.

### Incendies

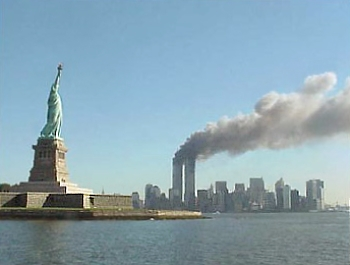
Les tours du World Trade Center en feu après les impacts des vols AA11 et UA175.

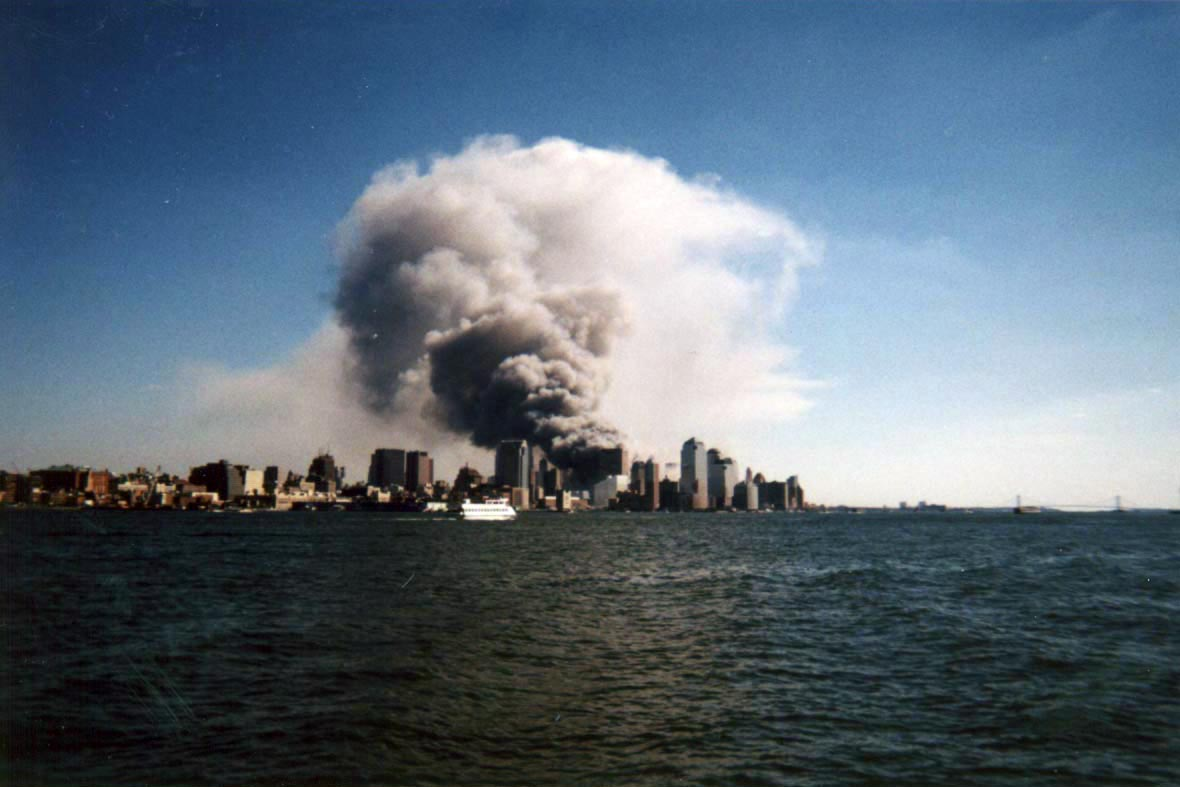
Nuage de fumée noire provoqué par les décombres du World Trade Center.

Instantanément libéré par l'éclatement des ailes contre les façades des tours, le kérosène (autour de trente-cinq mille litres par avion) se répandit largement avec les débris dans la direction donnée par les impacts jusqu'à ressortir en partie par la façade d'entrée et celles opposées, puis s'enflamma à la suite de nombreux courts-circuits électriques au sein des immeubles et des réacteurs eux-mêmes, formant d'énormes boules de feu (brûlant ainsi 20 % du combustible) allant du jaune à l'orangé (à cause de la combustion des particules de l'élément carbone), engendrant des feux qui allaient se déplacer au fur et à mesure de l'épuisement des combustibles (selon le NIST, le maximum d'échauffement résultant de la combustion d'une partie du kérosène — 40 % — et de l'ameublement était atteint vingt minutes après l'impact) et de l'embrasement de nouveaux matériaux. Cette combustion rapide provoqua une pénurie d'oxygène, les fumées, grises et légères à la suite des boules de feu, virant au noir au bout d'un quart d'heure. Nulle part ne fut constaté de rougissement de parties en acier (à partir de 700 °C), ni même d'éclatement de vitres (au-dessus de 600 °C), même à proximité des brèches de sortie des pièces d'avions où devaient s'être accumulés les débris de toutes sortes (meubles, équipement, etc.), témoignant de la relative faiblesse des incendies. Analysés par le NIST, les échantillons de poutres externes des étages touchés indiquent pour la plupart une exposition à une température maximale de 250 °C, une faisant exception avec une température supérieure, mais en dessous de 600 °C. Les calculs réalisés par cet organisme ont indiqué des températures maximales d'environ 500 °C. Ces résultats sont cohérents avec les données d'expérimentations réalisées par l'industrie métallurgique où des feux d'hydrocarbures dans des parkings n'ont pas été capables d'échauffer les poutres d'acier non protégées à plus de 360 °C.
La puissance de ces feux reste par ailleurs très inférieure à celle d'incendies de tours répertoriés, tel celui du One Meridian Plaza (sur huit étages, pendant dix-huit heures) ou de la First Interstate Bank (sur cinq étages, durant trois heures et demie).
Quant aux effets de ces feux, le rôle des protections passives anti-incendies est apprécié dans la perspective d'une « résistance au feu » qui n'indique pas le temps durant lequel un immeuble doit rester debout, mais celui durant lequel l'incendie doit être contenu dans l'espace où il a pris naissance.
Malgré l'épuisement immédiat de l'essentiel du kérosène, la médiocrité de résistance des feux à l'effondrement et l'aspersion d'eau sur les gravats accumulés, des zones de hautes températures (au-dessus de 700 °C) ont persisté des jours durant d'après une étude de la US Geological Survey. Cent jours après, ces foyers étaient encore actifs.

#### WTC 1
Dans le WTC 1, les feux restèrent contenus dans les espaces opposés à l'impact, à l'exception d'un surgissement au 105e étage qui exhiba l'unique émergence de flammes du bâtiment. L'effondrement de la tour Sud induit une réactivation des feux à l'intérieur du bâtiment (fumée plus volumineuse et plus grise). La béance laissée par l'impact, mettant « à vue » le cœur du bâtiment, resta en permanence un trou noir, signalant ainsi l'absence d'incendie au niveau de la cage des services[réf. nécessaire].

#### WTC 2
Dans le WTC 2, l'inclinaison de l'impact fit que le kérosène de l'aile droite ressortit par les façades en trois énormes boules de feu. Il s'ensuivit que l'incendie consécutif fut bien moindre que pour la tour Nord[réf. nécessaire] et resta très localisé au coin est de la tour, avec cependant un phénomène inhabituel mentionné par le NIST : peu avant l'effondrement fut enregistré un flash lumineux intense suivi, plusieurs minutes durant, d'un écoulement de métal en fusion[réf. nécessaire].
Au moment de l'effondrement, les feux donnaient des indications d'étouffement, seule une fumée noire étant visible, qui s'échappait du bâtiment. L'équipe de pompiers qui était arrivée au 78e étage avait signalé la présence de deux feux résiduels et demandé l'envoi de lances pour les éteindre. Quelques minutes plus tard, la tour s'effondrait avant que pût être transmis l'ordre d'évacuation émis par le poste de commandement des urgences situé dans le WTC 7. Au moins dix-huit personnes qui étaient situées dans les étages supérieurs avaient pu entretemps traverser sans difficulté la zone sinistrée par l'un des trois escaliers du noyau de services (où sont groupées les colonnes de la structure interne de soutien).

#### WTC 7

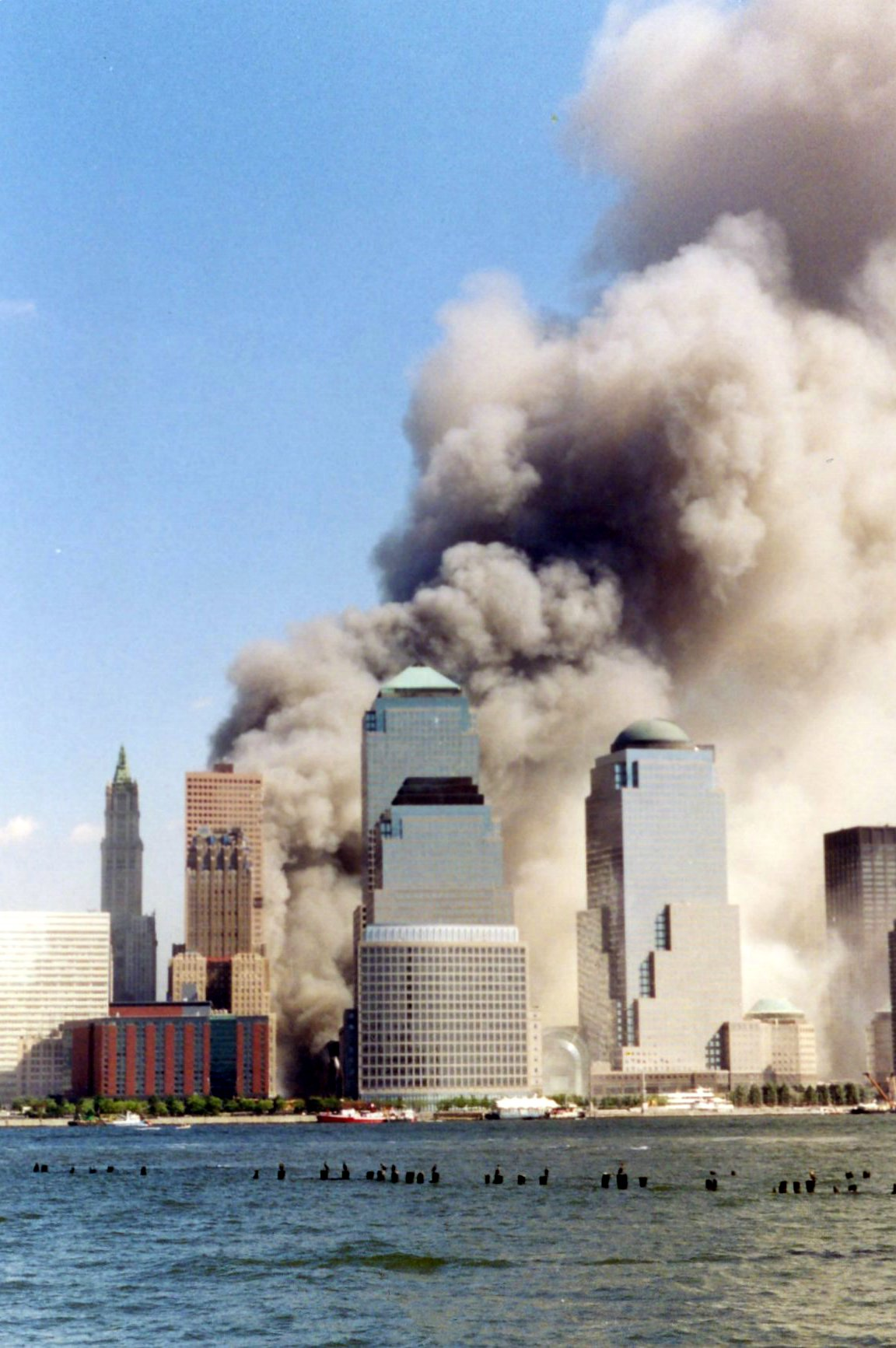
Effondrement de la tour Nord (WTC 1).

Atteint par des débris métalliques chauds projetés sur sa face sud (en son tiers oriental) lors de l'effondrement de la tour Nord, le WTC 7, gratte-ciel de quarante-sept étages, était la proie de quelques incendies, avec des flammes sporadiquement et partiellement visibles (niveaux 11 à 13 et 28 à 30). En août 2008, le NIST a publié un rapport concernant l'effondrement de WTC 7, concluant que le feu en était la cause principale.

#### Le Pentagone

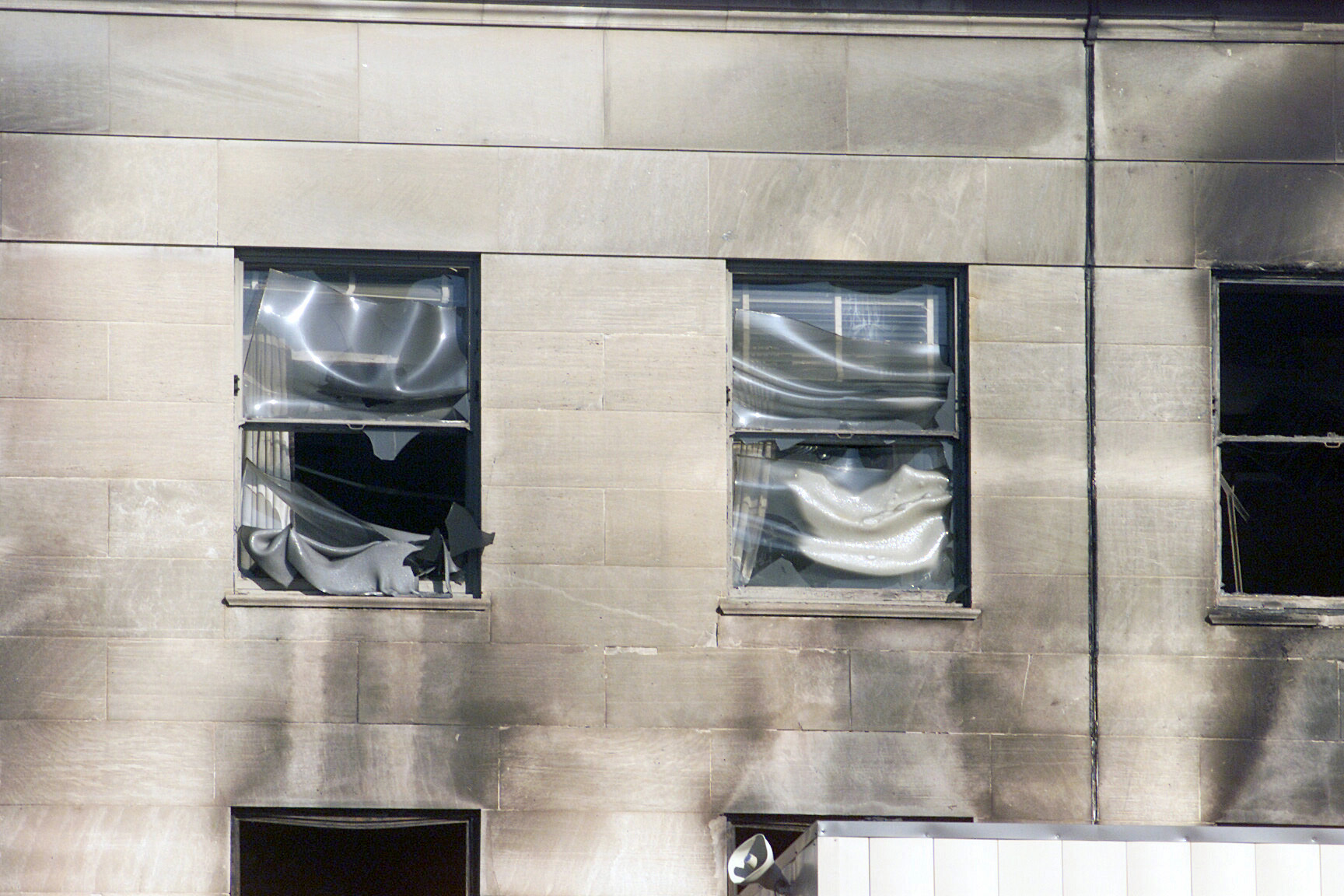
Des vitres de fenêtres du Pentagone remodelées comme si elles étaient en plastique souple, ainsi endommagées par le feu près de la zone d'impact, montrent l'intensité de la chaleur. Photographie du 12 septembre 2001.

Dans le Pentagone, l'incendie consécutif à l'impact fut relativement violent mais circonscrit à la partie nord de l'aile frappée (dans le sens de l'axe de vol). Les pompiers ne purent jusqu'à 13 heures approcher la zone d'impact en raison de son intensité et il était encore actif dix-huit heures plus tard.
Il a été constaté que des vitres ont été liquéfiées, du béton fendu et qu'un camion pompier, en poste face à l'héliport au moment de l'impact, eut l'arrière partiellement fondu[réf. incomplète], témoignages d'une température élevée (proche de 1 500 °C).

### Effondrement des tours

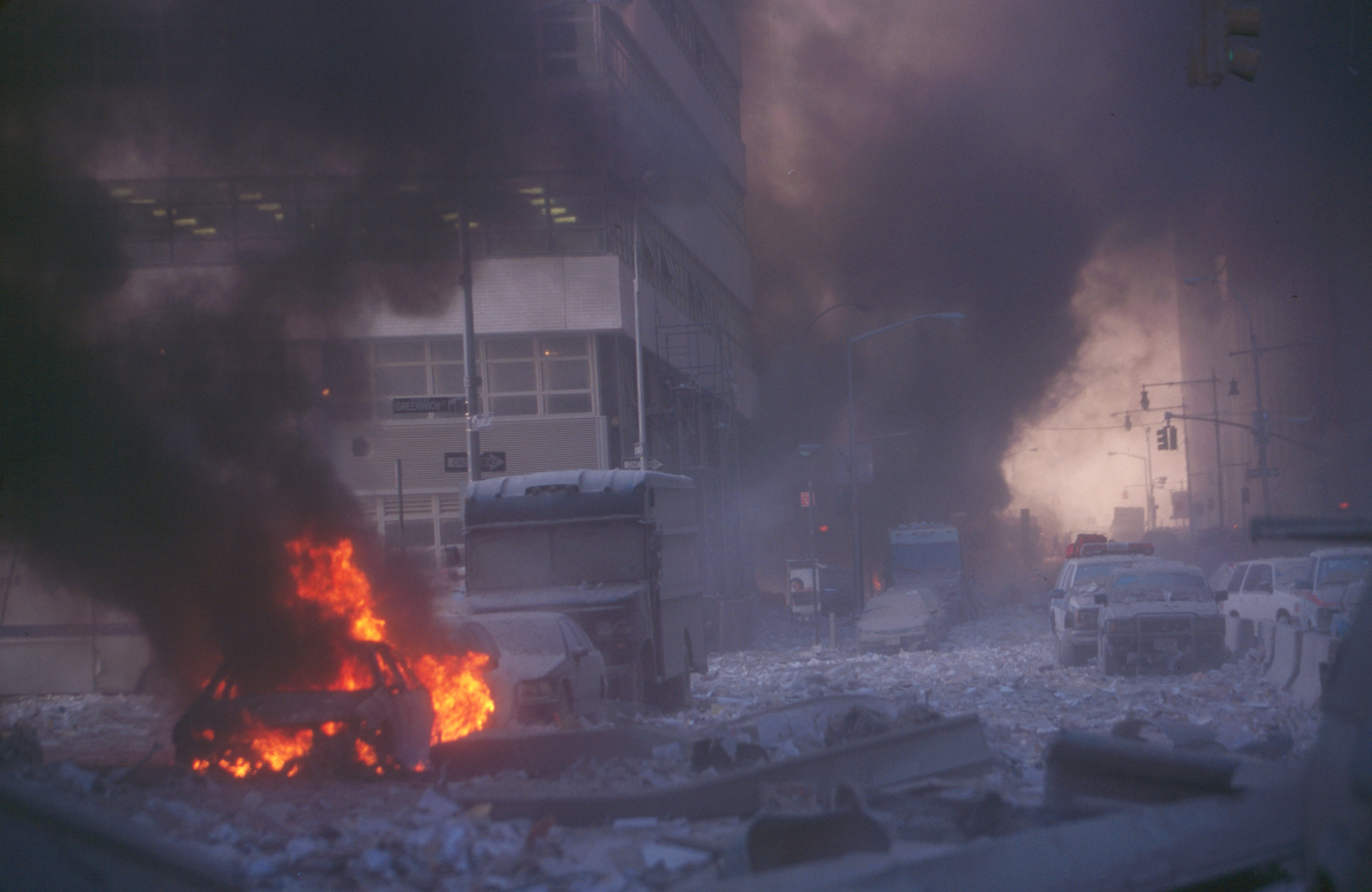
Les rues de New York, en feu et couvertes de cendres, après la chute des tours.

À 9 h 58, cinquante-six minutes après avoir été atteinte, la tour Sud s'effondre. L'évènement est une surprise chez les pompiers aussi bien qu'à la mairie de New York. En effet, étant déjà intervenus à l'occasion d'un incendie et de l'attentat aux explosifs de 1993, les pompiers new-yorkais possédaient une parfaite connaissance des immeubles et croyaient qu'ils étaient aptes à soutenir de tels impacts. À cette occasion, Leslie E. Robertson, qui était l'un des concepteurs du plan initial de la structure des bâtiments du World Trade Center dans les années 1960, avait déclaré que les tours jumelles avaient été calculées pour résister à la collision d'un Boeing 707 ou d'un DC-8, en pleine charge et volant à 950 km/h (la vitesse de croisière maximale). Il avait ajouté que l'impact causerait « seulement des dommages locaux qui ne pourraient entraîner ni l'effondrement ni des dégâts importants à l'immeuble ». Les études portant sur de tels impacts avaient cependant sous-estimé l'effet des incendies en découlant. Un Boeing 767-200 mesure 48,5 m (160 pieds) de long pour une envergure de 48 m (156 pieds), avec une capacité allant jusqu'à 62,2 (-200) à 91 (-200ER) m3 de carburant. En plus de rompre un certain nombre de colonnes portantes, les explosions résultant des impacts sur chacune des tours ont enflammé 38 m3 (10 000 gallons) de carburant et ont immédiatement propagé le feu sur plusieurs étages tandis que se consumaient papier, mobilier, moquette, ordinateurs, livres, murs, charpente et autres objets dans tous les étages touchés.

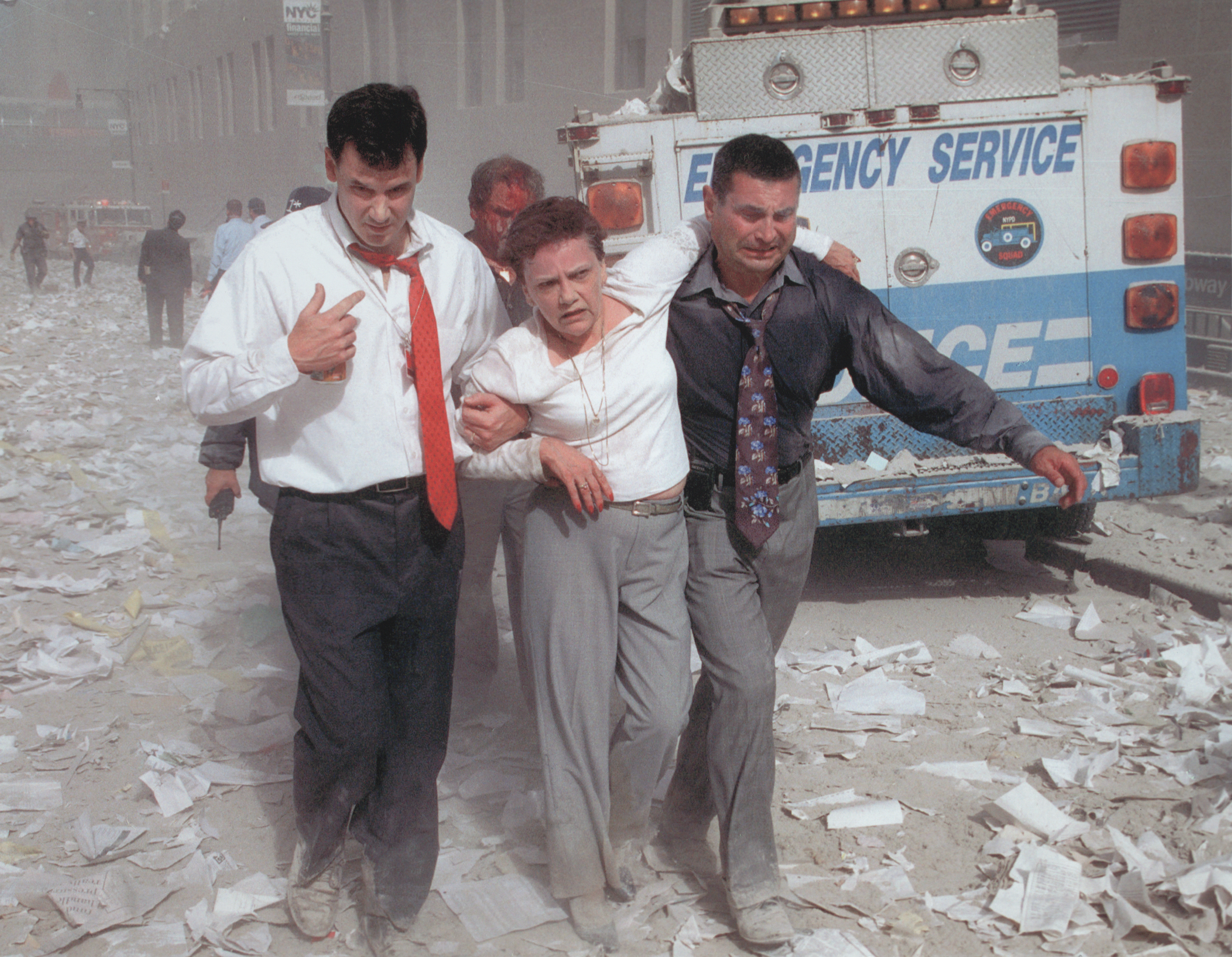
Deux hommes aident une femme blessée dans une rue jonchée de papiers et de cendres après la chute du WTC.

La construction légère et la nature creuse des structures ont permis au carburant de pénétrer jusqu'à l'intérieur des tours, déclenchant de nombreux feux simultanément au-dessus d'une grande surface des étages touchés. Le carburant des avions brûla tout au plus quelques minutes mais l'intérieur des bâtiments brûla pendant une heure, voire une heure et demie. La température élevée des incendies affaiblit les colonnes et causa l'affaissement des étages, tirant les colonnes extérieures vers l'intérieur et réduisant leur capacité à supporter la masse supérieure de l'immeuble. Les feux ont atteint des températures qui, quoique bien en dessous du point de fusion, ont été suffisamment élevées pour affaiblir les colonnes de base de sorte qu'elles ont subi une déformation plastique et un fluage sous le poids des étages supérieurs.
À 10 h 28, trente minutes après la tour Sud, c'était sa jumelle qui s'effondrait détruisant le Marriott World Trade Center et, à 17 h 25, la tour WTC 7, tous deux fortement endommagés par la chute de la tour Sud. Une combinaison de trois facteurs a permis à la tour nord de rester debout plus longtemps : le point d'impact était plus haut (de sorte que la charge de la gravité sur la zone la plus endommagée était plus faible), la vitesse de l'avion était plus faible (et donc un impact moindre) et les étages touchés avaient subi un traitement anti-incendie.
Dans un rayon de cent trente mètres environ, quantité de vitres des immeubles furent détruites par l'onde de choc produite par la destruction des tours jumelles.

#### WTC 2

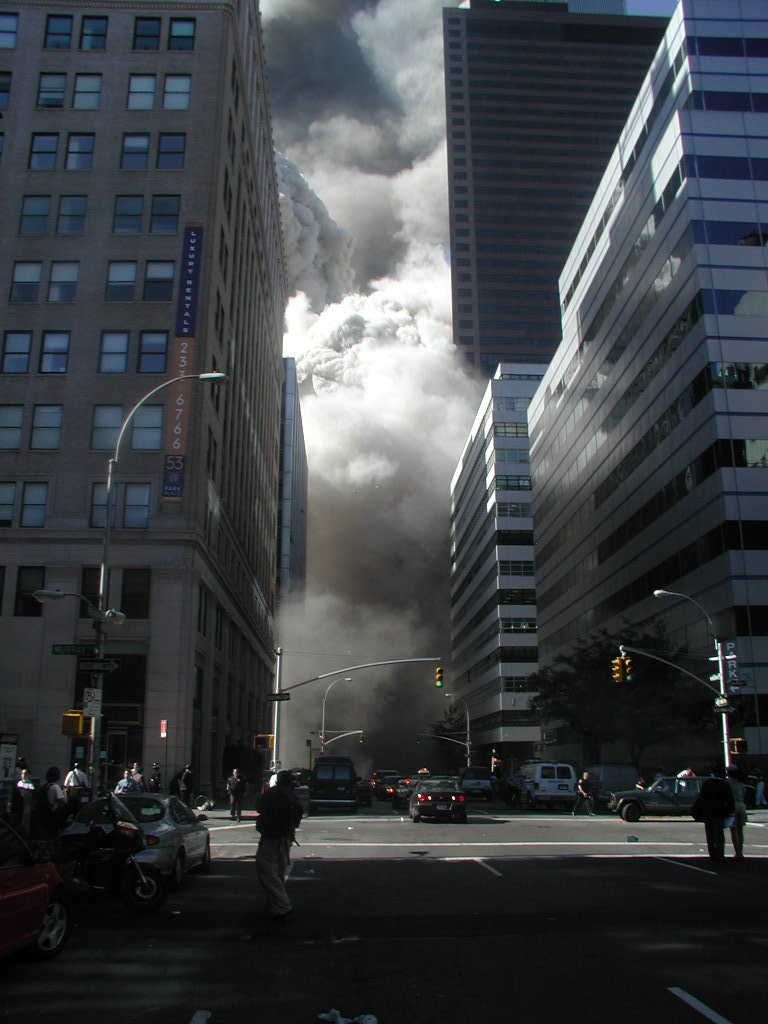
Effondrement de la tour Sud (WTC 2).

Quelques minutes après la dernière communication avec l'équipe de pompiers qui, ayant atteint le 78e étage, portait secours aux blessés et s'apprêtait à éteindre deux foyers résiduels, le chef pompier Ganci recevait le messager du bureau des urgences (OEM), Steve Moscillo déclarant que « les immeubles allaient s'effondrer et qu'il fallait les évacuer » (interrogé par ABC News, le maire Giuliani, membre de l'OEM, reconnaissait qu'il n'avait fait que transmettre cette information et l'origine de cette prévision reste inconnue). Quelques minutes plus tard, la section au-dessus de l'impact s'inclinait vers le Sud, une rotation qui traduisait la perte totale du soutien de la structure interne, malgré la résistance de la partie intacte de la structure externe (le « tube »). Puis, après une accélération jusqu'à un angle d'environ 25°, cette rotation cessa brusquement, laissant la place au développement d'un énorme nuage « éruptif » qui progressa à l'identique au long de la tour jusqu'à son pied, des éléments lourds (plusieurs dizaines de tonnes) étant projetés à cent vingt mètres de distance, les plus légers à plus de quatre cents mètres, le contenu des étages (ciment des sols, plâtre des cloisons, meubles, équipement, êtres humains) étant réduits en poussière ou fragments. La plupart des vestiges se sont ainsi trouvés répartis autour du pied de la tour et sur les immeubles environnants.

#### WTC 1
L'effondrement de la tour Nord s'est produit avec les mêmes caractéristiques que celle de sa jumelle, mis à part le fait que la partie sommitale s'est effondrée immédiatement – sans résistance – et de manière à peu près verticale, après que l'antenne – soutenue par la structure centrale – a oscillé sur sa base et précédé le mouvement de chute globale. La propulsion continue des vestiges pulvérisés ou fragmentés vers l'extérieur (au minimum 300 000 tonnes), c'est-à-dire leur non accumulation en tas dans l'empreinte de la tour, est le phénomène qui a permis la survie de rares rescapés (20 personnes) surpris dans les étages inférieurs qui se sont retrouvés soit à la surface des débris, soit enfouis à quelques mètres de profondeur, permettant à la plupart d'entre eux (16 personnes) de s'échapper des lieux immédiatement ou après quelques dizaines de minutes d'effort.

#### WTC 7
Plus d'une vingtaine de témoignages — essentiellement de pompiers — exposent que, vers 16 h 0, l'évacuation du bâtiment fut ordonnée pour la raison qu'il allait s'effondrer. Les déclarations du propriétaire, Larry Silverstein, indiquent que (en accord avec les chefs des pompiers) la lutte contre les feux devait être abandonnée, en raison du risque d'embrasement des réserves d'hydrocarbures situées dans les étages inférieurs. Pour qualifier la décision qu'il venait de prendre, il utilisa l'expression « pull it » (littéralement : « tirez-le », mais qui dans le contexte peut prendre le sens d'« abandonner », de « se retirer »), ce qu'il raconte lors d'un documentaire de la chaîne publique PBS diffusé le 10 septembre 2002, ce qui généra des spéculations. L'alerte est donnée signalant que cet immeuble allait s'effondrer. À 17 h 25, les pompiers assistèrent à la chute de l'immeuble, le bloc central qui en surplombait le sommet disparaissant d'abord. Un nuage de poussières se développa à partir de la base, le bâtiment descendant tel quel, comme s'il s'enfonçait dans le sol, l'effondrement créant un puits d'aspiration rendu visible par l'entraînement de la fumée des feux. Contrairement à ce qui fut constaté pour les tours jumelles, les vestiges se retrouvèrent en tas, dans l'empreinte de l'immeuble, les murs de la partie basse couchés vers l'intérieur. La médiatisation de cet effondrement fut très faible, et le rapport de la commission Kean ne fait pas mention de la tour WTC 7.

### Opérations de secours

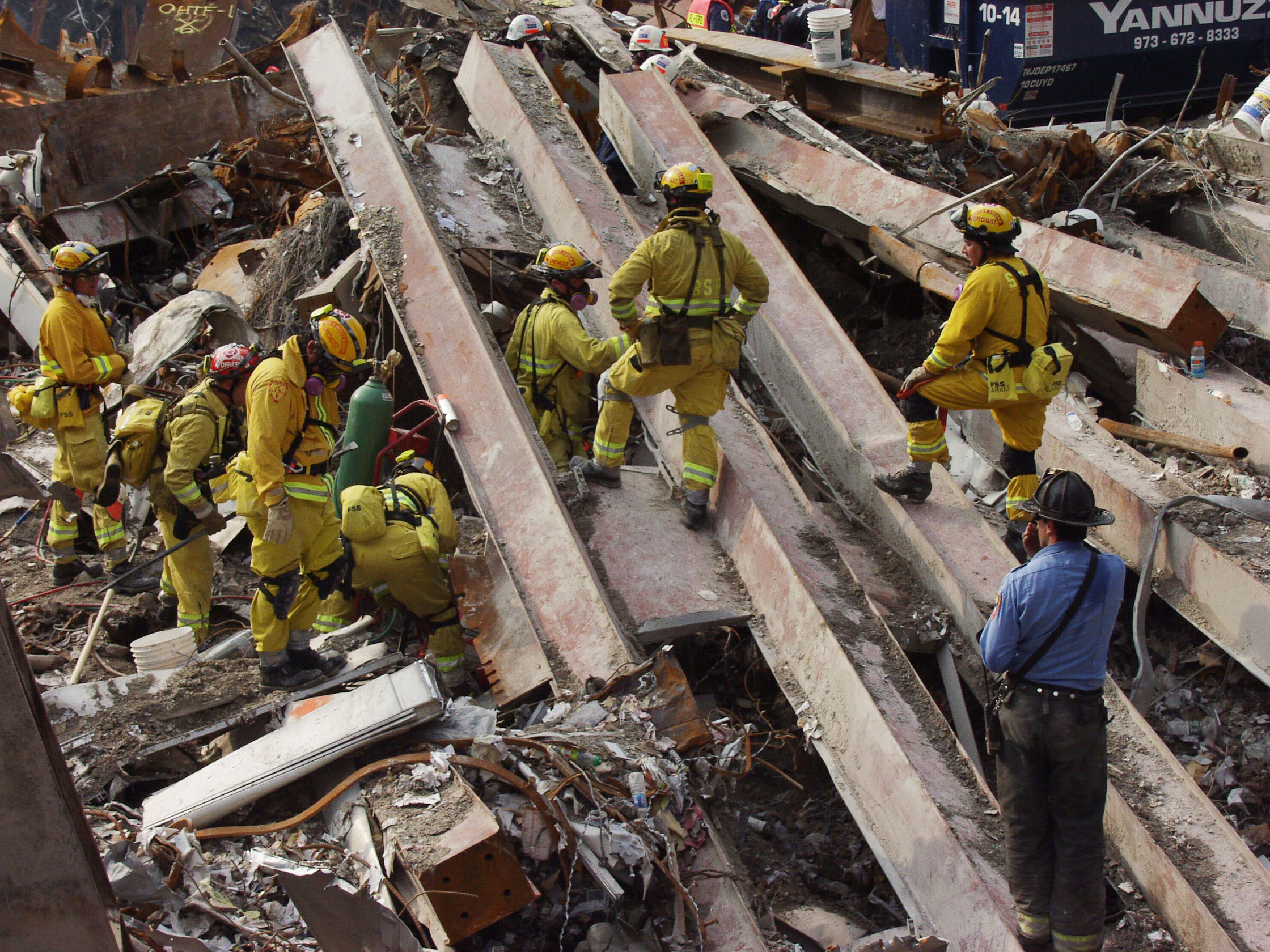
Secouristes du Service d'incendie sur le site du World Trade Center.

Un pompier demande 10 secouristes supplémentaires pour l'aider dans les gravats du World Trade Center à New York.

Lorsque le vol AA11 percuta le WTC 1 à 8 h 46, près de 8 900 personnes se trouvaient dans la tour. Environ 1 344 personnes furent tuées ou bloquées aux étages supérieurs à la suite de l'impact. Quand le vol UA175 percuta la deuxième tour à 9 h 3, environ 3 440 des 8 600 personnes se trouvant dans la tour avaient déjà évacué, mais 637 personnes furent tuées ou bloquées lors de l'impact. La quasi-totalité des personnes se trouvant dans les étages inférieurs aux impacts a pu être évacuée avant l'effondrement des tours à 9 h 59 (WTC 2) et 10 h 28 (WTC 1), soit 87 % des 17 400 personnes présentes dans les tours ce matin-là. Au total, près de 2 200 employés travaillant dans les tours 1 et 2 du WTC furent tués.
En moins de trois heures, plus de 200 unités de pompiers du Service d'incendie de New York furent mobilisées sur les lieux des attaques, soit la moitié des unités de pompiers de la ville. Ce fut la plus grande intervention de l'histoire des pompiers de New York avec près de mille pompiers mobilisés ce jour-là. Employés municipaux de la ville de New York et policiers du New York City Police Department (NYPD) étaient également sur place.
L'effondrement des tours jumelles entraîna la mort de 343 pompiers du Fire Department of the City of New York (FDNY), de 23 officiers de police du New York City Police Department et de 37 officiers du Port Authority Police Department. Parmi les personnes se trouvant dans les tours jumelles, seules une vingtaine de personnes survivront à leurs effondrements, dont 16 personnes qui se trouvaient dans l'escalier B de la tour Nord au niveau du 20e étage.
Après l'effondrement des tours, plus de dix-mille sauveteurs, secouristes et volontaires furent présents sur le site du World Trade Center à la recherche de survivants. Vers 20 h 0 l'officier du Port Authority Police Department Will Jimeno est retrouvé vivant des décombres du WTC, il se trouvait dans le corridor souterrain qui relie les tours jumelles. Il sera extrait vers 23 h 0. Le lendemain matin, un peu après 7 h 0, le Sergent John McLoughlin, un second officier du PAPD qui se trouvait avec Will Jimeno, est extrait vivant des décombres. Puis vers 12 h 30, Genelle Guzman-McMillan est retrouvée vivante dans les décombres de la Tour Nord, soit 26 heures après son effondrement. Cette dame sera la dernière des personnes retirées vivantes des décombres du WTC.
Dans le cadre de l'Opération Noble Eagle, l'US Navy déploya durant le mois de septembre le navire-hôpital USNS Comfort afin d'aider les secours présents sur le site du World Trade Center. Ainsi le navire fournit la nourriture et l'aide nécessaire aux dix mille sauveteurs, volontaires et ouvriers qui œuvraient à la recherche de rescapés. Bien que la mission principale du USNS Comfort fût d'ordre logistique, le navire a accueilli près de 600 blessés.

### Témoignages
Entre octobre 2001 et janvier 2002 ont été recueillis les récits de cinq cent trois pompiers et sauveteurs grâce à Thomas Von Essen, responsable du secteur incendies à la mairie de New York. Pendant trois ans, ces enregistrements sont restés inaccessibles malgré les demandes des familles de victimes. Traîné en justice par le New York Times, le maire de la ville, Michael Bloomberg, a été finalement contraint de les rendre publics en août 2005,.

### Bilan humain

#### L'attentat le plus meurtrier de l'Histoire
Les attentats du 11 septembre 2001 sont les attentats les plus meurtriers (2 977 morts, 6 291 blessés) jamais perpétrés depuis le début de l'histoire (à la date du 6 juin 2017, depuis 2001, on dénombre en Europe (Russie et Turquie comprises) 2 363 morts dans des attaques terroristes et près de 8 200 blessés).
| Lieu               | Lieu      | Total       | Détail                   | Détail | Détail        |
| Lieu               | Lieu      | Total       | Civils                   | Professionnels                                                                                                 | Terroristes   |
| ------------------ | --------- | ----------- | ------------------------ | --- | ------------- |
| World Trade Center | Tours     | 2 606 morts | 2 203 civils             | 403, dont : - 343 sapeurs-pompiers de New York ; - 23 officiers de police du NYPD ; - 37 officiers de la PAPD. |               |
| World Trade Center | Vol AA11  | 92 morts    | 76 passagers             | 11 membres d'équipage                                                                                          | 5 terroristes |
| World Trade Center | Vol UA175 | 65 morts    | 51 passagers             | 9 membres d'équipage                                                                                           | 5 terroristes |
| Pentagone          | Bâtiment  | 125 morts   | 125 civils et militaires | 125 civils et militaires                                                                                       |               |
| Pentagone          | Vol AA77  | 64 morts    | 53 passagers             | 6 membres d'équipage                                                                                           | 5 terroristes |
| Shanksville        | Vol UA93  | 44 morts    | 33 passagers             | 7 membres d'équipage                                                                                           | 4 terroristes |
| Total              |           | 2 996 morts | 2 541 morts              | 436 morts | 19 morts      |

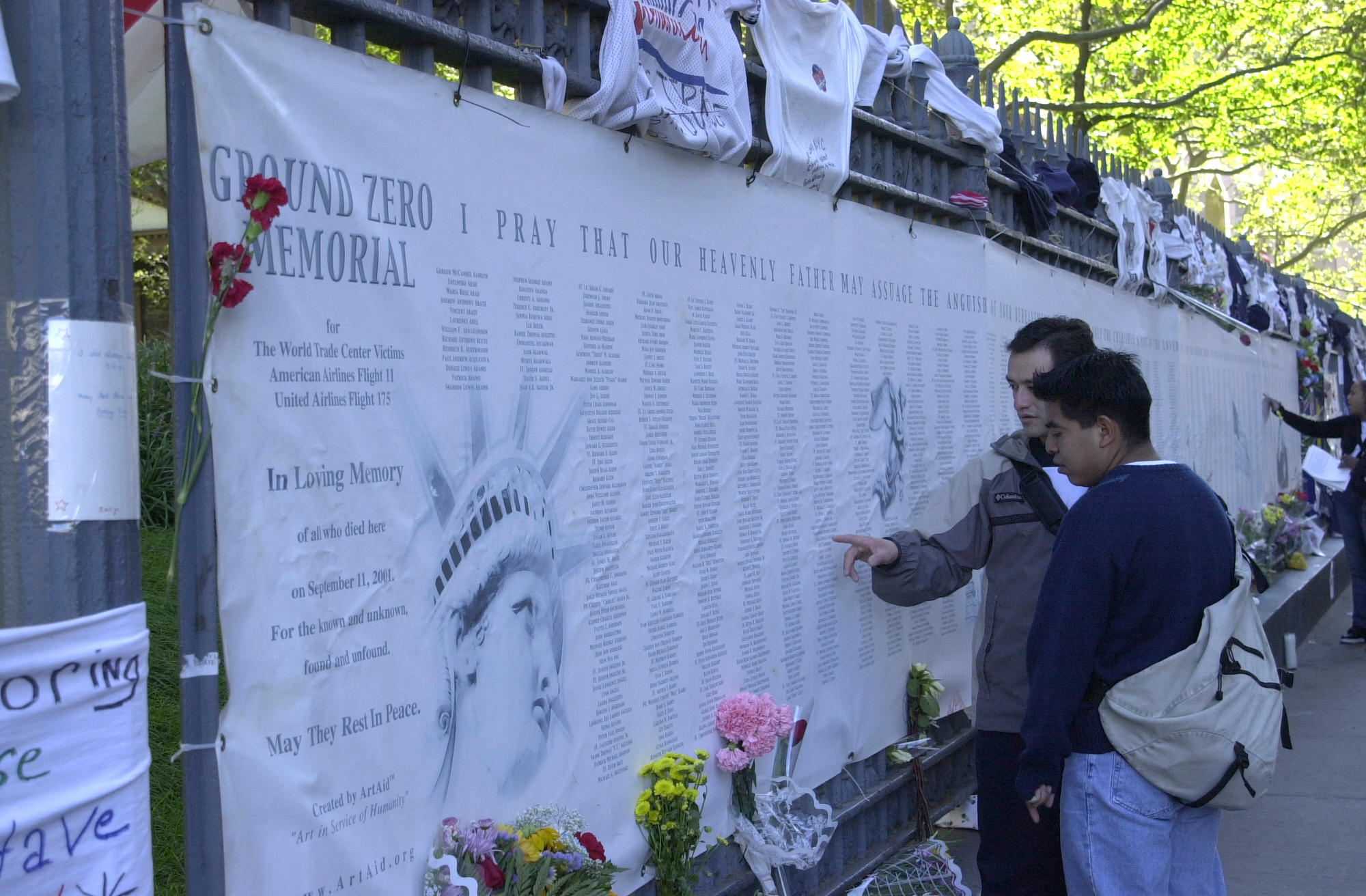
Liste des victimes affichée à New York.

Ce sont 2 977 personnes qui ont été tuées par les attentats,. Une personne disparue la veille du 11 septembre (Sneha Anne Philip (en)) et trois personnes mortes après les attaques de maladies causées par le nuage de poussières toxiques créé lors des effondrements des tours du WTC ont été ajoutées au bilan de 2 973 victimes établi par la commission officielle,,.
Sur les 2 977 victimes des attentats, 310 étaient de nationalité étrangère, dont 67 Britanniques, 41 Indiens, 28 Sud-Coréens, 24 Canadiens, 24 Japonais, quatre Français et un Belge. La plus jeune victime avait 2 ans, et la plus âgée avait 85 ans.
À la suite des attentats, on compte 6 291 personnes blessées.
Près de 1 360 personnes dans la tour Nord et 600 dans la tour Sud ont été bloquées au-dessus et au niveau des impacts. Confrontées à une situation désespérée due à la fumée, environ 200 d'entre elles ont préféré sauter dans le vide, s'écrasant dans les rues et sur les toits des bâtiments adjacents. D'autres encore ont tenté d'atteindre le toit dans l'espoir d'un sauvetage par hélicoptère et se sont heurtées à des portes d'accès verrouillées. Seules 18 personnes ont pu s'échapper de la tour Sud.
Marsh & McLennan Companies qui possédait des bureaux entre les 93e et 101e étages de la tour Nord a perdu 295 employés tués sur le coup lors de l'impact du vol 11. Cantor Fitzgerald L.P. a perdu 658 employés qui travaillaient entre le 101e et le 105e étage. La société Aon (entreprise) a également perdu 172 employés.
L'effondrement des tours a tué 343 sapeurs pompiers du FDNY, venant de 75 casernes différentes, qui portaient secours aux personnes bloquées dans les tours. Parmi eux se trouvait le chef de département Peter J. Ganci, Jr. ainsi que 19 chefs de bataillon. L'autorité du port (PANY/NJ) ont perdu 84 employés dans les attentats dont 37 officiers de police. 23 agents de police du NYPD ainsi qu'un agent du FBI et un agent du Secret Service ont également été tués lors de l'effondrement des tours.
Des 125 morts du Pentagone, 70 étaient des civils et 55 étaient des militaires. Timothy Maude, lieutenant général de l'US Army, était le militaire le plus haut gradé tué dans les attentats.

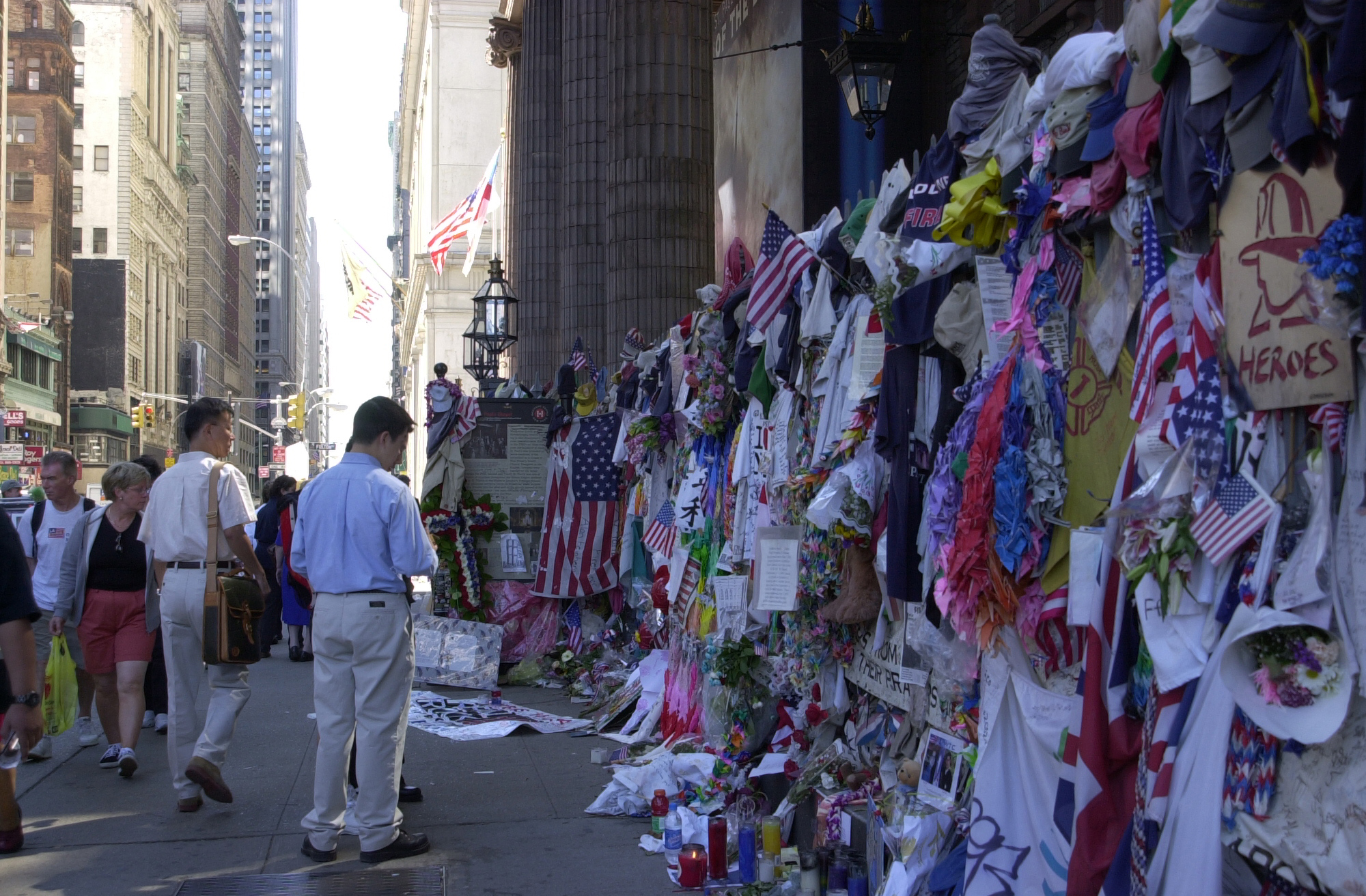
Mémoriaux en hommage aux victimes en face de la chapelle Saint-Paul à New York.

Sur les 2 763 personnes ayant perdu la vie dans les tours jumelles ou près d'elles (dont 10 terroristes), seuls 293 corps ont été retrouvés. En 2005, près du quart des 20 000 fragments d'os et de tissus récupérés a pu être attribué, laissant sans trace à cette date 1 151 disparus, selon l'agence Associated Press. En avril 2006, trois cents fragments osseux (de longueur inférieure à 2 cm) ont été découverts dans les débris accumulés sur le toit de l'immeuble de la Deutsche Bank, situé à quelque 130 mètres au sud de WTC 2. L'institution qui a réalisé les identifications en utilisant les marqueurs ADN, le National Criminal Justice Reference Service, a rapporté « le degré incroyable de fragmentation [des corps], avec une moyenne de seulement sept fragments récupérés par victime ».
Finalement, entre 2001 et 2021, 1 647 des 2 753 victimes du World Trade Center ont été formellement identifiées,,.
Plus de 3 000 enfants ont perdu un ou deux parents,.
Les gigantesques nuages de poussière créés par ces destructions ont entraîné les plus grands mouvements de panique que la ville de New York ait connus. Ils ont en effet envahi tout le sud de la péninsule de Manhattan et même traversé l'East River pour atteindre Brooklyn. Il y a eu de nombreux blessés et un certain nombre de disparus, peut-être même des morts (jamais confirmées).
Dans le cadre de l'Air Transportation Safety and System Stabilization Act signé par George W. Bush le 22 septembre 2001, un fonds de compensation aux victimes des attentats est établi. Au total le fonds s'élève à 7,049 milliards de dollars destinés aux familles de 2 880 victimes ainsi qu'à 2 680 blessés dans les attentats.
Tous les morts des attentats du 11 septembre 2001 ont reçu la Médaille d'or du Congrès à titre posthume.

#### Personnalités
Parmi les 2 977 personnes tuées dans les quatre attaques-suicides, dont celles des Twin Towers du World Trade Center de New York, figurent les personnalités suivantes :
- Abraham Zelmanowitz (en) (programmeur d'ordinateur américain).
- Barbara Olson (journaliste de télévision américaine).
- Berry Berenson (actrice et photographe).
- Betty Ong (hôtesse de l'air américaine).
- Bill Biggart (en) (photographe américain).
- Carolyn Beug (en) (producteur de vidéo américaine).
- Charles Burlingame (en) (pilote d'American Airlines).
- Charles Edward Jones (astronaute américain).
- Daniel M. Lewin (cofondateur d'Akamai Technologies).
- Danielle Kousoulis (vice-présidente de Cantor Fitzgerald).
- David Angell (producteur de télévision américain).
- Dominick Pezzulo (officier de police américain).
- Eamon McEneaney (en) (joueur de crosse américain).
- Garnet Bailey (joueur de hockey canadien).
- Jeremy Glick (en) (passager d'American Airlines).
- John Ogonowski (pilote d'American Airlines).
- John P. O'Neill (expert américain de l'antiterrorisme).
- Keith A. Glascoe (pompier du FDNY et acteur américain)
- Kevin Cosgrove (en) (homme d'affaires américain).
- Lauren Grandcolas (en) (auteur américain).
- LeRoy Homer, Jr. (en) (pilote d'American Airlines).
- Madeline Amy Sweeney (hôtesse de l'air américaine).
- Mark Bingham (passager d'American Airlines).
- Michael Richards (en) (sculpteur américain, né jamaïcain).
- Mohammad Salman Hamdani (en) (ambulancier américain).
- Mychal Judge (prêtre catholique franciscain, aumônier du New York City Fire Department et la première victime officielle des attentats de ce jour).
- Neil David Levin (directeur exécutif de l'Autorité portuaire de New York et du New Jersey).
- Nezam Hafiz (en) (joueur de cricket américain, né guyanien).
- Orio Palmer (en) (pompier américain).
- Peter J. Ganci, Jr. (pompier américain et chef du Fire Department of the City of New York).
- Rick Rescorla (chef de la sécurité du World Trade Center pour Morgan Stanley et Dean Witter (en)).
- Ronald Paul Bucca (en) (citoyen américain).
- Sneha Anne Philip (en) (médecin Indo-Américaine).
- Timothy Maude (en) (lieutenant-général de l'armée américaine).
- Todd Beamer (passager d'American Airlines).
- Tom Burnett (en) (passager d'American Airlines).
- Welles Crowther (banquier d'investissement américain).
- William E. Caswell (en) (physicien américain).
- William M. Feehan (en) (chef adjoint du Fire Department of the City of New York).
- Wilson Flagg (militaire américain).

#### Terroristes morts dans les attaques
Dix-neuf terroristes sont morts dans les attaques du 11 septembre 2001 :
- Abdulaziz al-Omari (citoyen saoudien, à bord du vol American Airlines 11).
- Mohamed Atta (citoyen égyptien, à bord du vol American Airlines 11).
- Wail al-Shehri (citoyen saoudien, à bord du vol American Airlines 11).
- Waleed al-Shehri (citoyen saoudien, à bord du vol American Airlines 11).
- Satam al-Suqami (citoyen saoudien, à bord du vol American Airlines 11).
- Ahmed al-Ghamdi (citoyen saoudien, à bord du vol United Airlines 175).
- Fayez Banihammad (citoyen émirati, à bord du vol United Airlines 175).
- Hamza al-Ghamdi (citoyen saoudien, à bord du vol United Airlines 175).
- Marwan al-Shehhi (citoyen émirati, à bord du vol United Airlines 175).
- Mohand al-Shehri (citoyen saoudien, à bord du vol United Airlines 175).
- Hani Hanjour (citoyen saoudien, à bord du vol American Airlines 77).
- Khalid al-Mihdhar (citoyen saoudien, à bord du vol American Airlines 77).
- Majed Moqed (citoyen saoudien, à bord du vol American Airlines 77).
- Nawaf al-Hazmi (citoyen saoudien, à bord du vol American Airlines 77).
- Salem al-Hazmi (citoyen saoudien, à bord du vol American Airlines 77).
- Ahmed al-Haznawi (citoyen saoudien, à bord du vol United Airlines 93).
- Ahmed al-Nami (citoyen saoudien, à bord du vol United Airlines 93).
- Saeed al-Ghamdi (citoyen saoudien, à bord du vol United Airlines 93).
- Ziad Jarrah (citoyen libanais, à bord du vol United Airlines 93).

### Bilan matériel

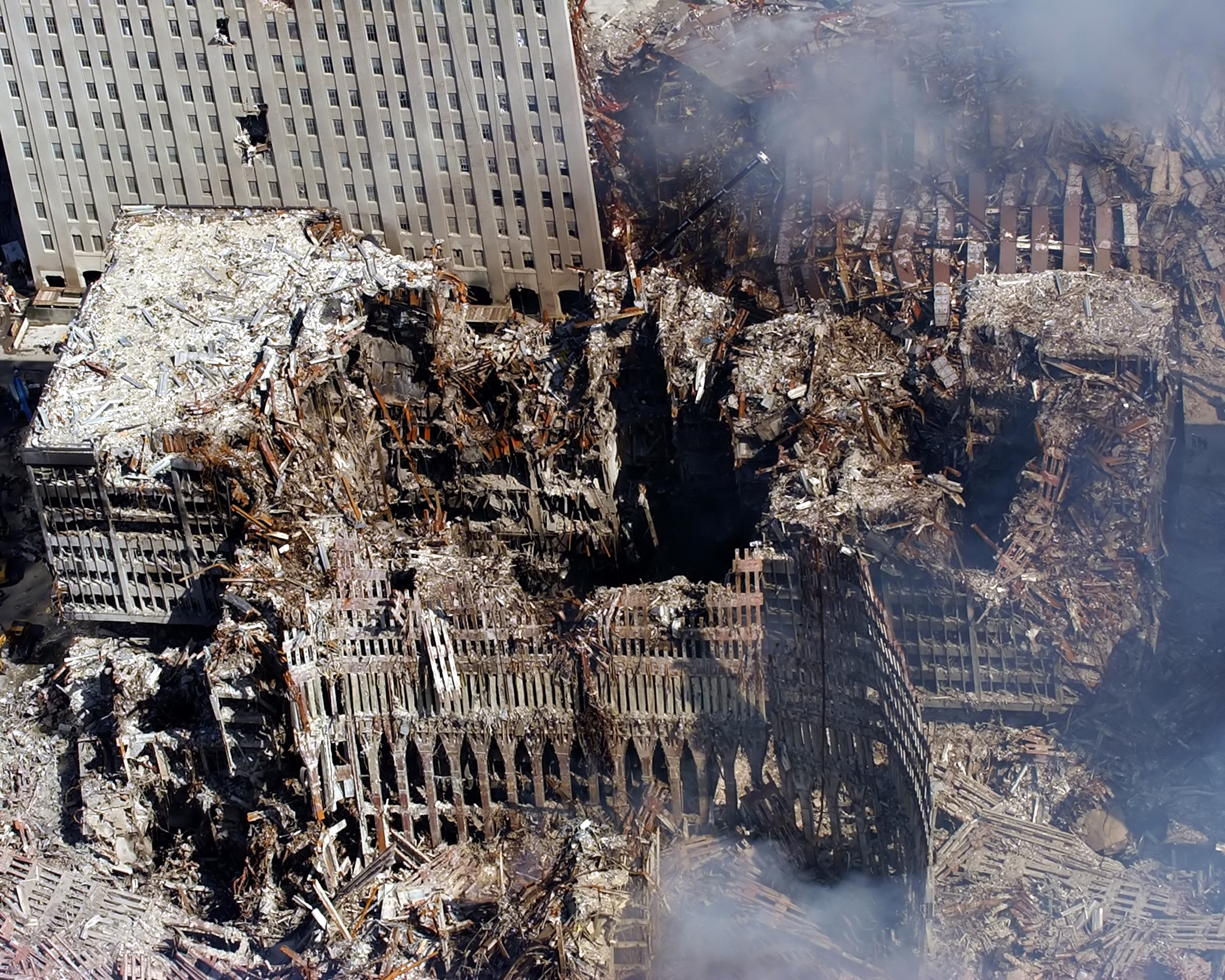
Le 6 WTC, l'un des immeubles partiellement effondrés.

L'effondrement des tours jumelles a causé la destruction totale ou partielle des cinq autres immeubles composant le World Trade Center. L'église orthodoxe grecque Saint-Nicolas (1916), qui se trouvait au-dessous de la tour Sud, fut totalement détruite. Les débris produits par les effondrements ont causé de lourds dommages aux nombreux immeubles adjacents. Le Structural Engineers Association of New York (SEAoNY) a dénombré au total 48 immeubles endommagés près du site du World Trade Center.
Au total, huit immeubles se sont partiellement ou totalement effondrés : le 1 World Trade Center (Tour Nord), le 2 World Trade Center (Tour Sud), le Marriott World Trade Center, le 4 World Trade Center, le 5 World Trade Center, le 6 World Trade Center, le 7 World Trade Center et l'église grecque orthodoxe Saint-Nicolas.
Parmi les quarante-huit immeubles endommagés, onze ont subi de lourds dommages: le 2 World Financial Center, le 3 World Financial Center, le Winter Garden building, le 120 Cedar Street, le 114 Liberty Street, le Deutsche Bank Building, le 130 Cedar Street, le 90 West Street, le Verizon Building, le 45 Park Place et le 30 West Broadway.

### Séquelles médicales et environnementales

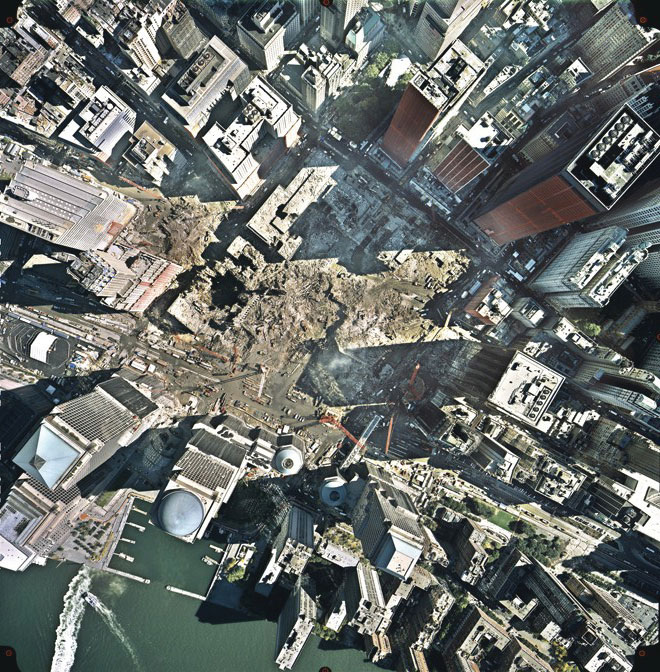
Vue aérienne de Ground Zero publiée en 2004.

#### Contenu du nuage de pollution
L'effondrement des tours sur elles-mêmes (des centaines de milliers de tonnes de matériaux) et leur combustion pendant 99 jours ont dispersé dans l'atmosphère de Manhattan un nuage de poussières, puis des cendres et des fumées (de combustion et de pyrolyse) contenant de nombreux polluants dangereux : de la dioxine, du plomb (dans les 50 000 ordinateurs de chaque tour), de l'amiante, du mercure (dans les dizaines de milliers de tubes fluorescents), de l'américium 241 (élément radioactif présent dans les milliers de détecteurs de fumée) et de la fibre de verre dans des quantités importantes. Ainsi que des polycarbonates dans une concentration 75 000 fois celle qui ait jamais été mesurée auparavant (dans un atelier du port) et des poussières ultra fines à un taux encore jamais constaté.
L'Environmental Protection Agency (EPA), chargée de l'évaluation de la dangerosité de l'air, a enregistré des pics de concentration anormalement élevés d'autres composés organiques volatils comme l'éthylbenzène, le propylène, le styrène, et le toluène, ainsi que du bisphénol A. Des produits aérosols sous forme de particules inhabituellement fines, probablement associées à des hautes températures sous les débris, furent détectés par l'équipe de Thomas Cahill de l'université de Californias Davis comme le soufre, le silicone, l'aluminium, le cuivre, le nickel, le fer, le baryum, et le vanadium. Le niveau moyen de concentration de benzène dans l'air enregistré par l'EPA d'octobre à novembre 2001 était de 18 000 ppb avec un pic à 180 000 ppb début novembre. Et l'EPA enregistrait encore plusieurs mois après des taux élevés de dioxine.

#### Effets sur la santé
Des dizaines de milliers de personnes ont été directement ou indirectement exposées en commençant par les survivants, les pompiers et les employés ayant travaillé sur le site. Beaucoup sont affectés de problèmes pulmonaires, déficience respiratoire.
En 2002, une étude en partie faite par le State department of health's office of managed care montre qu'à l'ouest de Brooklyn les cas d'asthme aggravé sont 2,4 fois plus nombreux que dans le reste de la ville après le 11 septembre[réf. nécessaire], avec 1,5 fois plus d'hospitalisations[réf. nécessaire].
En 2006, un premier décès par fibrose pulmonaire est officiellement attribué à Ground Zero après autopsie (60 personnes seraient mortes à la suite de ce type d'affection selon le Dr Levin du World Trade Center Medical Monitoring Programs au Mt Sinai Hospital). Ensuite de nouveaux cas de mésothéliome (affection due à l'amiante), ou asbestose sont régulièrement attribués à ce qu'on appelle localement « le syndrome du World Trade Center ».
En 2010, à la demande notamment des pompiers de New York, une loi ouvre un programme de suivi de la santé de deux groupes de personnes victimes de la pollution générée par l'attentat :
- 1) les « Responders » (secours, nettoyeurs salariés et bénévoles) venus apporter de l'aide (soit 64 408 hommes et 9 036 femmes à la date du 10 septembre 2019[114]) et
- 2) des personnes qui étaient à l'extérieur dans l'ère touchée par les retombées (dites « Survivors » ; 10 979 hommes et 10 375 femmes à la date du 10 septembre 2019[114]).

En 2011 (10 ans après l'attentat), la plupart des pompiers et personnes exposées sur le chantier les 12 premiers mois présentent une nette diminution de capacité pulmonaire suivie d'un plateau (encore perceptible en 2006 et persistant en 2015, avec une fonction dégradée, par rapport à la moyenne des personnes du même âge). Ces personnes développent aussi plus d'asthme induit, de bronchites chroniques non spécifiques et de bronchiolites, souvent concomitantes à des rhinosinusites chroniques et à des maladies des voies respiratoires supérieures, avec parfois des reflux gastro-œsophagiens. Des sarcoïdoses et des fibroses pulmonaires interstitielles apparaissent aussi, deux pathologies à développement d'abord lent et silencieux, qui peuvent laisser sous-estimer la morbidité future.
Selon le registre sanitaire (56 000 personnes) spécialement créé pour suivre les effets sanitaires de l'attentat en intégrant notamment les cancers déclarés depuis 2008 (participants pour la plupart volontaires), le risque de développer un cancer semble augmenter (environ 300 après 5 ans selon le New York Post en 2006, chiffre réévalué 14 ans après l'attentat à 3 700 rien que pour les secouristes et travailleurs exposés aux fumées et déchets toxiques, selon le New York Post en 2015 (et souvent avec plus d'un type de cancer (principalement cancer de la thyroïde, du colon, cancer de la prostate et cancer du sang ou d'autres affections pulmonaires dont fibrose pulmonaire et myélomes), quelques centaines se sont adressées aux tribunaux pour obtenir réparation, estimant les institutions responsables de leur état par dissimulation de la pollution atmosphérique. Des biais sont possibles car ce registre est surtout composé de volontaires, et les personnes qui avaient déjà des problèmes de santé pourraient avoir été plus nombreuses à s'y inscrire que s'il s'était agi de gens pris au hasard parmi les personnes touchées par l'attentat ou concernées par les travaux de déblaiement, ce qui pourrait faire sous-estimer ou surestimer le lien entre certaines pathologies et l'attentat. De plus, les cancers mettent souvent deux à trois décennies à se déclarer, ce qui peut faire sous-estimer le nombre réel de cas induits par la pollution et le stress générés par la catastrophe.
Les maladies auto-immunes augmentent nettement aussi chez ceux qui ont travaillé à long terme sur le site, avec principalement des polyarthrites rhumatoïdes (+ 37 % des cas), des spondylarthrites (+ 22 %), des myopathies inflammatoires (+14 %), des lupus érythémateux disséminés (+ 12 %), des Sclérodermies systémiques (+ 5 %), des syndromes de Sjögren (+ 5 %), et moindrement le syndrome des antiphospholipides (+ 3 %) et le Granulomatose de Wegener (+ 2 % des cas), selon un rapport publié en avril 2015 par la revue Arthritis & Rheumatology ; 
Pour les secours et travailleurs exposés sur le site, le risque de développer l'une de ces maladies auto-immunes dans la décennie a statistiquement augmenté (+/- 13 % pour chaque mois à travailler sur le site).
En 2017, des séquelles cardiométaboliques sont mises en évidence, chez des personnes qui étaient enfants ou adolescents quand elles ont été exposées au nuage de pollution : quinze ans plus tard, elles présentent un risque accru de développer une maladie cardiovasculaire (risque mesuré par la rigidité de la paroi artérielle, l'indice de masse corporelle, la résistance à l'insuline, le cholestérol total à jeun (+ 9,2 %), les HDL, LDL et les triglycérides (15,1 %) ; anomalies des lipides étant chez le jeune adulte un marqueur précoce d'athérosclérose et de plusieurs maladies cardiovasculaires). Ceci pourrait être dû aux substances perfluoroalkylées (PFAS) qu'ils ont inhalées en 2001 (produits retrouvés en grande quantité dans les eaux autour du site après l'attentat). C'est la conclusion d'une étude (2017) basée sur 308 enfants, dont 123 ayant été en contact direct avec les particules issues de l'effondrement des tours jumelles, et inscrit dans la cohorte du programme World Trade Center Health (2 900 enfants étaient à l'école ou présents dans la zone sud de Manhattan le 11 septembre 2001). Il avait été montré qu'environ 15 ans après, les enfants figurant au registre de la santé du World Trade Center, présentaient encore des taux de PFAS sériques plus élevés que ceux de cohortes appariées,, ce qui est plausible, au vu d'autres études montrant que les PFAS sont des polluants persistant dans l'environnement, mais aussi dans l'organisme humain (par ex. chez des ouvriers retraités), avec des demi-vies de 3 à 8 ans voire plus. Ils sont d'ailleurs aussi été retrouvés dans l'organisme des sauveteurs.
Rétrospectivement (en 2015), des chercheurs du Nelson Institute of Environmental Medicine (université de New York) constatent que les principaux symptômes n'étaient pas ceux associés aux PM2.5 et qu'on a à l'époque sous-estimé l'importance des très fortes concentrations de l'air en particules de plus grande taille et très alcalines qui contenaient probablement aussi beaucoup de substances toxiques, ce qui a conduit à une gestion « inadéquate » des risques. Ces chercheurs invitent les organismes publics à mieux se préparer à fournir des conseils adéquats au public et à se doter de moyens plus pertinents d'évaluation de l'exposition aux polluants, d'évaluation des risques, ainsi qu'en termes de mesures préventives.
De 2010 à 2019, le nombre de cancers et maladies induits par le nuage de pollution a continué à grandir chez les personnes exposées. Environ 10 000 personnes ayant participé aux secours ont développé un cancer selon le WTC Health Program - programme fédéral de soins réservé aux rescapés des attentats. Le nombre d'inscrits (volontairement) au registre de suivi s'est élevé : fin juin 2019, plus de 21 000 d'entre eux étaient enregistrés dans le programme de soins (doublement depuis juin 2016) dont près de 4 000 ont été diagnostiqués avec un cancer (prostate, du sein ou de la peau le plus souvent). 
Selon David Prezant (médecin en chef des pompiers new-yorkais), « le taux de cancer a augmenté entre 10 et 30 % chez les gens exposés » entre 2001 et 2019 et il va encore augmenter avec le vieillissement des personnes exposées car les cancers du poumon ou le mésothéliome mettent 20 à 30 ans pour être détectés.

#### Rétention d'information par l'administration
Christine Todd Whitman, administratice de l'EPA, via cinq communiqués publiés dans les dix jours suivants l'attentat, a garanti aux Américains le caractère sain de l'atmosphère de Manhattan, ainsi que de l'eau de la ville.
Le 21 août 2003, un rapport de l'EPA (signé par l'Inspecteur Général Nikki Tinsley) a révélé les modifications imposées par l'administration Bush aux énoncés de prudence rédigés pour prévenir du danger représenté par les poussières. En 2004, une étude des documents par le Sierra Club reproche à l'Agence de n'avoir pas immédiatement mis en garde le public, avant même de mesurer la pollution, car elle connaissait le danger présenté par certains matériaux constituant les immeubles. Et en 2006, on apprend que l'EPA avait même envisagé de classer « secret » les documents sur cette pollution. Les plaintes de malades ont été acceptées par les juges Deborah Batts et Alvin Hellerstein en février et octobre 2006.
« Il y aurait pu y avoir plus d'efforts pour limiter l'exposition des adultes sains et les empêcher d'entrer dans la zone de la catastrophe […] » La priorité était que « la ville revienne à la normale, la Bourse de New York a rouvert au bout de quelques jours » déplore-t-on près de 20 ans plus tard.

### Compensation financière des dommages sanitaires
En 2007 (8 mars), à la demande de Jerrold L. Nadler, le 9/11 Heroes Health Improvement Act of 2007 devrait apporter 1,9 milliard de dollars (1,4 milliard d'euros) pour financer l'évaluation et des solutions aux problèmes de santé induits par le 11 septembre.
Par ailleurs, l'Association de la santé mentale de New York (The Mental Health Association of New York City) indique début 2006 que 12 000 personnes ont sollicité une aide psychologique depuis 2002 à la suite de ce drame, cause de stress immédiat et post-traumatique élevés.
8 ans plus tard (fin 2014), une étude publiée par le Journal of Traumatic Stress (décembre 2014) conclut à une prévalence toujours élevée de syndromes post-traumatiques, avec dépressions et comorbidité chez près de 30 000 anciens sauveteurs ou personnes ayant contribué au déblaiement (résidents de Manhattan et autres personnes présentes le matin du 9/11). Mi-2019, 15 972 personnes présentent un trouble mental reconnu par le World Trade Center Health Program (hors des 5 342 inscrits au programme et déjà décédées)
En mars 2010, la municipalité de New York prévoit de débloquer un fonds de 657,5 millions de dollars pour dédommager dix mille pompiers, policiers et ouvriers se plaignant de problèmes de santé après avoir travaillé dans les ruines de Ground Zero, mais l'accord est rejeté par le juge. Finalement, le 23 juin 2010, la justice approuve un nouvel accord qui prévoit un fonds d'indemnisation d'une valeur de 712,5 millions de dollars. Enfin, le 19 novembre 2010, la quasi-totalité des dix mille plaignants acceptent les 712 millions de dollars proposés. Entre 2004 et 2010, 42 policiers sont décédés de maladies officiellement liées aux conséquences du 11 septembre.
Adopté par le sénat le 22 décembre 2010 puis signé par Barack Obama le 2 janvier 2011, le James Zadroga 9/11 Health and Compensation Act, prévoit un fonds de compensation évalué à 4,3 milliards de dollars afin d'aider les personnes souffrant de lésions résultant de l'exposition à la poussière et aux débris toxiques du site du World Trade Center,.
Le 7 janvier 2014, Cyrus Vance, procureur de Manhattan, révèle une vaste fraude à la pension d'invalidité de la part d'anciens policiers et pompiers new-yorkais ayant simulé des traumatismes prétendument causés par les attentats du 11 septembre 2001 et annonce plusieurs dizaines d'inculpations au terme d'une enquête ayant duré 2 ans.
En 2019, la date butoir de dépôt d'une demande au fonds fédéral spécial d'indemnisation est passée de 2020 à 2090 ; il devra donc être régulièrement abondé, sachant qu'en 2019, l'indemnisation moyenne est de 240 000 dollars par malade et de 682 000 dollars pour une personne décédée), le Congrès ayant même convenu que ce fonds devait aussi couvrir « une personne qui était bébé (lors des attentats) jusqu'à la fin de sa vie ».

## Thèses explicatives sur l'effondrement des tours

### Effondrement des tours WTC 1 et WTC 2

#### Acier qui fond
Dès le 11 septembre, les médias présentaient les explications d'experts, la plupart ingénieurs de structures ou professeurs d'université, tels que Hyman Brown ou Richerd Ebeltoft pour qui les incendies, ayant dégagé une chaleur intense (proche de 1 500 °C), avaient fait fondre l'acier des structures. Le lendemain, un article du New Scientist soutenait une thèse identique. Cette explication par le « feu infernal », reprise un mois plus tard dans le Scientific American, bien qu'ayant bénéficié de ces cautions, disparut du débat avec la publication d'études ultérieures.

#### Thèse de l'affaiblissement fatal
Le 12 septembre, dans une revue technique de référence, le Journal of Engineering Mechanics ASCE, paraissait un article de Zdeněk Bažant, expert mondial des structures en béton, intitulé : « Pourquoi le WTC s'est-il effondré ? Une première analyse », dans lequel il exposait que « les tours furent vouées à l'effondrement lorsque la majorité des colonnes de soutien au niveau d'un même étage se trouvèrent chauffées à 800 °C, perdant alors leur capacité à tenir leur charge ». Cet article est à l'origine de la théorie de l'effondrement progressif des étages, détruits en cascade par la chute des blocs d'étages situés au-dessus des impacts. Puis le magazine Scientific American a fait paraitre le 9 octobre un article exploitant les résultats d'une simulation effectuée par des ingénieurs des structures du MIT, « Quand les tours jumelles s'effondrèrent »[réf. souhaitée]. Le paramètre essentiel qui sous-tend les interventions de plusieurs experts en structures aurait été l'intensité des incendies qui, avec leur durée (hypothèse de l'accumulation de la chaleur dans les masses métalliques), aurait fini par faire perdre sa résistance à la structure centrale de soutien. Le modèle de simulation utilisé n'a cependant pas été publié, empêchant ainsi son évaluation.
La thèse peut être résumée comme l'a fait Jon Magnusson (en), directeur de la firme qui a conçu le World Trade Center, : « C'est la force de la gravitation qui a finalement vaincu la résistance de la structure. Lorsque les derniers niveaux ont commencé à s'effondrer, ils ont brutalement pesé sur les niveaux directement inférieurs, ajoutant la force de l'impact à leur propre poids. Il s'est ensuivi une véritable réaction en chaîne, dans laquelle non seulement le poids, mais aussi la vitesse augmentait rapidement. Aucune structure ne pouvait résister à cela, aussi robuste soit-elle. Mais c'est le feu qui a permis à la gravité de finalement l'emporter contre la résistance intrinsèque des deux tours »,.

#### Décrochage des planchers
Le rapport commandé par la FEMA à l'Équipe d'évaluation du comportement des immeubles (BPAT), intitulé WTC building Performance Study, fut publié en mai 2002. Il présente une explication de l'effondrement des tours jumelles par l'intensité des incendies, lesquels avaient fini par affaiblir et déformer la structure métallique d'un étage au point qu'il rompit ses attaches aux structures porteuses, entraînant sa chute, laquelle provoqua successivement celle des étages inférieurs (pancake theory). Quant aux structures porteuses, elles auraient été incapables de se maintenir, privées du support apporté par les étages.

#### Déshabillage des colonnes
Cependant, ces théories des feux comme origine des trois effondrements se heurtaient au fait qu'il n'existe pas d'exemple d'effondrement de gratte-ciel à structure métallique à la suite d'un incendie, aussi intense et durable qu'il ait été, l'exemple le plus probant étant celui du One Meridian Plaza de Philadelphie, en 1991. Par ailleurs, le travail du BPAT avait été réalisé sans les plans pertinents, aboutissant à une représentation erronée des structures porteuses centrales. Le gouvernement, sous la pression exercée par les associations de familles de victimes, se résolut à commanditer une seconde étude, qu'il confia au NIST.
Durant trois années, cette agence du département du Commerce fit effectuer (par les mêmes firmes expertes en structures que la FEMA avait chargées de sous-traitance) un travail de modélisation des étages atteints, des avions, de leur approche et des structures extérieure et interne des tours, utilisé dans une série de simulations des impacts et incendies, et délivra un rapport définitif concernant les tours jumelles en octobre 2005[source insuffisante]. Deux ans plus tard, le travail concernant la tour WTC 7, qui a été confié en sous-traitance à la société ARA avec l'instruction de limiter l'étude aux étages 8 à 46, n'a toujours pas abouti[Passage à actualiser].
Son étude a été restreinte à la séquence des événements qui ont enclenché la chute des blocs d'étages situés au-dessus des impacts. La théorie présentée attribue l'effondrement à une combinaison de destruction de colonnes centrales par les avions, d'affaissement important des planchers (1 m) et de perte de résistance des colonnes intactes, ce par échauffement (une température atteignant 700 °C), échauffement rendu possible par la défaillance de l'isolation anti-incendie de toutes les colonnes, constituée d'un flocage fibreux (remplaçant l'amiante) qui n'aurait pas résisté aux impacts. Le processus étant le suivant : avec la tenue de leurs attaches aux structures porteuses (conclusion inverse de celles de la FEMA), l'affaissement des planchers tire les colonnes externes vers l'intérieur, les faisant plier et, finalement, se briser. L'évaluation de ce travail est rendu impossible par le refus du NIST de publier les simulations des effondrements que demandent des ingénieurs civils indépendants. Cependant, la modélisation des structures internes est affectée des mêmes insuffisances que celles qui avaient été constatées pour les travaux du BPAT (ainsi, le modèle montre les 47 colonnes centrales comme identiques alors que 16 d'entre elles étaient doubles des autres) et les simulations des impacts utilisent pour les deux tours le même modèle de structure interne, conduisant à l'obtention de dégâts plus importants pour WTC 2 (niveau 80) que pour WTC 1 (niveau 95). Mais surtout, le NIST n'a pas cherché à rattacher ces simulations aux résultats des tests qu'il avait fait réaliser sur la tenue des planchers (qui n'ont manifesté qu'une flèche de 10 cm), sur la résistance au feu de la structure centrale sous charge maximale par le laboratoire Underwriters (quatre essais durant 2 heures sans effet notable), sur la tenue de l'isolant thermique sous l'impact de balles d'armes à feu (pas de décrochage), ni des analyses et calculs relatifs aux températures atteintes, au plus de 500 °C). Enfin, la faiblesse intrinsèque de la méthode choisie par le NIST reste la prise en compte de la seule section atteinte par les impacts, évitant ainsi la problématique de la non résistance des structures porteuses, notamment interne, au-dessous des étages frappés par les avions. Cette problématique est écartée avec le postulat selon lequel « une fois engagée, la chute des étages supérieurs ne pouvait plus être interrompue ».

#### Explosion provoquée par l'aluminium en fusion
Christian Simensen, un chercheur norvégien expert en matériaux auprès du SINTEF, la plus grande organisation indépendante de recherche en Scandinavie, a présenté en septembre 2011 une théorie selon laquelle de grandes quantités d'aluminium provenant des carlingues des avions seraient entrées en fusion sous l'effet de la chaleur provoquée par les incendies. Le contact de cet aluminium fondu avec l'eau projetée dans les étages par le système anti-incendie, aurait provoqué une « déflagration assez puissante pour souffler toute une section de la tour, les étages supérieurs s'effondrant pour emporter ceux d'en dessous, comme un château de cartes ».

### Effondrement de la tour WTC 7
Pour ce qui est de la tour WTC 7, le rapport commandé par la FEMA à l'équipe d'évaluation du comportement des immeubles (BPAT) concluait, en décembre 2001, à la nécessité d'un effort de recherche, d'analyse et d'enquête au vu du résultat provisoire selon lequel « la meilleure hypothèse [celle des dégâts à la suite des incendies] ne représente qu'une faible probabilité d'occurrence » (ch. 5-7, pp. 5-31). Pourtant, une analyse microstructurale d'un échantillon de poutre montra une « détérioration rapide et inattendue », résultante de trois phénomènes : une oxydation, une sulfuration et une température proche de 1 000 °C.
L'étude du NIST (National Institute of Standards and Technology) et des compagnies privées d'ingénierie sur l'effondrement du WTC 7, est publiée en août 2008. Basée sur les données classifiées, elle n'est cependant pas validée par la communauté scientifique.
En 2020, paraît une étude dirigée par le professeur J.Leroy Hulsey, du département de génie civil de l'université de l'Alaska à Fairbanks (UAF), qui démontre que, contrairement aux conclusions du NIST, le feu n'a pu causer l'effondrement du WTC 7 le 11 septembre 2001 ; cet effondrement serait dû à une défaillance globale créée par la défaillance presque simultanée de chaque colonne du bâtiment.

## Enquêtes et polémiques

### Revendication
Al-Qaïda revendique pour la première fois les attentats du 11 septembre dans un enregistrement vidéo diffusé le 17 avril 2002 par la chaîne de télévision arabe MBC. Dans cette vidéo, Souleymane Abou Ghaith (en), porte-parole d’Al-Qaïda déclare : « Nous avons pu frapper la tête d'impiété sur son propre sol. […] Dieu nous a demandé de terroriser les mécréants, et nous avons terrorisé les mécréants ». Sur cette même cassette, Oussama ben Laden se félicite quant à lui des dégâts infligés à l'économie américaine.
Le 19 mars 2014, alors qu'il témoigne lors de son procès à New York où il est inculpé de « complot visant à tuer des Américains », de « conspiration visant à apporter un soutien matériel à des terroristes », de « soutien matériel à des terroristes » et de complicité avec Richard Reid, Souleymane Abou Ghaith, ancien porte-parole d'Al-Qaïda et gendre d'Oussama ben Laden, explique à la barre qu'au soir du 11 septembre 2001 ce dernier lui a confié avoir organisé les attentats,.

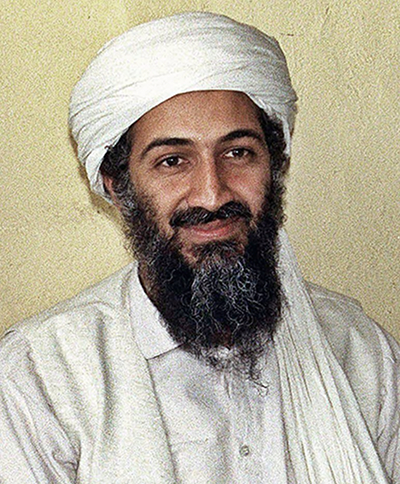
Oussama ben Laden, chef d'Al-Qaïda en 1997.

Oussama ben Laden a fait état de son rôle dans ces attentats dans plusieurs vidéos. Le 13 décembre 2001, il déclare : « Nous avons calculé à l'avance le nombre d'ennemis qui seraient tués, d’après la structure de la tour. Nous avons estimé que trois ou quatre étages seulement seraient touchés. J'étais le plus optimiste de tous […]. En raison de mon expérience dans le domaine, je pensais que l’incendie du carburant de l’avion ferait fondre la structure en fer du bâtiment, et que cela provoquerait uniquement l'effondrement des étages percutés par l’avion et de ceux situés au-dessus. C'est tout ce que nous espérions. », Le 30 octobre 2004, il précise : « Je vous le dis, Allah sait qu'il ne nous était pas venu à l'esprit de frapper les tours. Mais après qu'il fut devenu insupportable de voir l'oppression et la tyrannie de la coalition américano-israélienne contre notre peuple de Palestine et du Liban, j'ai alors eu cette idée. » Selon le site As-Sahab, il revendique à nouveau ces attentats en 2009.
Oussama ben Laden s'est d'autre part réjoui de ces destructions dans des vidéos diffusées en octobre et novembre 2001. Le 7 octobre 2001, il affirme : « Allah Tout-Puissant a frappé les États-Unis en leur point le plus vulnérable. Il a détruit leurs plus grands bâtiments. Louange à Allah. Les États-Unis sont remplis de terreur du nord au sud et de l'est à l'ouest. Louange à Allah […] Il a permis à un groupe de musulmans à l'avant-garde de l'Islam de détruire les États-Unis. Je lui demande de leur accorder le paradis »,.

### Enquête

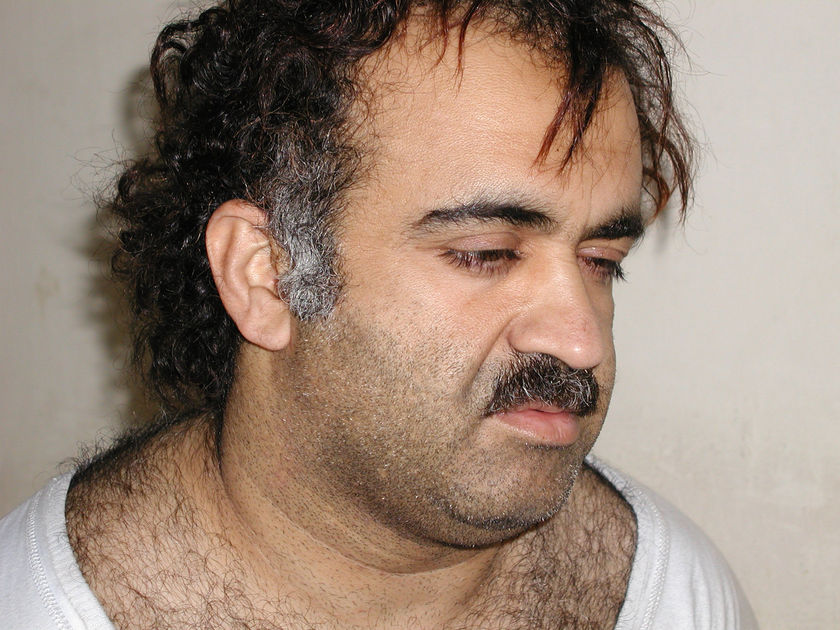
Khalid Cheikh Mohammed, un des responsables opérationnels d'Al-Qaïda arrêté au Pakistan en 2003.

Du renseignement humain et des écoutes téléphoniques révèlent une montée en puissance des réseaux islamistes clandestins, faisant craindre des attentats au passage de l'an 2000 : Al-Qaïda est déjà suspecté d'être à l'origine de ce « complot du Millenium (en) » (exemple : Ahmed Ressam, surnommé par la presse « The Millenium Bomber »). L'attentat perpétré par Al-Qaïda, causant la mort du commandant Massoud le 9 septembre 2001 est perçu par nombre d'observateurs comme un préambule à ces attaques, avec pour objectif de priver les États-Unis d'un relais militaire avant la prévisible réplique américaine aux attentats. Massoud a tenté sans succès d'alerter l'Occident en avril 2001, quelques mois précédant l'attentat du 11 septembre, sur la potentialité d'une attaque terroriste reliée aux alliés des talibans aux groupuscules arabes pakistanais dont Al-Qaida faisait partie. Les attentats du 11 septembre 2001 sont attribués le jour même par les autorités américaines, l'ensemble des médias de masse et la quasi-totalité des gouvernements étrangers au réseau terroriste Al-Qaïda dirigé et financé par Oussama ben Laden, lequel avait, pour le compte de la CIA, été recruté avec d'autres par les services secrets d'Arabie saoudite pour exacerber la résistance moudjahiddin contre les troupes de l'Union soviétique durant la première guerre d'Afghanistan avant de se retourner contre les occidentaux en 1991. Les enquêteurs estiment que l'opération a été imaginée par Khalid Cheikh Mohammed, en s'inspirant de l'Opération Bojinka. Dans les jours qui ont suivi les attentats, le régime taliban au pouvoir en Afghanistan a démenti l'implication de Ben Laden, de même que l'intéressé[réf. nécessaire].
L'enquête de police sur ce crime fédéral fut confiée par l'Exécutif au Bureau Fédéral d'Enquête (FBI). Il reçut l'entière maîtrise des divers aspects de ces événements : des lieux, des vestiges, des témoignages des personnes et de toute communication d'informations vers le public. L'enquête du FBI, appelée PENTTBOM, a été, selon les dires de l'Agence, la plus importante et la plus complexe de l'histoire du FBI, mettant en jeu plus de 7 000 agents. Dans les 72 heures après les attaques, le FBI proposait les noms des 19 pirates de l'air décédés. À l'étranger, l'Intelligence Community américaine et les services de police et de renseignement de plusieurs nations participent à l'enquête.
Concernant le site du WTC à Manhattan, 750 agents du FBI et plus de 400 autres policiers ont utilisé l'USS Intrepid (CV-11), un ancien porte-avions transformé en navire musée comme quartier-général pour commencer leurs investigations.
Après que le vol 77 s'est écrasé contre le Pentagone, des agents du FBI confisquent les enregistrements des caméras de surveillance de l'hôtel Sheraton, de la station service CITGO, ainsi que de l'organisme de régulation de la circulation automobile,. Le FBI a rendu publiques les vidéos de la station service, qui n'ont pas filmé les attaques. Alors que l'incendie faisait rage, ils passèrent au peigne fin les alentours pour récupérer les débris projetés par l'explosion, les vestiges à l'intérieur (pour certains évacués sous bâche), et les boîtes noires[réf. souhaitée].
En Pennsylvanie, c'est le responsable local du FBI qui organisa le bouclage et l'enquête sur site où finit le vol 93. Les boîtes noires qui avaient été remises au NTSB pour leur déchiffrage furent récupérées par les services du FBI. Ce sont eux qui interdirent aux contrôleurs aériens de Cleveland de révéler quoi que ce soit de ce qu'ils avaient pu voir sur leurs écrans. Ils contraignirent également au silence les employés des compagnies aériennes et confisquèrent les enregistrements des communications entre les vols détournés et le sol [réf. nécessaire].
Dès novembre 2001, plusieurs personnes sont arrêtées à travers le monde dans le cadre de cette enquête dont Imad Eddin Barakat Yar en Espagne et Khalid Cheikh Mohammed, considéré comme l'organisateur des attaques, qui est interpellé au Pakistan en 2003.
Après six mois de travail, Robert Mueller, directeur du Bureau, indiquait que « les pirates n'ont laissé derrière eux aucun document. Nos recherches n'ont abouti à la découverte d'aucun document, ni ici aux États-Unis, ni parmi le trésor de données mis au jour en Afghanistan ou ailleurs, mentionnant de quelque manière le complot du 11 Septembre ». Les pirates de l'air ont en effet exploité les vulnérabilités du système pour ne pas être repérés : cabines téléphoniques, téléphones portables, cartes prépayées, financement des frais en plusieurs fois, par des sommes faibles, à travers les réseaux immatériels. Mueller indique que l'enquête a établi « la preuve, claire et définitive, que Al-Qaïda était derrière ces attentats ». D'autres responsables du FBI, tel que Dale L. Watson, ont fait ce même type de déclaration. Concernant Ben Laden, Rex Tomb, chef de l'Investigation Publicity, lors d'une interview de 2006, a avancé que le FBI ne disposait pas de preuve tangible – « hard evidence » – pour le relier au 11 septembre.

### Commission nationale
La Commission nationale sur les attaques terroristes contre les États-Unis fut créée en novembre 2002 à la suite d'une loi du congrès des États-Unis dans le but d'étudier les circonstances entourant les attentats du 11 septembre 2001. Après deux années d'enquêtes, la Commission remet le 22 juillet 2004, le rapport final de 585 pages concernant les attaques terroristes qui sera publié fin août 2004.
La Commission conclut que les 19 terroristes étaient des membres de l'organisation terroriste Al-Qaïda dirigée par Oussama ben Laden.
Le Congrès américain a également établi une Commission d'enquête bipartite, the Senate and House Intelligence Committee, qui a eu accès aux documents classifiés et qui a terminé ses travaux en décembre 2002.

#### Documents classifiés
Une partie du rapport de la commission d'enquête publié en 2002 était classée « secret-défense ».
Le sénateur Bob Graham, chef de la commission a notamment demandé à plusieurs reprises la déclassification des 28 pages intitulées « éléments, discussion et récit concernant certains sujets sensibles de sécurité nationale » qui mettraient en cause le consulat saoudien à Los Angeles, l'ambassade d'Arabie Saoudite à Washington ainsi que de riches Saoudiens installés à Sarasota en Floride. Il déclare : « Pour moi, nous avons montré que quoi qu'ils fassent, il y aurait impunité. Ils ont donc continué à soutenir Al-Qaïda, puis plus récemment dans l'appui économique et idéologique à l'État islamique (Daech). C'est notre refus de regarder en face la vérité qui a créé la nouvelle vague d'extrémisme qui a frappé Paris (attentats contre Charlie Hebdo) ».
Une résolution en ce sens a été déposée au congrès américain au cours de l'exercice 2014-2015, puis de 2015-2016 où elle compte 66 co-sponsors fin mai 2016. Selon une communication sur Fox News du 14 avril 2016, le président américain aurait pris la décision de déclassifier les 28 pages litigieuses sous 60 jours.

#### Déclassifications et éléments publiés depuis
En juillet 2015, plusieurs documents de travail de la commission d'enquête, qui jusque-là n'avaient pas été mis à disposition du public, sont déclassifiés sous l'autorité de l'ISCAP (Interagency Security Classification Appeals Panel).
Le Document no 2012-048-doc17 mentionnerait notamment que parmi les documents enterrés par Ghasaan Al-Sharbi (qui s'était entraîné au vol avec les kamikazes du 11 septembre mais n'a finalement pas volé avec eux) peu avant son arrestation, se trouvait une enveloppe de l'ambassade saoudienne aux États-Unis contenant son certificat de vol,.
En juillet 2016, le Congrès des États-Unis a publié un document de 28 pages crédibilisant les accusations de Zacarias Moussaoui, qualifié de « dérangé » par l'Arabie saoudite, :

« […] certains des pirates de l’air du 11 Septembre étaient en contact avec des individus connectés avec le gouvernement saoudien qui leur apportaient de l’aide et du soutien […] qu’au moins deux de ces individus ont été soupçonnés d’être des agents de renseignements saoudiens. »

### Enquête interne de la CIA
Le Bureau de l'inspection générale de la CIA fut appelé à préparer un rapport sur la responsabilité des officiers de la CIA concernant la non-prévention des attentats du 11 septembre. Le rapport de plusieurs centaines de pages fut terminé en juin 2005 mais resta classé secret. Le 8 août 2007, une décision du congrès force la CIA à réaliser un résumé du rapport, ainsi le 21 août 2007, la CIA publia une partie du rapport : OIG Report on CIA Accountability With Respect to the 9/11 Attacks.
Le rapport affirme qu'aucun officier de la CIA n'a enfreint la loi mais souligne le manque de coopération entre la CIA et le FBI. Le rapport déclare qu'environ 50 officiers de la CIA étaient au courant de la présence de Nawaf al-Hazmi et Khalid al-Mihdhar aux États-Unis, munis de passeports en règle, mais qu'aucun d'entre eux n'a informé le FBI de la menace qu'ils pouvaient représenter. D'autre part, le rapport accuse l'ancien directeur de la CIA, George Tenet, de ne pas avoir fait son possible pour démanteler Al-Qaïda durant les années qui ont précédé les attentats de 2001.

### Enquête financière des autorités suisses
Dans la nébuleuse des Frères musulmans, la banque Al-Taqwa est considérée comme la « banque du 11 septembre 2001 » ; c'est pourquoi, elle fait l'objet d'une enquête lancée par les autorités suisses, à la demande des États-Unis qui l'accusent d'avoir participé au financement des attentats du 11 septembre 2001.
Selon Fabrice Maulion, « Cette banque, considérée comme l’instrument économique de la branche internationale des Frères et comme le poumon de l'islamisme à l'échelle mondiale, est intéressante à plusieurs titres : les Saoudiens sont ses principaux actionnaires, par le biais de la banque privée saoudienne DMI […] Créée dans la deuxième moitié des années 1970, elle est interdite en Égypte depuis 1988. Quelques mois après, elle installe son siège social aux Bahamas où elle partage ses locaux avec la banque privée saoudienne, Dar al-Mal al-Islami (DMI), connue pour ses sympathies islamistes. Elle ouvre parallèlement une antenne à Lugano, dans la « province » du Tessin en Suisse italienne, sous le nom d'Al-Taqwa management organisation S.A. »

### Développement de théories du complot
Si la responsabilité d'Al-Qaïda dans ces attentats est revendiquée par son chef spirituel, Oussama ben Laden, et confirmée par la plupart des médias occidentaux, des gouvernements et des spécialistes, la polémique sur la nature de ces événements, ses causes, et les responsabilités en jeu n'a pas manqué d'apparaître rapidement. Dès le début de l'année 2002, le livre L'Effroyable Imposture du Français Thierry Meyssan, remettant en cause l'explication institutionnelle des attentats, a connu une diffusion internationale. Depuis, d'autres auteurs comme Jimmy Walter, Webster G. Tarpley ou David Ray Griffin ont également publié des livres sur ce sujet. Internet est le lieu privilégié d'exposition de ces thèses divergentes via de nombreux sites qui proposent des documents sous forme d'images d'archives, de vidéos et d'entretiens. Des documentaires, dont le plus connu est Loose Change, ont également été consacrés à ces questions. Tous ont en commun de présenter des réfutations de certains aspects de la version – qualifiée par eux d'« officielle » – des événements du 11 septembre. Certains affirment ou supposent l'implication — passive ou active et à un degré plus ou moins grand — du gouvernement américain, alléguant que certains faits observés ou rapportés ne sont pas pris en compte par ladite version ou ne sont pas expliqués par elle. Pour ces auteurs, les attentats auraient fourni le prétexte à l'administration Bush de modifier radicalement les politiques intérieure et extérieure des États-Unis, notamment avec les dispositions législatives du Homeland Security Act et des Patriot Act 1 et 2, et ainsi de justifier les invasions militaires de l'Afghanistan et de l'Irak qui ont suivi, projets qui nécessitaient, selon les principes de la guerre psychologique, un événement déclencheur pour être mis en place.

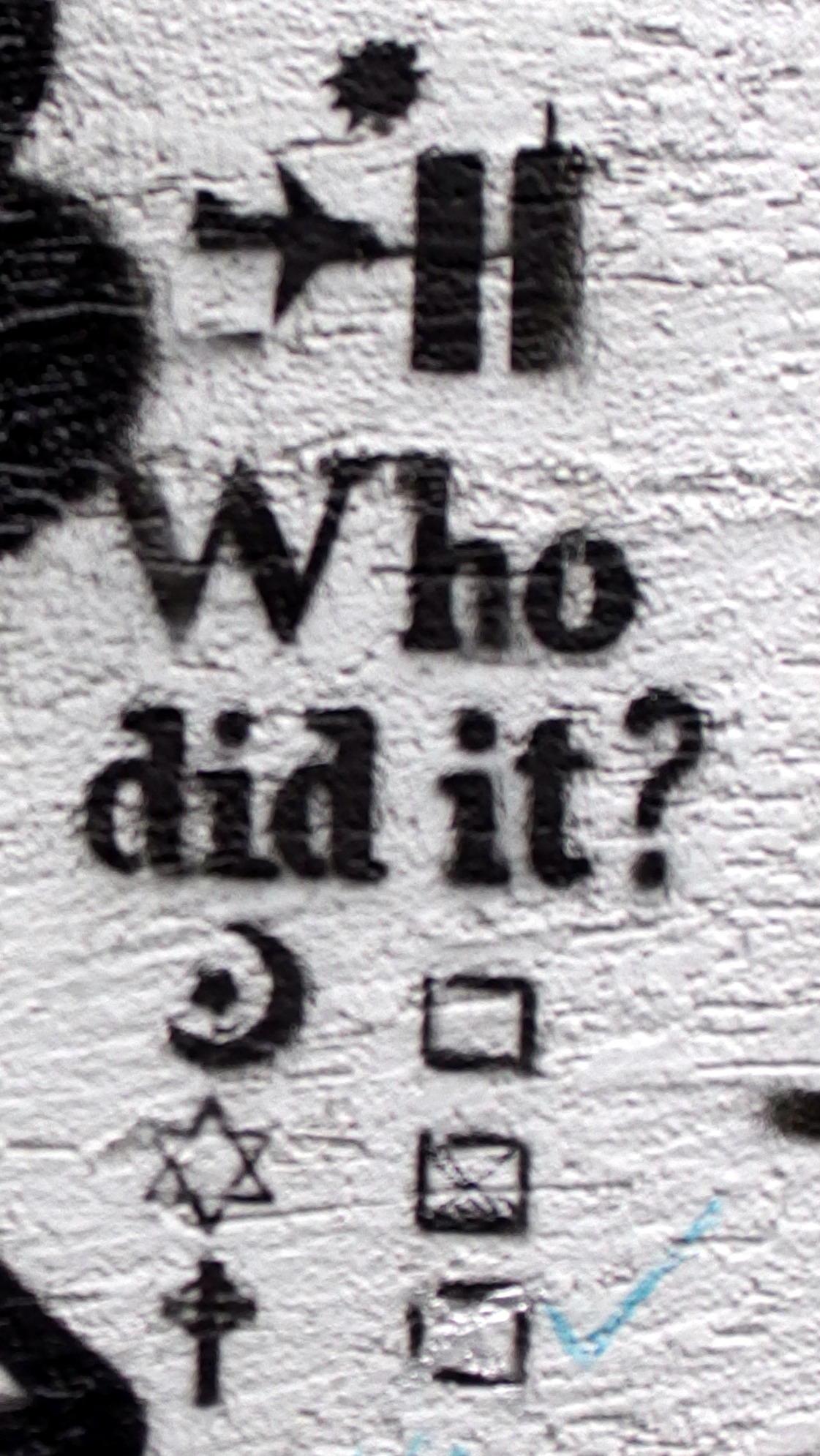
Aux passants de désigner les responsables des attentats, graffiti sur un mur de Ljubljana (Slovénie), 2013

Quelques hommes politiques soutiennent ouvertement cette hypothèse comme l'ancien ministre allemand Andreas von Bülow, qui a consacré un livre à cette question, et le député européen italien Giulietto Chiesa. En janvier 2008, le député japonais Yukihisa Fujita a exposé ses doutes devant les commissions de la défense et des affaires étrangères de son pays. Les partisans de la théorie du complot ont également essayé d'attribuer un soutien à cette hypothèse à l'ancien chef d'État italien Francesco Cossiga, qui avait affirmé que les « attaques » sur les tours du World Trade Center ont été mises en scène par les services secrets américains et du Proche-Orient, mais il semble que la déclaration de Cossiga était au contraire teintée d'ironie à l'égard des défenseurs des théories du complot.
Les promoteurs de ces théories les disent de plus en plus présentes dans l'opinion publique américaine à la suite des manifestations répétées des familles de victimes et aux conférences organisées par ces auteurs, avec parfois l'aide des médias locaux ou régionaux.
Ces théories sont dénoncées comme « hypercritiques », « conspirationnistes »,  « révisionnistes », voire « négationnistes »,. À Mathieu Kassovitz qui pense qu'il est nécessaire de s'interroger sur certains aspects des attentats du 11 septembre 2001 et l'exprime sur le plateau de Ce soir (ou jamais !), le 15 septembre 2009, Marin Karmitz répond : « Moi je pense que le conspirationnisme débouche sur quelque chose d'extrêmement grave, c'est le négationnisme, le négationnisme c'est-à-dire les gens qui disent : « les chambres à gaz n'ont pas existé ». Bon. On est dans cette filiation et c'est extraordinairement dangereux ». Des sites web, par exemple le site Conspiracy Watch, observent les théories du complot, les analysent et les jugent fallacieuses et dénuées du moindre fondement scientifique.
En France, Guillaume Dasquié et Jean Guisnel publient en 2002 aux éditions de La Découverte, un livre réfutant ces théories intitulé L'effroyable mensonge. Thèses et foutaises sur les attentats du 11 septembre. En 2010, Jérôme Quirant publie La farce enjôleuse du 11 septembre aux éditions Books on Demand et 11 septembre et Théories du Complot, ou le conspirationnisme à l'épreuve de la science aux éditions Book-e-book.com. L'Association française pour l'information scientifique (AFIS) publie en juin 2011 un numéro spécial de sa revue Science et pseudo-sciences qui donne la parole à des scientifiques français. Ces experts, chacun s'exprimant dans son domaine de compétence, pointent l'inanité des thèses alternatives et leur caractère ascientifique. Le magazine Science et Vie publie en septembre 2011 un dossier intitulé « La théorie du complot à l’épreuve de la science ».
À ce sujet, le journaliste Julian Assange déclare : « Cela m'agace constamment que les gens soient distraits par de fausses conspirations comme celles entourant le 11 Septembre, alors que nous fournissons des preuves de réelles conspirations concernant la guerre et la fraude financière ».
Dans son livre « 11 septembre, la contre-enquête », le journaliste d'investigation Fabrizio Calvi s'intéresse aux aspects organisationnels et humains de l'enquête, délaissant les aspects techniques, et conclut qu'il n'y a pas eu de connaissance précise et encore moins de « laisser faire » de la part des Américains, mais qu'il y a très clairement eu faillite des renseignements, notamment due à la lenteur des procédures et à l'éparpillement des informations et responsabilités. Les renseignements ne savaient pas « rien » mais n'ont pas su relier toutes les informations à leur disposition, ont fermé les yeux sur la présence d'individus dangereux sur le sol américain, et les rapports d'enquête officielle ont, selon Fabrizio Calvi, totalement écarté ces aspects, opérant ainsi une sorte de mensonge par omission. Or ces mensonges, ou a minima ces zones d'ombres, alimentent les théories du complot. Fabrizio Calvi résume ainsi le « complot » du 11 septembre : « Si, aux États-Unis, conjuration il y eut, ce fut celle d’incapables et d’imbéciles. Les termes américains de l’équation du 11-Septembre comportent seulement deux variables, l’incompétence et la bureaucratie, et une constante, le manque d’imagination. »
James G. Quintiere, expert en physique du feu, et ancien membre du NIST, considère que le rapport d'enquête est critiquable dans le fond et dans la forme, qu'il est arrivé trop tard et que, en conséquence, il n'est pas étonnant que des théories du complot se soient développées. Quintiere propose des éléments de réponse aux effondrements des tours jumelles quelque peu différents de ceux du NIST, notamment en ce qui concerne l'insuffisance de la protection thermique des structures métalliques,.

## Conséquences

### Émotion et condamnation internationales

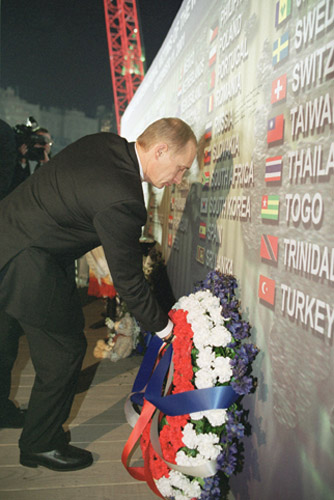
Le président russe Vladimir Poutine déposant une gerbe de fleurs devant le World Trade Center Memorial Wall.

Peu d'événements historiques ont reçu pareille couverture médiatique, dépassant de très loin tous les autres attentats commis auparavant.
Le lieu, une des villes les plus connues au monde et siège de nombreuses agences de presse et de télévision, la présence de caméras et de journalistes sur les lieux dès le crash du premier avion, ont entraîné une médiatisation considérable et l'observation en direct du crash du 2e avion puis de l'effondrement des tours.
La plupart des télévisions du monde retransmirent l'événement en simultané, dès 9 h, heure locale de la côte Est.
Ces attentats et leurs conséquences sont restés à la une des journaux plusieurs semaines. Ils ont créé un choc énorme pour la masse des Américains habitués à se considérer comme hors d'atteinte du terrorisme international puisque, à l'exception de l'attentat contre la tour Nord en février 1993, les seules attaques subies avaient eu pour objectifs les ambassades au Kenya et en Tanzanie le 7 août 1998 ou des dispositifs militaires au Yémen.
Le soir des attentats, de nombreux chefs d'État se sont exprimés pour condamner les attaques terroristes, comme la Russie, le Japon, le Mexique et la Chine. Le secrétaire général des Nations unies, Kofi Annan condamna les attentats :

« Nous sommes tous traumatisés par cette terrible tragédie. Nous ne savons pas encore combien de personnes ont été tuées ou blessées, mais inévitablement, le nombre sera élevé. Nos premières pensées et prières doivent être pour eux et pour leurs familles. Je tiens à leur exprimer mes profondes condoléances, ainsi qu'au peuple et au Gouvernement des États-Unis. Il ne fait aucun doute que ces attaques sont des actes délibérés de terrorisme, soigneusement planifiées et coordonnées — et comme tel, je les condamne totalement. Le terrorisme doit être combattu partout où il apparaît résolument. »

— Le secrétaire général des Nations unies Kofi Annan, le 11 septembre 2001
Jacques Chirac, président de la République française au moment de ces événements, a tenu un discours télévisé sur TF1 à 21 h 30 le 11 septembre 2001 dans lequel il déclarait :

« C'est avec une immense émotion que la France vient d'apprendre ces attentats monstrueux — il n'y a pas d'autre mot — qui viennent de frapper les États-Unis d'Amérique. Et dans ces circonstances effroyables, le peuple français tout entier — je tiens à le dire ici — est aux côtés du peuple américain. Il lui exprime son amitié et sa solidarité dans cette tragédie. J'assure naturellement le Président George Bush de mon soutien total. La France, vous le savez, a toujours condamné et condamne sans réserve le terrorisme, et considère qu'il faut lutter contre le terrorisme par tous les moyens. »

— Le président de la République française Jacques Chirac, le 11 septembre 2001
Le président de la fédération de Russie Vladimir Poutine condamna les attentats terroristes en déclarant :

« Les États-Unis ont aujourd'hui fait face à une agression sans précédent de la part du terrorisme international. Tout d'abord, je tiens à exprimer mes sincères et profondes condoléances à toutes les victimes et aux familles des disparus. L'événement qui s'est produit aux États-Unis d'aujourd'hui va au-delà des frontières nationales. Il s'agit d'un défi effronté à l'humanité entière, du moins à l'humanité civilisée. Et ce qui s'est passé aujourd'hui est une preuve supplémentaire de la pertinence de la proposition russe de mettre en commun les efforts de la communauté internationale dans la lutte contre le terrorisme, ce fléau du XXIe siècle. »

— Le président de la Fédération de Russie Vladimir Poutine, le 12 septembre 2001
Le lendemain des attentats, le conseil de sécurité des Nations unies adopte la résolution 1368, condamnant ces actes terroristes :
« 1. Condamne catégoriquement dans les termes les plus forts les épouvantables attaques terroristes qui ont eu lieu le 11 septembre 2001 à New York, Washington (DC) et en Pennsylvanie et considère de tels actes, comme tout acte de terrorisme international, comme une menace à la paix et à la sécurité internationales ;

2. Exprime ses plus profondes sympathies et condoléances aux victimes et à leurs familles ainsi qu'au peuple et au gouvernement des États-Unis d'Amérique. »
Le 17 octobre 2001, Mary Robinson, chargée du Haut-Commissariat des Nations unies aux droits de l'homme, qualifie ces attentats de crimes contre l'humanité.
Dans le reste du monde, l'émotion provoquée par les attentats a produit de nombreuses réactions de compassion provenant des personnalités médiatiques et politiques. Mais il y eut aussi des réactions beaucoup moins empathiques de certains intellectuels et des partis situés aux extrêmes de l'échiquier politique.
Il y eut également des réactions de joie d'une partie de la population mondiale, par exemple en Palestine.
Le lendemain des attaques, la télévision d'État irakienne déclare : « Les cow-boys américains récoltent les fruits de leurs crimes contre l'humanité… », puis qualifia les attaques d'« opération du siècle ».
Le soir du 11 septembre, les télévisions montrent des images des rues de Gaza en fête et des foules faisant le "V" de la victoire devant les caméras et dans les voitures.
Yasser Arafat, président de l'autorité palestinienne, se dit très choqué par les attentats, les condamne et présente de Gaza, ses condoléances au président et au peuple américain.
Le chancelier allemand Gerhard Schröder déclare après les attentats : « Ce n'est pas là une bataille entre les civilisations, c'est une bataille pour la civilisation. »
De nombreux pays renforcent leurs mesures de sécurité, par exemple la France qui augmenta le niveau d'alerte de son plan Vigipirate.

### Réponse du président des États-Unis

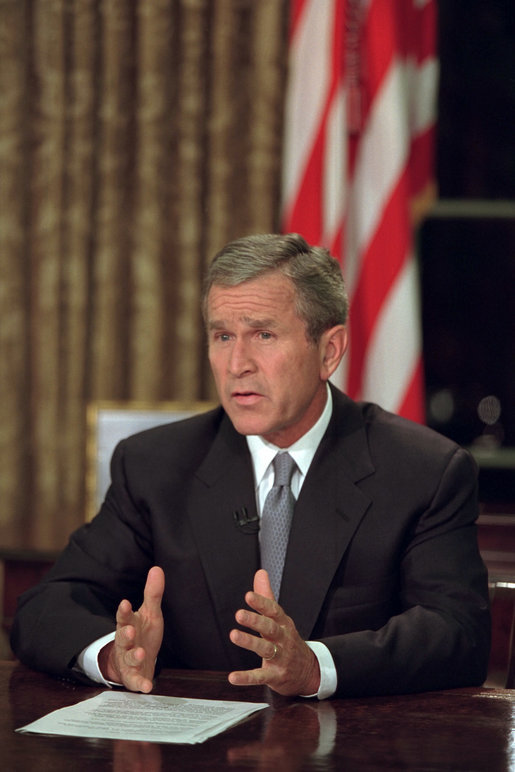
Le président George W. Bush s'adressant à la nation le soir des attentats.

Le président des États-Unis, George W. Bush, apprend qu'il s'agit d'attentats, à 9 h 5 (Chronologie des attentats du 11 septembre 2001), de la bouche d'Andrew Card ("A second plane hit the second tower. America is under attack."), alors qu'il assiste à une leçon de lecture dans une classe de l'école élémentaire Emma E. Booker, en Floride,. Il improvise un discours dans la bibliothèque de l'école, devant plus de 200 élèves et journalistes, et déclare : « Aujourd'hui nous vivons une tragédie nationale. Deux avions se sont écrasés dans le World Trade Center, ce qui s'apparente à une attaque terroriste contre notre pays. »
Dans l'après-midi, il quitte Offutt Air Force Base où se trouve le United States Strategic Command. Vers 19 h, il arrive à la Maison-Blanche, puis à 20 h 30, il s'adresse au peuple américain depuis le bureau ovale en ces termes :

« Ces actes meurtriers à grande échelle étaient destinés à effrayer notre nation en la plongeant dans le chaos et le repli… mais ils ont échoué. Notre pays est fort. Un grand peuple se lève pour défendre une grande nation. Les attentats terroristes peuvent secouer les fondations de nos immeubles les plus hauts mais ils ne peuvent pas ébranler les fondations de l'Amérique. Ces attaques brisent l'acier mais ne peuvent entamer l'acier de la détermination […] L'Amérique, ses amis et alliés se joignent à tous ceux qui veulent la paix et la sécurité dans le monde et nous sommes unis pour gagner la guerre contre le terrorisme. »

— George W. Bush, le 11 septembre 2001
Dans la soirée, le président réunit le National Security Council afin de discuter de la réponse à donner aux attentats. Le directeur de la CIA, George Tenet déclare qu'Al-Qaïda et les Talibans en Afghanistan sont essentiellement les mêmes. Bien que Bush soit favorable à une réponse militaire d'envergure, Tenet est plus prudent, rappelant que « bien que la tête d'Al-Qaïda est en Afghanistan, l'organisation terroriste opère presque partout. La CIA travaille en fait sur le problème Ben Laden depuis des années ».
Le 20 septembre 2001, le président Bush s'adresse aux deux chambres du congrès des États-Unis réunies au Capitole, où il accuse le groupe terroriste Al-Qaïda, avec à sa tête Oussama ben Laden, d'avoir organisé les attentats. Il déclare « Notre guerre contre le terrorisme commence avec Al-Qaïda, mais elle ne s'arrêtera pas là. Elle ne prendra fin qu'une fois que tous les groupes terroristes de portée mondiale auront été trouvés, arrêtés et vaincus »,.

### Opérations militaires

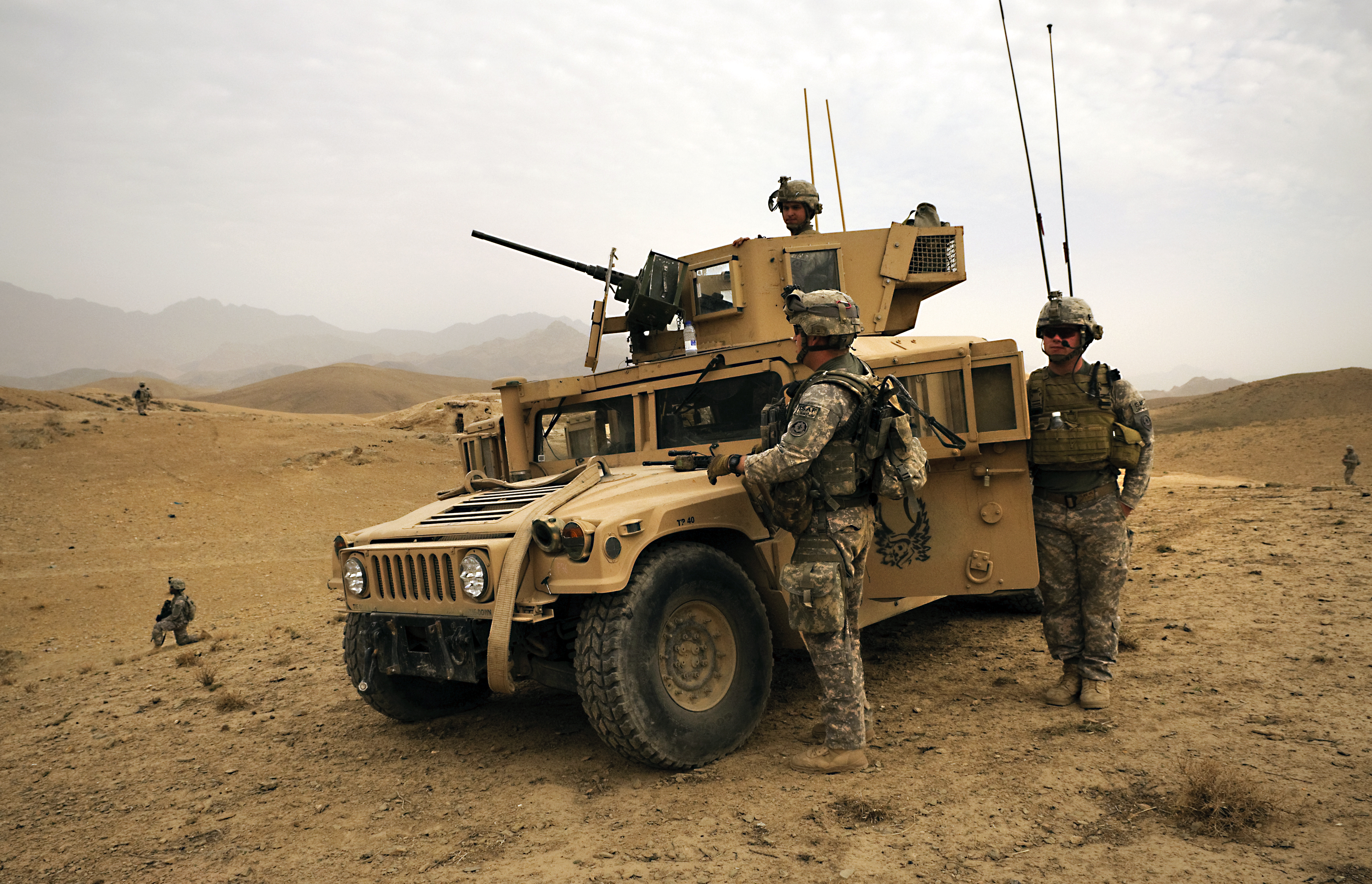
Troupes américaines en Afghanistan.

Le soir des attentats, le président des États-Unis George W. Bush s'adresse au peuple américain depuis la Maison Blanche. Il promet une réponse des États-Unis et de ses alliés aux attentats en déclarant la guerre contre le terrorisme (war on terror).
L'impact militaire le plus direct est l'invasion de l'Afghanistan, désigné comme le siège opérationnel d'Al-Qaïda, dès le mois d'octobre 2001. Le régime taliban qui dirige le pays hébergeant des camps d'entraînement d'Al-Qaïda ainsi que leur leader Oussama ben Laden, le gouvernement américain exige « que les personnages-clés de l'organisation terroriste al-Qaïda, Oussama ben Laden compris, soient remis aux autorités responsables, et que les talibans ferment les camps terroristes en Afghanistan ». Mais ceux-ci déclarent n'avoir aucune preuve de sa culpabilité et opposent une fin de non-recevoir,. La pose d'un ultimatum débouche sur l'invasion de l'Afghanistan et le renversement du régime des Talibans quelques mois plus tard par les forces armées américaines, britanniques, canadiennes, françaises, et autres. Ce renversement et l'établissement d'un gouvernement de transition s'accompagne de l'arrestation de nombreux musulmans soupçonnés d'êtres des terroristes, internés dans des camps disséminés autour de la planète, ce qui provoquera les vives réactions de nombreuses ONG, dont Amnesty International. La création de la prison de Guantanamo s'explique en partie par cet afflux important de prisonniers. Ben Laden, de son côté, parvient à échapper de justesse aux forces américaines à Tora Bora dans l'est afghan, en décembre 2001.
Un des nombreux fils d'Oussama ben Laden, Omar ben Laden, a déclaré en 2010 au magazine Rolling Stone : « Le rêve de mon père était de faire venir les Américains en Afghanistan. Il voulait leur faire la même chose qu'aux Russes. J'ai été surpris qu'ils mordent à l'appât »,.
Assassiné deux jours avant les attentats du 11 septembre, Ahmed Chah Massoud (commandant du Front uni islamique et national pour le salut de l'Afghanistan, du Jamiat-e Islami et chef de l'Armée islamique ayant combattu contre l'occupation soviétique puis contre le régime des talibans de 1996 à 2001) avait essayé à plusieurs reprises d'attirer l'attention de la communauté internationale sur le danger représenté par Oussama ben Laden et préparait même une opération militaire d'importance avec l'appui des États-Unis contre les talibans et Al-Qaïda.

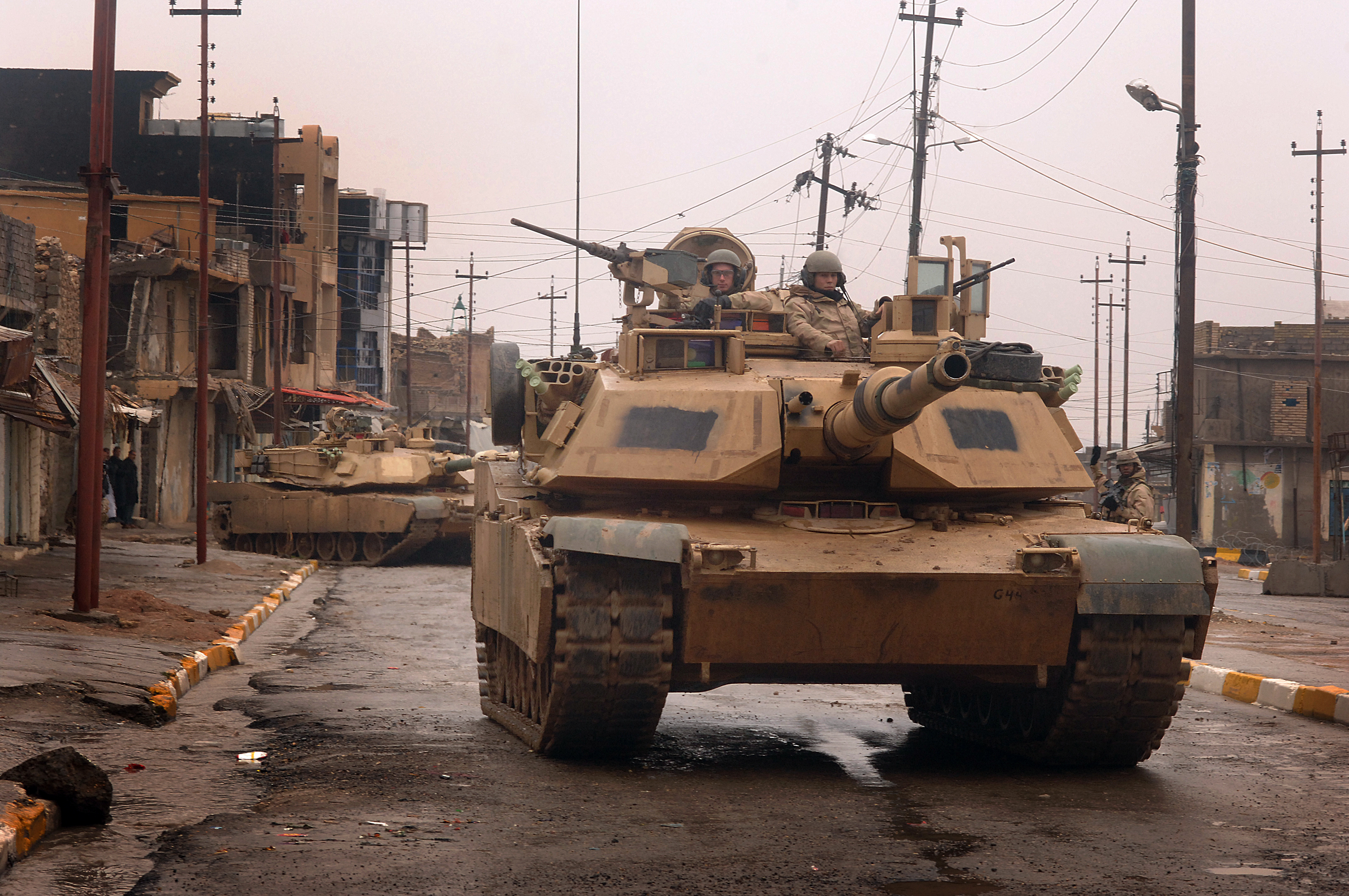
Chars M1 Abrams américains à Tall Afar en Irak.

Un second impact militaire d'importance est l'invasion de l'Irak et le renversement du régime de Saddam Hussein en 2003 par les forces armées américaines et britanniques. Bien que l'Irak de Saddam Hussein n'ait pas participé aux attentats du 11 septembre, le régime baasiste a été désigné par l'administration américaine comme un soutien actif du terrorisme international et un détenteur d'armes de destruction massive, malgré l'absence de preuves sur le terrain. Le régime de Saddam Hussein a été remplacé par un régime plus démocratique, notamment par la tenue d'élections et une représentation de la majorité chiite par rapport aux sunnites. L'invasion de l'Irak provoquera de houleux débats à l'ONU et des manifestations à travers le monde, protestant contre les véritables raisons qui seraient d'ordre économique et stratégique (indépendance énergétique vis-à-vis de l'Arabie saoudite notamment).
Critiquant l'administration Clinton-Gore qu'il trouvait trop interventionniste, le candidat George W. Bush avait déclaré pendant sa campagne ; « Si nous ne cessons pas d'envoyer nos troupes autour du monde pour des missions d'édification de nations [nation-building], nous allons vers un problème grave. Et je vais empêcher cela. ».
Pour l'historien Jean-Michel Lacroix, « la stratégie de George Bush consiste [après le 11 septembre] à capitaliser sur l'émotion collective et la psychose sécuritaire en se posant en « défenseur du monde libre » au risque de prendre une posture impériale et d'alimenter une vision manichéenne du bien et du mal ». Pour José María Aznar, président du gouvernement espagnol durant les années 1996-2004, l'action internationale du président George Bush mérite d'être saluée. Selon Alexandre Adler, historien et expert géopolitique, « le grand courage du président George Bush à l’heure de l’épreuve » doit être reconnu.

### Mesures de sécurité

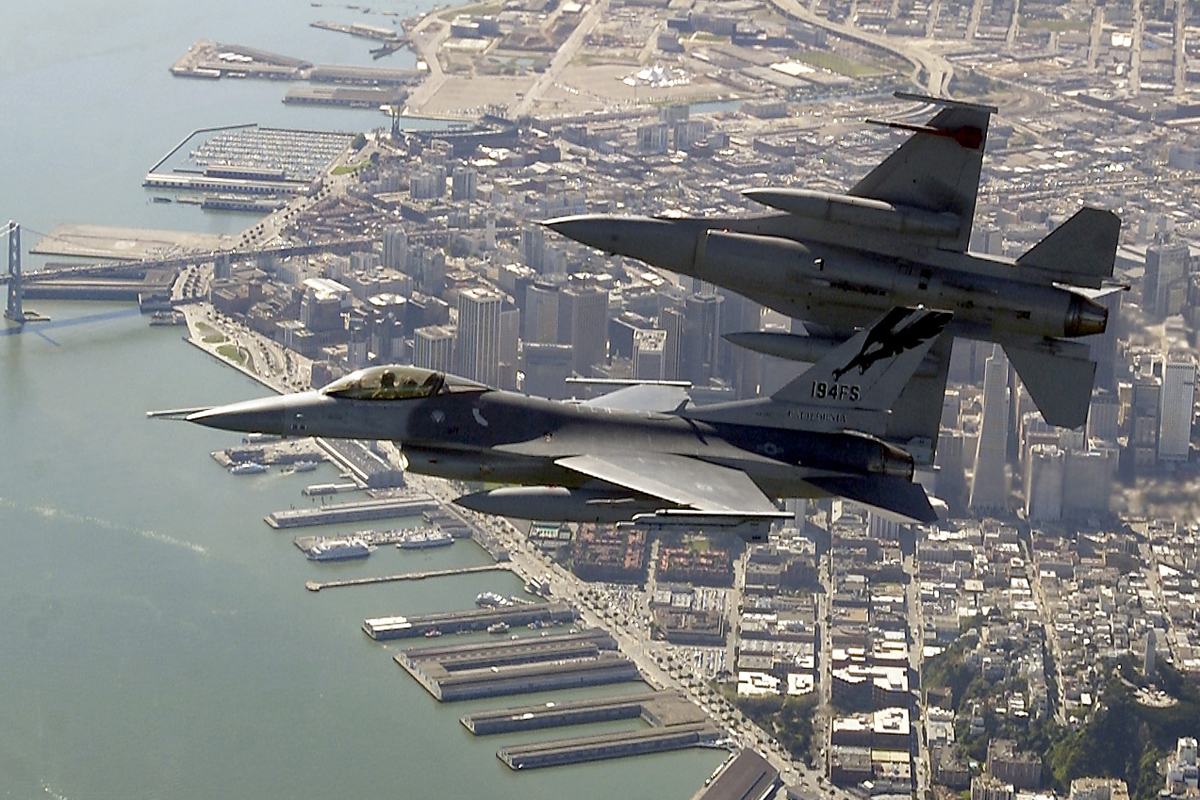
Deux F-16 de la garde nationale de Californie patrouillants au-dessus de San Francisco en mars 2004.

Afin de prévenir toute nouvelle attaque aérienne sur le sol américain, l'opération Noble Eagle est déclenchée depuis le 14 septembre 2001. Elle consiste à faire survoler en permanence l'espace aérien des États-Unis par des avions de chasse de la Garde Nationale. Ainsi les grandes villes des États-Unis sont survolées en permanence. Du 9 octobre 2001 au 6 mai 2002, l'Opération Eagle Assist mobilisa des AWACS et des soldats de l'OTAN pour soutenir l'opération.
Le 19 novembre 2001, la Transportation Security Administration est créée dans le cadre de l'Aviation and Transportation Security Act. La TSA est une agence nationale de sécurité dans les transports, elle est chargée de la surveillance et de l'inspection des bagages dans les 450 aéroports du pays.
Le 3 juillet 2002 est créée la première Maritime Safety and Security Team dans le cadre du Maritime Transportation Security Act of 2002. Les MSST sont des unités maritimes anti-terroristes placées sous la direction du United States Coast Guard, elles sont chargées de la sécurité des ports et des eaux intérieures.
Le 1er octobre 2002 est créé un nouveau commandement interarmées, le United States Northern Command (NORTHCOM), sa mission est de protéger le territoire des États-Unis et d'apporter un appui aux autorités locales ou fédérales.
Le 25 novembre 2002, le département de la Sécurité intérieure des États-Unis est créé dans le cadre du Homeland Security Act. Son objectif est d'organiser et d'assurer la sécurité intérieure du pays. Il comprend actuellement de nombreuses agences dont les Garde-côtes des États-Unis, le Federal Protective Service, le United States Secret Service, l'agence fédérale des situations d'urgence, la Transportation Security Administration et l'US Border Patrol.
Une zone sécurisée (Air Defense Identification Zone) a été créée le 10 février 2003 qui restreint l'accès à l'espace aérien de l'aviation générale à moins de 18 000 pieds autour de la ville de Washington. Depuis le 30 août 2007, elle couvre un rayon d'environ 24 kilomètres de la capitale des États-Unis soit trois à cinq minutes de vol selon les appareils.
À la demande des autorités de sécurité aérienne comme l'EASA et la FAA, des systèmes d'inviolabilité de la porte de la cabine de pilotage des avions sont mis en place sur tous les appareils commerciaux. Ces systèmes sont différents selon les appareils et les compagnies aériennes afin de ne pas avoir de norme standard et d'empêcher des terroristes éventuels de savoir comment cela fonctionne d'une compagnie à l'autre et d'un type d'avion à un autre : porte blindée (certaines compagnies disposant d'outils tels que des haches ou des pieds-de-biche pour briser la porte en cas d'urgence), vidéosurveillance devant la porte qui permet d'identifier depuis le cockpit qui veut entrer, digicode avec code secret, switch (unlock/norm/lock) qui peut refuser l'accès au poste de pilotage, panneau de type « escape » en cas de défaillance de la porte blindée,.

### Procédures judiciaires
Des centaines de plaintes ont été déposées par des victimes des attentats contre plusieurs personnes, États, sociétés et organismes aux États-Unis et à l'étranger.
Le 5 novembre 2001, une plainte avec constitution de partie civile a été déposée auprès du Parquet de Paris par la famille de Thierry Saada, une des quatre victimes françaises des attentats.
Le 15 août 2002, environ 600 proches des victimes déposent une plainte devant le tribunal fédéral de Washington contre sept banques étrangères, huit fondations islamiques, huit particuliers dont trois membres de la famille royale saoudienne (Prince Sultan Ben Abd el-Aziz, ministre de la Défense, Prince Turki al-Fayçal al-Saoud, ancien chef du renseignement et Prince Mohammad al-Fayçal al-Saoud, directeur de la Faisal Islamic Bank), deux entreprises et contre le gouvernement soudanais, accusés d'avoir financé Al-Qaïda.
Une autre le 3 septembre 2002 à la cour du district sud de New York.
Des actions judiciaires ont été autorisées en septembre 2002 par le juge Alvin Hellerstein contre les compagnies aériennes dont les avions ont été détournés, Boeing ainsi que les propriétaires du World Trade Center pour n'avoir pu prévenir les attentats ainsi que contre le Port Authority of New York and New Jersey qui n'a pu fournir de plans d'évacuation appropriés.
Le juge fédéral Harold Baer a déclaré l'Irak coresponsable avec Al-Qaïda des attentats du 11 septembre dans son arrêt du 7 mai 2003 et a accordé 104 millions de dollars (92 millions d'euros) de dommages et intérêts aux familles de victimes des attaques du 11 septembre et le 22 septembre 2005, un juge fédéral new-yorkais, Richard Casey, a reçu la plainte déposée contre l'International Islamic Relief Organization, une organisation caritative impliquée dans le financement de réseaux islamistes.
Aux États-Unis, la seule personne à avoir été jugée jusqu'à présent pour son implication directe avec les attentats du 11 septembre est le Français Zacarias Moussaoui. Arrêté moins d'un mois avant les attaques, il a été accusé par les autorités fédérales américaines d'avoir eu connaissance des attentats à venir mais de n'avoir pas communiqué ses informations. Le 3 mai 2006, au terme de deux mois de procès, il a été reconnu coupable par le jury du tribunal fédéral d'Alexandria en Virginie de six chefs d'accusation de complot en liaison avec les attentats terroristes du 11 septembre et condamné à la prison à perpétuité, sans possibilité de remise de peine.
En Allemagne, le Marocain Mounir el-Motassadeq arrêté le 28 novembre 2001, est condamné une première fois à quinze ans de prison en 2003 pour complicité dans ces attaques. Remis en liberté en février 2006 après que sa condamnation a été cassée, il voit sa première peine confirmée par le tribunal de Hambourg le 8 janvier 2007.
En Espagne, le Syrien Imad Eddin Barakat Yarkas, chef de la cellule locale d'Al-Qaïda est arrêté le 13 novembre 2001, inculpé de conspiration en vue des attentats de septembre 2001. Il est condamné le 26 septembre 2005 à vingt-sept ans de prison.
Khalid Cheikh Mohammed et Ramzi ben Al-Shaiba, soupçonnés d'être les organisateurs des attentats, sont en détention à Guantanamo depuis septembre 2006. Ils avaient revendiqué l'organisation logistique des attentats dans un entretien accordé en mai 2002 et diffusé à la télévision qatarie Al-Jazira les 5 et 8 septembre 2002. En mars 2007, ils passent devant une commission militaire chargée de déterminer leur statut. Leur procès devant un tribunal militaire américain installé dans la base navale américaine de Guantánamo avec trois autres coaccusés s'est ouvert le 5 juin 2008. Le Monde souligne que « les audiences se tiennent dans le cadre d'une justice militaire d'exception ». Khaled Cheikh Mohammed, Ali Abd al-Aziz Ali et Wallid ben Attash ont plaidé coupable le 8 décembre 2008. En novembre 2009, à la suite de la décision de fermer Guantánamo, leur procès devant une cour civile, le tribunal fédéral de New York, a commencé.
En septembre 2015, des plaintes contre l'Arabie saoudite, initiées par des familles de victimes des attentats, sont rejetées au motif que le royaume saoudien bénéficie d'une immunité souveraine. En septembre 2016, Barack Obama oppose un véto à un projet de loi qui aurait permis d'engager de telles poursuites.
Le New York Times révèle en 2015 que Zacarias Moussaoui aurait confessé aux magistrats d'une cour fédérale de New York l'implication de responsables saoudiens dans les attentats du 11 septembre 2001. Moussaoui y avouerait que le chef des services secrets saoudien Turki Al-Fayçal, l'ambassadeur saoudien à Washington Bandar Ben Sultan, ainsi que le prince saoudien Al-Walid Ben Talal auraient participé au financement des attaques contre le World Trade Center. Aucune preuve matérielle n'a jamais confirmé les accusations de Moussaoui, réfutées ainsi par l'ambassade américaine de l'Arabie saoudite : « Moussaoui est un criminel dérangé qui n'apporte aucune preuve. En 2004, la Commission du 11 septembre avait exonéré l'Arabie saoudite de toute responsabilité. ». Mais en 2016, le New York Post détaille le rôle joué par la représentation saoudienne aux États-Unis.
En janvier 2016, un projet de loi est adopté par la commission judiciaire du Sénat qui autorise les familles des victimes à attaquer les gouvernements impliqués dans des attentats contre des citoyens américains, en d'autres termes qui lève l'immunité dont bénéficiaient ces gouvernements. Il s'agit d'un accord bipartite. Le gouvernement saoudien doit se sentir visé car il menace de vendre les 750 milliards de dollars de bons du Trésor américains qu'il possède si le texte est voté par le Congrès. La Maison-Blanche réplique en le mettant en garde contre les désordres que cela provoquerait. Le 17 mai 2016, le Sénat adopte ce texte, Justice Against Sponsors of Terrorism Act), dit JASTA, par un vote unanime.
En mai 2020, dans le cadre d'un dossier judiciaire, le FBI révèle accidentellement l'identité d'un responsable de l'ambassade saoudienne à Washington dont ses agents soupçonnent qu'il avait fourni un soutien crucial à deux des pirates de l'air d'Al-Qaïda. La divulgation est intervenue dans une nouvelle déclaration déposée devant un tribunal fédéral par un haut responsable du FBI en réponse à un procès intenté par des familles de victimes du 11 septembre qui accuse le gouvernement saoudien de complicité dans les attaques terroristes.
Selon un porte-parole des familles des victimes du 11 septembre, cela représente une percée majeure dans cette affaire de longue date, fournissant pour la première fois une confirmation apparente que les agents du FBI enquêtant sur les attaques pensaient avoir découvert un lien entre les pirates de l'air et l'ambassade d'Arabie saoudite à Washington. Pour Michael Isikoff, correspondant principal des enquêtes de Yahoo News, cela met également en lumière les efforts déployés par les hauts responsables de l'administration Trump ces derniers mois[Quand ?] pour empêcher que des documents internes sur la question ne deviennent publics.

### Retombées économiques

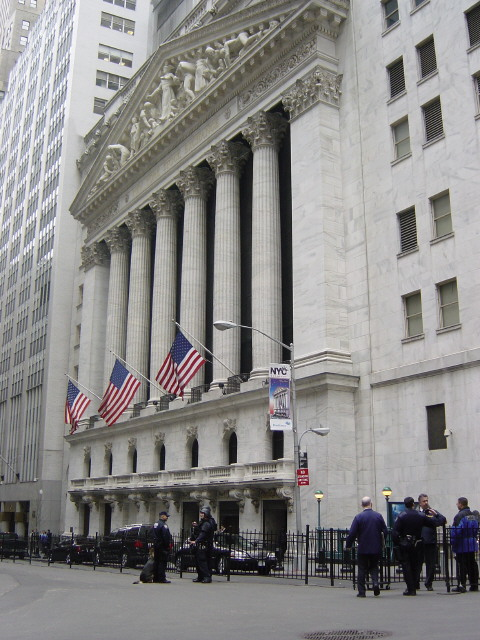
La Bourse de New York.

La plupart des analystes économiques considèrent que les attentats du 11 septembre ont été à l'origine d'un ralentissement économique significatif (ou de l'amplification du freinage important qui avait été amorcé par l'éclatement de la bulle Internet en l'an 2000).
Les attaques ont eu un impact économique important sur les États-Unis et les marchés mondiaux. La Bourse de New York (NYSE), le American Stock Exchange (AMEX) et le NASDAQ n'ont pas ouvert le matin du 11 septembre 2001 et sont restés fermés jusqu'au 17 septembre. Lors de la réouverture des marchés boursiers, le Dow Jones Industrial Average (DJIA) a chuté de 7,1 % et le NASDAQ de 6,5 %. Les marchés ont clôt la semaine du 17 au 21 septembre avec de fortes chutes. En effet le Dow Jones a chuté de 1 369,70 points (14,26 %) pour finir à 8 235,81 points, le S&P 500 de 27,54 points (11,6 %) pour finir à 965,03 points et le NASDAQ de 272,11 points (16,1 %) pour finir à 1 423,19. Ce fut la pire semaine enregistrée par le Dow Jones depuis la Grande Dépression.
Selon le « WorldEconomic Report » du Fonds monétaire international de décembre 2001, l'US National Income and Products Accounts évalue les destructions et les dépenses qui leur sont directement liées, après le 11 septembre, à 24,1 milliards de dollars américains.
Le 23 mai 2007, sept assureurs des tours du World Trade Center ont trouvé un accord extra-judiciaire avec le promoteur du complexe du World Trade Center, Larry Silverstein. Les compagnies Swiss Re, Travelers Companies, Zurich American Insurance Company, Allianz Global Risks Insurance Company, Employers Insurance Company of Wausau, et Royal Indemnity Company paieront au total 2,1 milliards de dollars au lieu des 7 milliards réclamés après les attentats,.
Plus de 40 000 employés se sont retrouvés au chômage et des milliers d'entreprises (particulièrement dans le secteur tertiaire) ont disparu ou subi des pertes considérables à la suite de la destruction de ce centre d'affaires, qui était l'un des plus actifs de la planète. De nombreuses compagnies ont quitté Downtown pour s'installer à Brooklyn, Midtown, ou dans le Connecticut.
Les compagnies aériennes mondiales, surtout celles des États-Unis, déjà en difficulté depuis quelques années, ont largement souffert de la chute de fréquentation de leurs lignes et des travaux de sécurité entrepris après ce quadruple détournement, malgré les aides des pouvoirs publics. Les primes d'assurance des immeubles et celles des avions de ligne ont fortement augmenté.

### Législations post-11 septembre

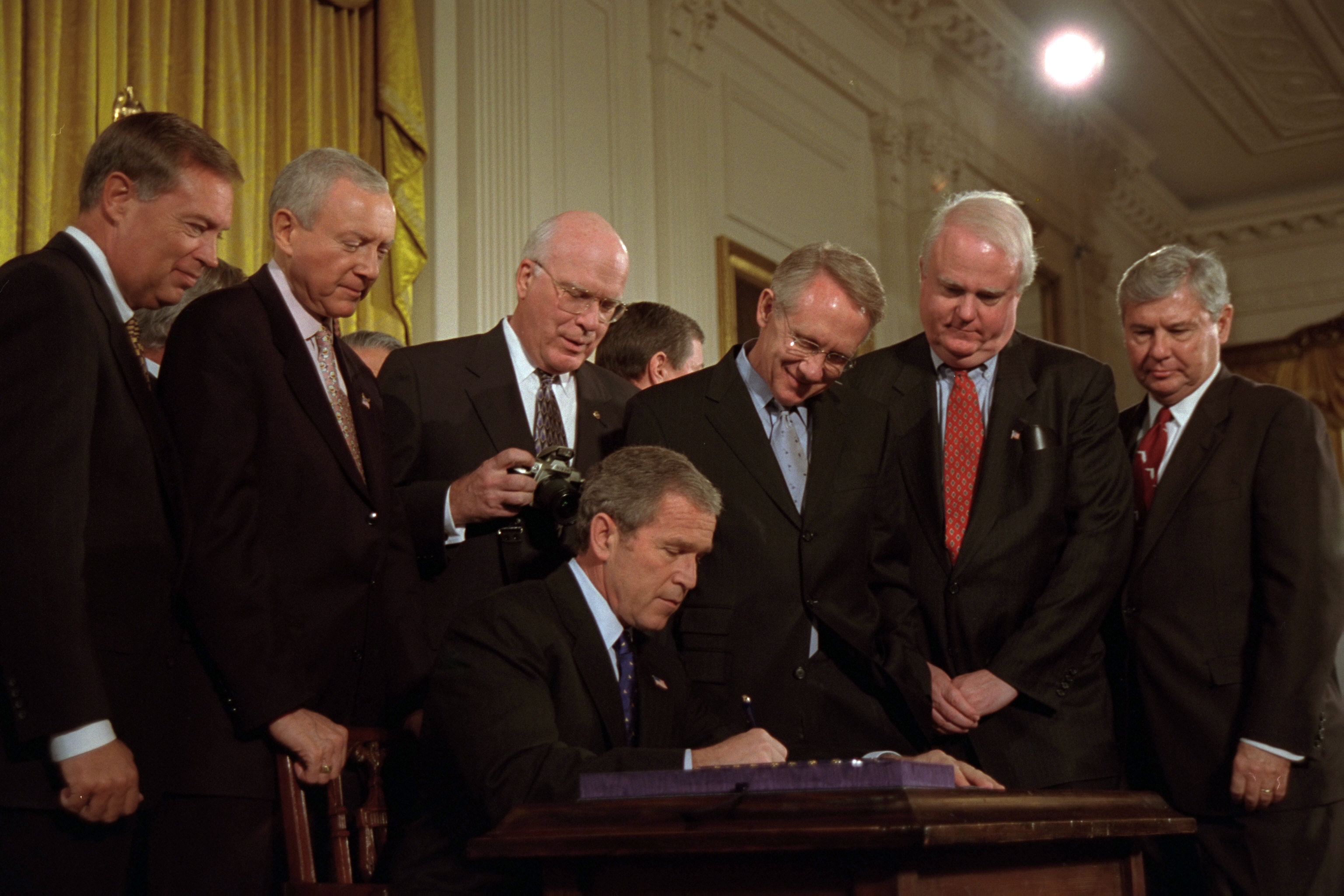
Le président George W. Bush signant l'USA PATRIOT Act.

Les mesures législatives votées dans la foulée des attentats du 11 septembre ont apporté un surcroît de pouvoir à l'exécutif américain, aux services secrets (dont la CIA) et la police fédérale (Federal Bureau of Investigation), ainsi qu'aux militaires (budget du Pentagone notamment).
L'USA PATRIOT Act a été soumis aux parlementaires dès le 24 septembre et voté le 26 octobre. Sous la simple affirmation de participation à la lutte antiterroriste, le FBI se voit attribuer le pouvoir d'espionner les associations politiques et religieuses sans que celles-ci soient suspectées d'activités criminelles. Le gouvernement peut poursuivre en justice les possesseurs de fichiers et de données qui révèleraient qu'ils ont dû procéder à des réquisitions d'informations. Il peut faire procéder à des perquisitions et saisir les documents et effets possédés par des citoyens. Sans devoir se justifier, il peut faire emprisonner quiconque, y compris des citoyens, ce indéfiniment et sans procès, sans que ces personnes soient accusées, ni qu'elles puissent être confrontées à celles qui auraient déposé contre elles. Le FBI ni la CIA ne sont contraints de répondre de leurs actions devant les élus. Cette liberté d'action ainsi accordée aux services secrets et à la police est toujours l'objet de débats sur la scène politique et dans l'opinion, car perçue comme opposée aux droits civiques. Deux sénateurs qui se sont employés à freiner l'adoption de ce projet, Patrick Leahy, président de la Commission judiciaire du Sénat, et Tom Daschle, chef de la majorité sénatoriale, furent les cibles d'envois d'enveloppes chargées d'anthrax[pas clair] militaire.
Le Homeland Security Act a été présenté au Congrès dans les mois qui ont suivi et a été voté le 25 novembre 2002. Il crée le département de la Sécurité intérieure des États-Unis (Department of Homeland Security) regroupant une vingtaine d'agences fédérales comme la FEMA, les Douanes, le Secret Service… Cette loi reprend le contenu d'un rapport de la commission dite Hart-Rudman (US Commission on National Security for the 21st Century) créée en 1998 sous la présidence de Bill Clinton, intitulé Road Map for national Security : Imperative for Change. Le Total information Awareness office (TIA), qui matérialise un projet de la Defense Advanced Research Projects Agency (une structure du Pentagone), se proposait de constituer une banque de 300 millions de fiches, regroupant les informations de sources publiques et privées sur chaque Américain. Il autorise les réunions secrètes des Conseils présidentiels, la dispense de justification intervenant en opposition avec la loi 92-463 sur la transparence des réunions de l'exécutif. Il garantit l'immunité à quiconque fournit à une agence fédérale des informations relatives à des failles ou faillites, même à la suite d'une négligence ou d'une faute. Il permet, par transaction commerciale, l'accès par l'administration à des fichiers constitués par des firmes privées sur des citoyens, contournant ainsi la protection donnée par le IVe amendement.
Enfin, le Military Commission Act, signé le 18 octobre 2006 par le président Bush, abroge, et avec effet rétroactif, le droit des personnes, jusqu'alors reconnu dans les traités internationaux signés par les États-Unis, en définissant une nouvelle classe d'individus, les « combattants illégaux ». Ceux-là peuvent être indéfiniment détenus, sans l'obligation de fournir un acte d'accusation, sont exclus de la protection accordée par les Conventions de Genève, peuvent être soumis à des tortures psychologiques et physiques. Ces « techniques d’interrogatoire renforcées » incluant la simulation de noyade ou d'exécution, le viol, la privation de nourriture et de sommeil, sont notamment utilisées sur des détenus du camp de Guantanamo et en Europe,. Plusieurs rapports d'Amnesty International ont dénoncé cette violation des droits de la défense et ces pratiques de détention arbitraire,, qui, par ailleurs, n'ont eu aucune efficacité.
Fin 2007, une loi spécifique était en cours d'examen par le Congrès (loi sur la radicalisation violente et la prévention du terrorisme intérieur), loi destinée à lutter contre les idéologies et « croyances extrémistes qui ont pour but de faciliter la violence visant à promouvoir des changements politiques, religieux ou sociaux ». Est spécifiquement visé Internet qui « a aidé à faciliter une radicalisation violente […] en procurant aux citoyens américains un accès aux larges et continuels courants de propagande en relation avec le terrorisme ». Cette législation paraît largement inspirée des travaux de Brian Michael Jenkins (de la RAND Corporation) sur le terrorisme : « dans leur campagne internationale, les djihadistes vont rechercher des terrains communs avec les forces gauchistes, antiaméricaines et antimondialisation, qui, à leur tour, verront dans les islamistes radicaux des camarades face au même adversaire ». Une note de l'étude de la RAND Corporation intitulée « Tendances du terrorisme » (ch.4) attire l'attention sur les écologistes, antimondialistes et anarchistes, les désignant comme terreaux de terroristes potentiels.
À la suite de l'incendie des tours jumelles, la législation sur l'utilisation des sprinklers a été étendue aux bâtiments existants d'une hauteur de plus de 100 pieds (soit environ 30 mètres) dès 2019.

## Mémoriaux

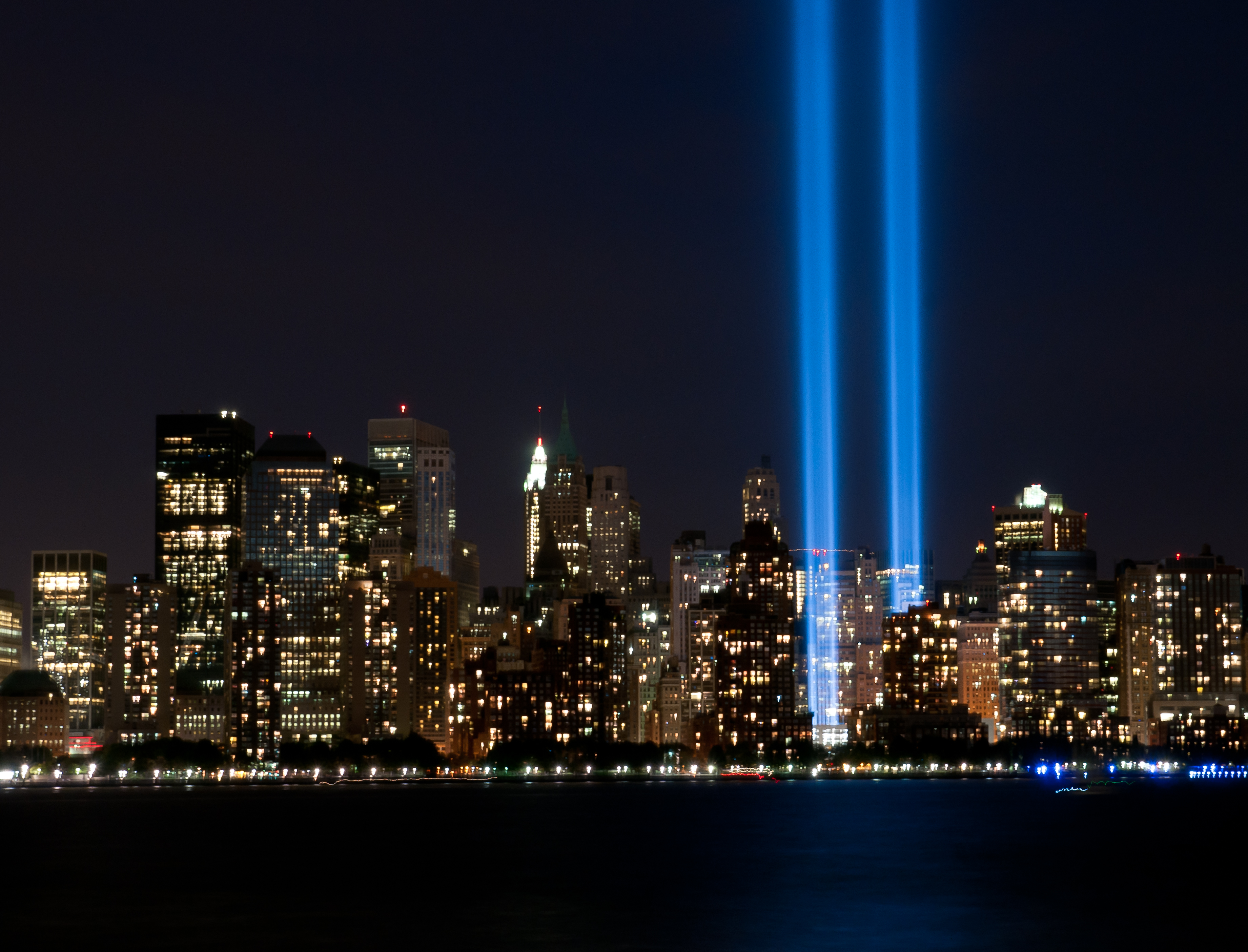
Mémorial de lumière.

Le Tribute in Light est une installation de 88 projecteurs mis en place le 11 mars 2002 sur le toit du Battery parking Garage, près du site du WTC. Les projecteurs sont dirigés vers le ciel et sont disposés en deux carrés, ils créent ainsi deux faisceaux de lumières verticaux dans le ciel rappelant les tours jumelles.
Le National September 11 Memorial & Museum at the World Trade Center est une corporation à but non lucratif dont la mission est de réaliser un mémorial et un musée sur le site du World Trade Center. Portant le nom de National September 11 Memorial & Museum, le mémorial est érigé à la mémoire des victimes des attentats du 11 septembre 2001 ainsi que des attentats du 26 février 1993.
La zone du crash du vol UA 93 près de Pittsburgh en Pennsylvanie accueille le Flight 93 National Memorial en hommage aux 40 passagers et membres d'équipage qui sont morts en tentant de stopper les terroristes.
Le 14 novembre 2001, le Congrès vote une résolution désignant chaque 11 septembre comme Patriot Day ; jour de recueillement à la mémoire des victimes des attaques terroristes. Ainsi chaque année, le président des États-Unis appelle le peuple américain à observer un moment de silence.
En septembre 2003, 7,5 tonnes d'acier récupérées sur le site du WTC sont utilisées pour la construction de l'USS New York (LPD-21), un navire de guerre de la classe San Antonio, rebaptisé ainsi en la mémoire des victimes et inauguré en présence des familles de victimes, et des membres du NYPD et FDNY.
Le 11 septembre 2006, Bill Clinton inaugure un « monument pour la lutte contre le terrorisme mondial », intitulé « La Larme de la douleur » (« The Tear of the Grief ») et représentant une larme à travers une tour brisée. Cette sculpture est réalisée par Zourab Tsereteli. Elle est installée à Bayonne (New Jersey), dans l'alignement de la Statue de la Liberté,.

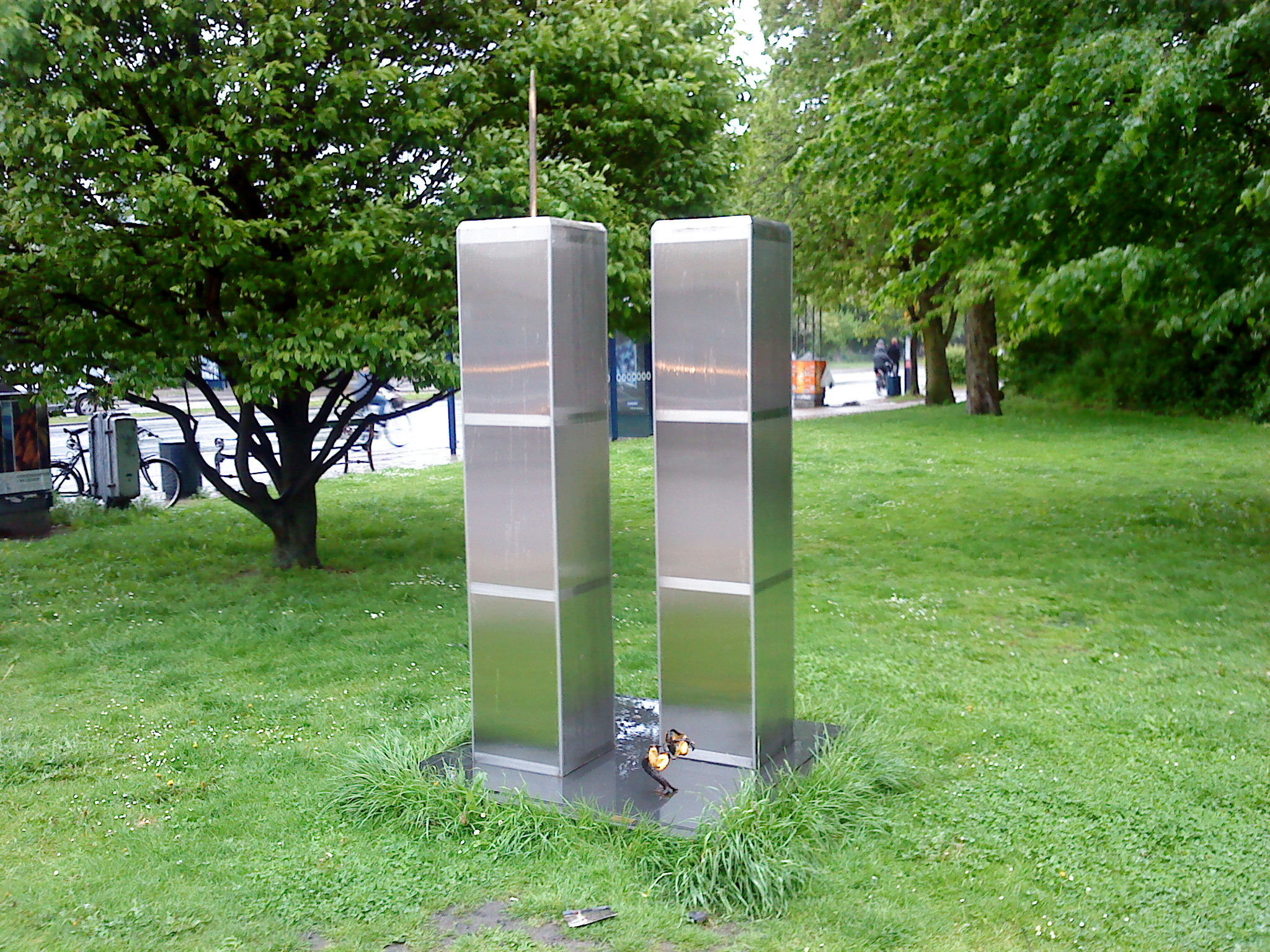
Monument à la mémoire des victimes à Copenhague.
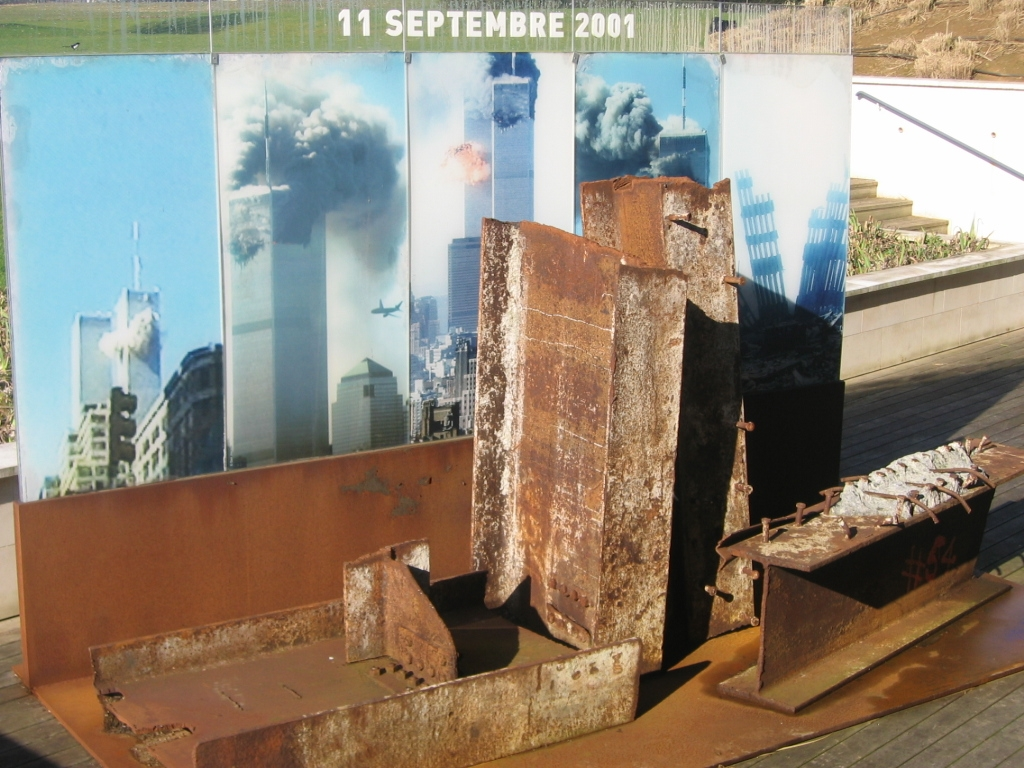
Débris du World Trade Center, jardins du Mémorial de Caen.

## Renouveau du site

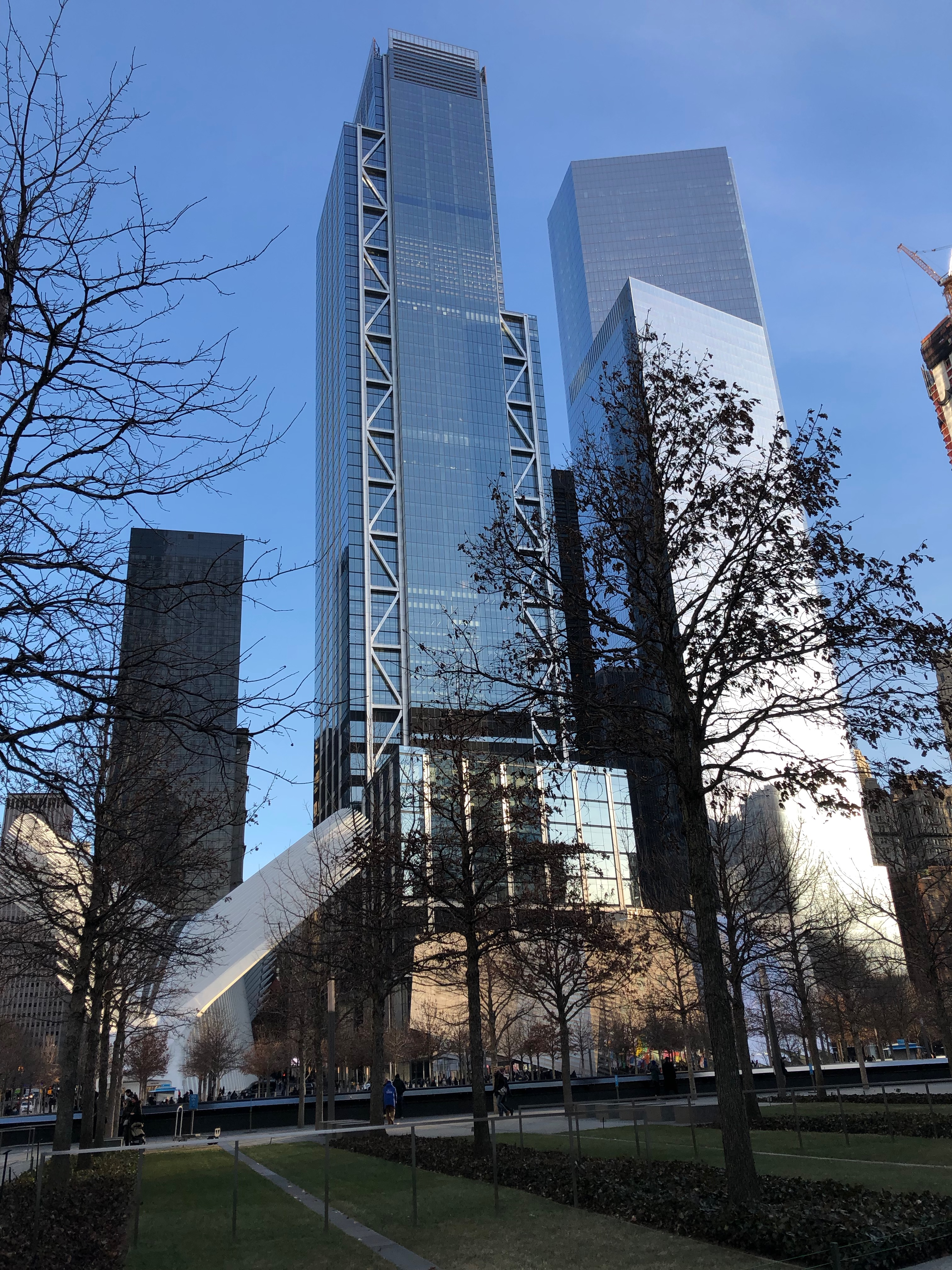
La nouvelle gare du PATH, le Three WTC et le Four WTC devant le mémorial du 11 septembre, en janvier 2019.

Plus d'1,8 million de tonnes de débris et gravats ont été enlevées du site du World Trade Center. En 2004, l'ancien site du World Trade Center, rebaptisé ground zero, est déblayé et prêt à accueillir une nouvelle construction, tout d'abord désignée comme la Freedom Tower, pour laquelle un concours architectural a été ouvert pour un mémorial, un lieu de vie et d'activités.
Un nouveau 7 World Trade Center a été inauguré en 2006 mais en 2008, « malgré le vacarme des grues et des pelleteuses, pas un seul des ambitieux projets de reconstruction n'a émergé à quatre ans de la date officielle de finalisation ».
La reconstruction du site comprend en 2019 les projets achevés, chronologiquement le 7 World Trade Center, le mémorial du 11 Septembre et son musée, le One World Trade Center, plus haute tour de l'Amérique du Nord, le Four World Trade Center, la nouvelle Gare du PATH et le Three World Trade Center. Le centre artistique « Ronald E. Perelman Performing Arts Center » est en construction au pied du One WTC, et le Two World Trade Center en reste au stade des fondations.
C'est sur ce site, ainsi qu'à Times Square et devant la Maison-Blanche, que des milliers d'Américains ont manifesté leur joie, les 1er et 2 mai 2011, après l'annonce de la mort d'Oussama ben Laden.

## Représentations dans les arts et la culture populaires

### Art monumental
- Joel Meyerowitz, Aftermath, 2001[298]
- Judit Reigl, New-York, 11 septembre 2001, 2001
- Alain Declercq, Mike on the top of the World Trade Center, 2001
- Obey Giant, The World Trade Center has a posse, 2001[299]
- Shuck One, État d’urgence, 2002
- Ron Drummond (en), A Garden Stepping into the Sky, 2002[300]
- Ellsworth Kelly, Ground Zero, 2003
- Mounir Fatmi, Comprendra bien qui comprendra le dernier, 2004
- Gerhard Richter, September, 2005
- Zourab Tsereteli, To the Struggle Against World Terrorism, 2005
- Scott Blake (en), 9/11 Flipbook, 2005[301]
- Donald Levine (en), Devil Eyes, 2006[302]
- Wolfe von Lenkiewicz (en), House of Mourning, 2008[303]
- Ultra Violet, IX XI (Nine Eleven), 2010[303]
- Hans-Peter Feldmann, 9/12, 2010
- Michael Richards (sculpteur) (en), September 11, Tar Baby vs. St. Sebastian, 2011
- Carole Feuerman, Afterwards and Forward: A Ten Year 9/11 Reflective Art Exhibition, 2011
- Exposition September, 11, MOMA PS1, 2011[304]
- Post 9/11, Dan Colen (en), Terence Koh (en), Hanna Lidén, Ryan McGinley, Agathe Snow (en), Dash Snow (en), and Aaron Young (en), 2011[305]
- Sket One (en), 2011
- Leokadia Makarska-Cermak (en), Golden Angels Over Lower Manhattan, 2011[306]
- Ludwig Mies van der Rohe, 194X–9/11: American Architects and the City, 2012[307]
- Banksy, TriBeCa at Jay and Staple streets, 2013[308]
- Jeff Koons, Balloon Flower, 2015[309]

### Compositions
- Renaud Séchan a composé Manhattan-Kaboul (22 juillet 2002), pour dénoncer la guerre et le terrorisme dans le monde à travers les portraits d'un portoricain intégré en Amérique et une afghane. Il interprète ce titre en duo avec Axelle Red.
- Bruce Springsteen a composé une chanson intitulée The Rising (30 juillet 2002), pour remercier les pompiers qui ont donné leur vie dans les tours jumelles.
- John Coolidge Adams, On the Transmigration of Souls, composition pour orchestre et chœurs donnée en première mondiale le 19 septembre 2002 au Lincoln Center. Prix Pulitzer de la musique 2003.
- U2 a composé The Hands That Built America (17 décembre 2002), une chanson qui évoque le 11 septembre 2001 dans son dernier couplet et que l'on entend dans le film Gangs of New York (9 décembre 2002).
- Michael Jackson a composé What More Can I Give en hommage aux victimes des attentats et sortit le 27 octobre 2003.
- Médine a réalisé un album 11 septembre, récit du 11e jour le 10 mai 2004 où il raconte en musique les attentats.
- Le rappeur français Sinik a interprété 2 victimes, 1 coupable sur son album La Main sur le cœur (25 janvier 2005), chanson narrant l'événement du point de vue de trois personnes différentes, un Américain mort dans les tours et un enfant irakien victime de la guerre (les victimes), et de George Bush (le coupable).
- Dream Theater a évoqué les attentats du 11 septembre dans son album Octavarium (7 juin 2005), surtout dans les chansons Panic Attack et Sacrificed Sons.
- Patrick Bruel a composé Adieu, de l'album Des souvenirs devant du 20 mars 2006. Il raconte trois histoires brisées par trois attentats.
- Robert Gulya a composé un Concert pour guitare et orchestre pour la guitariste Johanna Beisteiner à l'automne de 2001. Le thème du « premier mouvement »[310] est influencé par les attentats(hu) [vidéo] « Interview de Robert Gulya », sur YouTube —  Robert Gulya parle de sa collaboration avec Johanna Beisteiner et de son Concert pour guitare et orchestre composé pour elle et joué en 2009. Vidéo. Gramy Records, 2010.

- Steve Reich, WTC 9/11 (2010), composition pour quatuor à cordes donnée en première mondiale le 19 mars 2011 à l'université Duke de Caroline du Nord.
- Hélène Ségara a interprété Onze septembre sur son album Parmi la foule (25 avril 2011).
- Abd al Malik a interprété en 2006 une chanson intitulée 12 septembre 2001 sur un air de rap/slam.
- Tori Amos a interprété sur son album Scarlet's Walk la chanson I can't see New York.
- Jerry Goldsmith lors des sessions d'enregistrement du dernier château a rendu un hommage : September 11, 2001 Theme From The Last Castle

### Filmographie

#### Cinéma
- Couvre-feu (1998) de Edward Zwick est considéré comme prémonitoire sur plusieurs thématiques comme le terrorisme, le djihadisme, le climat anxiogène, la sauvegarde des libertés ou la torture[311],[312]
- Lilo et Stitch (2002) de Dean DeBlois et Chris Sanders, une séquence entière où Stich pilote un Boeing 747 s'écrasant sur des bâtiments fut censuré et remplacé par un vaisseau spatial.
- Vol 93, réalisé par Paul Greengrass, avec Lewis Alsamari, Khalid Abdalla, Omar Berdouni, 28 avril 2006
- World Trade Center, réalisé par Oliver Stone, avec Nicolas Cage, Michael Pena, Maria Bello, 9 août 2006
- My Name Is Khan (sorti le 26 mai 2010)
- The 9/11 Black Box (long métrage), réalisé par Mohammedreza Eslamloo, avec Thierry Meyssan dans son propre rôle, Prix spécial, du jury au 29e Festival du film de Fajr (février 2011). Représentant l'Iran au 64e Festival de Cannes (mai 2011)
- Extrêmement fort et incroyablement près, réalisé par Stephen Daldry, 2011
- 11 septembre, réalisé par Martin Guigui, 8 septembre 2017

#### Télévision
- Dans l'épisode Oussama ben Laden pue du cul de South Park, la peur qu'une nouvelle attaque semblable à celle du 11 septembre se reproduise est tournée en dérision.
- Dans Euphoria de Sam Levinson, le personnage principal qui se nomme « Rue Bennet » est né quelques jours après le 11 septembre et décrit l'angoisse qui a suivi sa naissance.